# Kalendarium inwazji Rosji na Ukrainę – kwiecień 2024
| 2022        | 2023        | 2024        | 2025        |
| ----------- | ----------- | ----------- | ----------- |
| –           | styczeń     | styczeń     | styczeń     |
| luty        | luty        | luty        | luty        |
| marzec      | marzec      | marzec      | marzec      |
| kwiecień    | kwiecień    | kwiecień    | kwiecień    |
| maj         | maj         | maj         | maj         |
| czerwiec    | czerwiec    | czerwiec    | czerwiec    |
| lipiec      | lipiec      | lipiec      | lipiec      |
| sierpień    | sierpień    | sierpień    | sierpień    |
| wrzesień    | wrzesień    | wrzesień    | wrzesień    |
| październik | październik | październik | październik |
| listopad    | listopad    | listopad    | listopad    |
| grudzień    | grudzień    | grudzień    | grudzień    |

## Kwiecień 2024

### 1 kwietnia

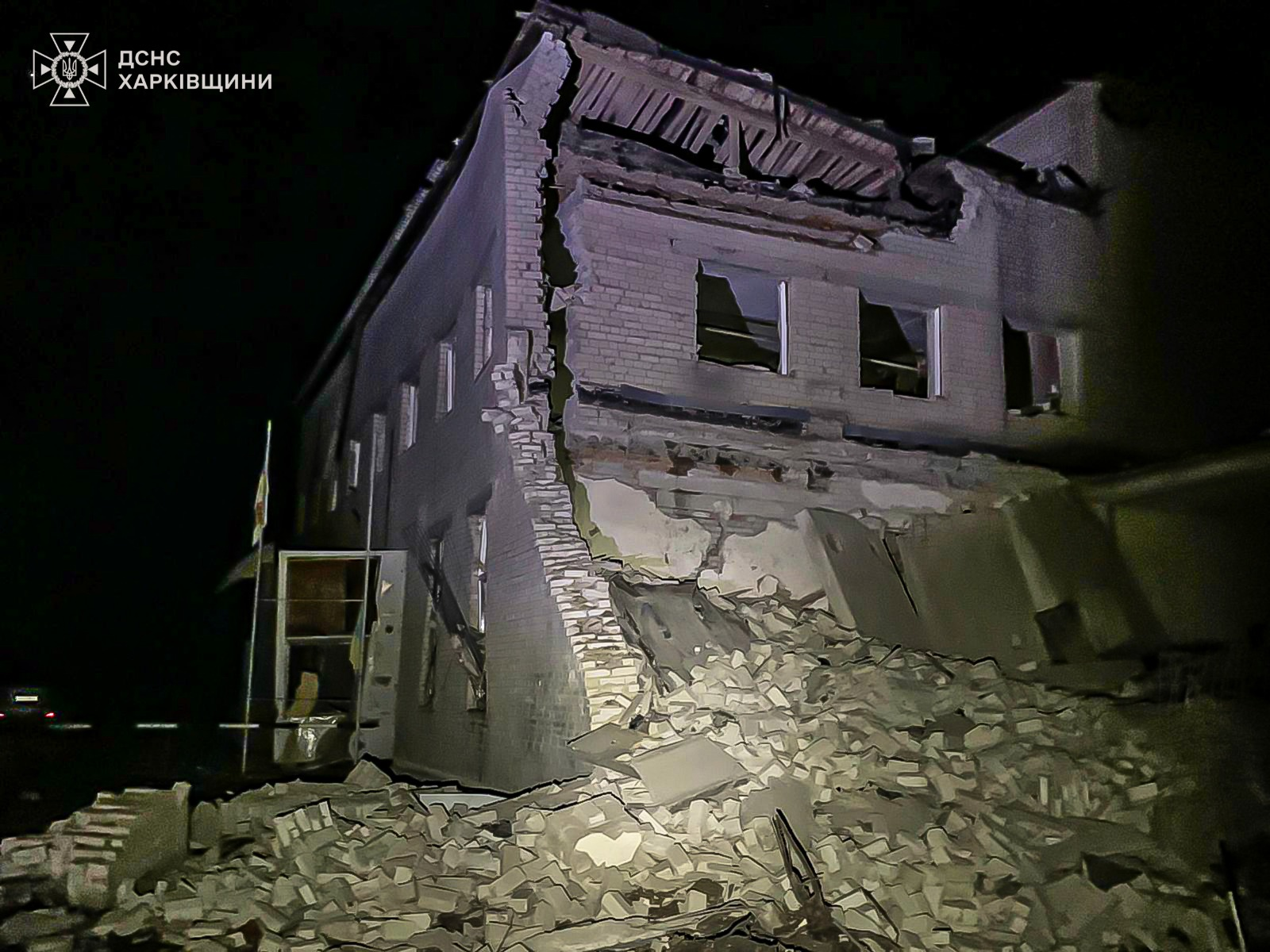
Stacja straży pożarnej i pogotowia ratunkowego we wsi Kozacza Łopań (obwód charkowski) po nocnym rosyjskim bombardowaniu.

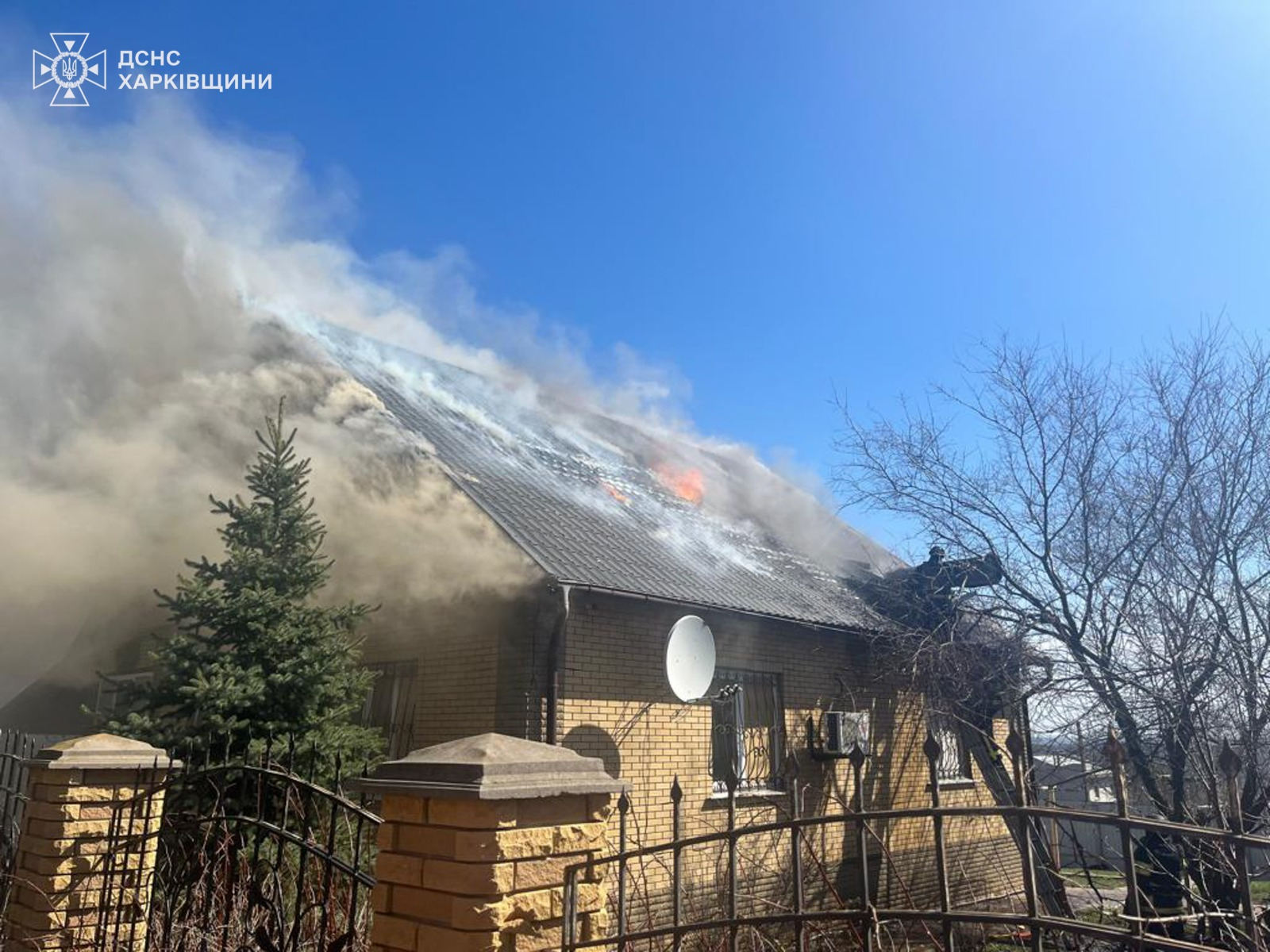
Pożar w prywatnym domu w Kupiańsku po rosyjskim ostrzale.

Według Institute for the Study of War (ISW) wojska rosyjskie poczyniły potwierdzone postępy w pobliżu Awdijiwki i na wschodnim brzegu Dniepru w ramach ciągłych walk pozycyjnych na całej linii frontu.
Sztab Generalny Ukrainy oświadczył, że kontynuowano utrzymywanie przyczółku w obwodzie chersońskim na lewym brzegu Dniepru, gdzie odparto cztery ataki. Rosja atakowała w kierunkach Łymanu, Bachmutu, Awdijiwki, Nowopawłowska i Zaporoża, gdzie doszło do 71 starć. W ciągu 24h wojska rosyjskie przeprowadziły osiem ataków rakietowych, 93 naloty i 126 ostrzałów na pozycje ukraińskie i obszary zaludnione (odnotowano ofiary wśród cywilów oraz zniszczoną infrastrukturę). Ponad 120 miejscowości w dziewięciu obwodach znalazło się pod ostrzałem artyleryjskim. Lotnictwo ukraińskie dokonało siedmiu nalotów na miejsca koncentracji i jednego na stanowisko dowodzenia, z kolei artyleria uderzyła w naziemną stację kontroli dronów, system przeciwlotniczy, dwie stacje walki radioelektronicznej, magazyn amunicji i obszar koncentracji. Straż Graniczna Ukrainy ostrzelała rosyjską grupę dywersyjną próbującą przedostać się do obwodu sumskiego. Według doniesień po strzelaninie rosyjscy sabotażyści wycofali się. Gubernator obwodu kijowskiego, generał Ołeksandr Pawluk powiedział, że stolicy broniło wówczas ok. 1000 km fortyfikacji, w tym trzy pierścienie obronne.
Według lokalnych władz w wyniku rosyjskiego ostrzału na Ukrainie zginęło kilka osób, zarówno w pobliżu Charkowa i Doniecka, jak i daleko od frontu w obwodzie lwowskim. Gubernator Ołeksandr Prokudin powiedział, że Rosjanie ostrzeliwali obwód chersoński, w tym Berysław, Jantarne, Dnieprowśke, Kizomys, Antoniwkę, Sadowe, Lwowe i Chersoń. Rosyjskie wojsko uderzyło w zaludnione obszary regionu, w wyniku czego dwie osoby zostały ranne oraz został uszkodzony wieżowiec i cztery domy prywatne. Odnotowano również uszkodzenia infrastruktury gospodarczej i gazociągu. Ukraina poinformowała o zestrzeleniu 2 z 3 dronów Shahed 136/131 w godzinach nocnych. W wyniku ataku drona została uszkodzona podstacja energetyczna w obwodzie zaporoskim. Mer Ihor Terechow powiedział, że rosyjskie ataki zniszczyły całą krytyczną infrastrukturę energetyczną w Charkowie, w tym prywatne obiekty energetyczne. Miejska Administracja Wojskowa w Kijowie podała, że w pierwszych trzech miesiącach 2024 roku Rosja wystrzeliła w kierunku stolicy pięć rakiet hipersonicznych Cyrkon oraz ponad 180 rakiet różnego typu i dronów. Rosyjskie władze okupacyjne poinformowały, że mianowany przez Rosję urzędnik w Starobielsku w obwodzie ługańskim, Wałerij Czajka, zginął po tym, jak w jego samochodzie wybuchła bomba.
Grecki rząd przygotowywał się do wysłania na Ukrainę dużej ilości amunicji przez Czechy i zwrócił się o zgodę komisji parlamentarnej; „To amunicja pochodząca z magazynów armii greckiej i została sklasyfikowana przez greckie siły zbrojne jako «użyteczna». Zostaną sprzedane Czechom za 150 mln euro”. Szwedzki rząd przeznaczył ok. 3,7 miliona dolarów na pomoc humanitarną dla Ukrainy.
Prezydent Wołodymyr Zełenski poinformował, że odbyło się spotkanie z wojskowymi i urzędnikami wysokiego szczebla w celu omówienia produkcji dronów i  systemów walki elektronicznej, w tym produkcji wszystkich typów dronów, a w szczególności dronów bombowych, rozpoznawczych i dalekiego zasięgu do misji specjalnych. Omówiono także sposoby, jak zapewnić elastyczność przemysłu obronnego, aby reagował na zmieniające się potrzeby pierwszej linii frontu. Minister transformacji cyfrowej Mychajło Fedorow stwierdził, że Ukrainie udało się wyprodukować drony szturmowe, mogące latać na dystansie ponad 1000 km; „Większość dronów, które atakowały rosyjskie rafinerie ropy naftowej, miały zasięg od 700 do 1000 km, ale teraz są modele, które mogą latać ponad 1000 km”.

### 2 kwietnia

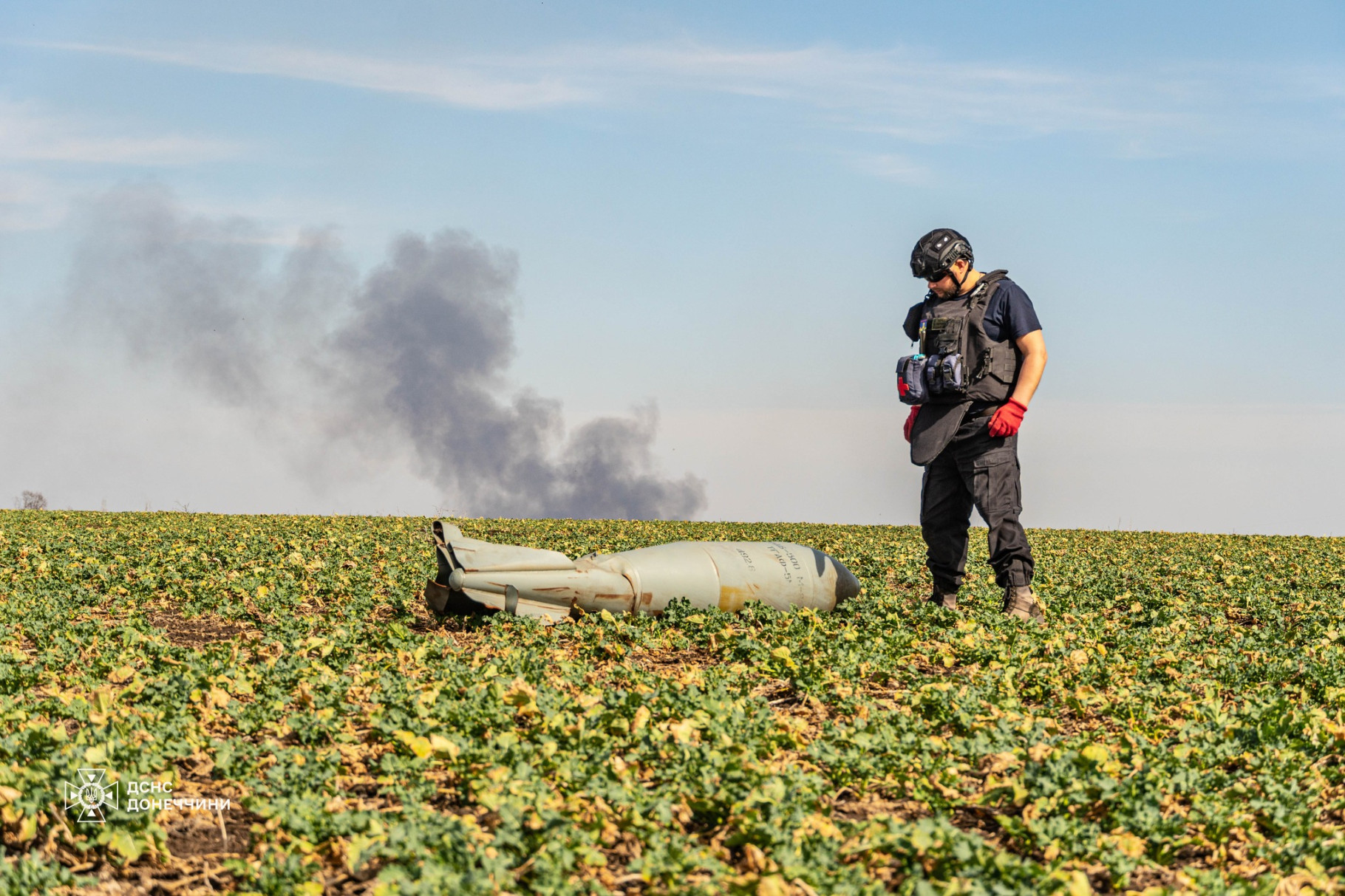
Niewybuch bomby lotniczej FAB-500 znaleziony na polu w obwodzie donieckim.

W opinii ISW wojska rosyjskie poczyniły potwierdzone postępy w pobliżu Kreminnej i Awdijiwki w ramach ciągłych walk pozycyjnych na całej linii frontu.
SG Ukrainy oświadczył, że kontynuowano utrzymywanie przyczółku w obwodzie chersońskim na lewym brzegu Dniepru, gdzie odparto osiem ataków. Rosja atakowała w kierunkach Kupiańska, Łymanu, Bachmutu, Awdijiwki, Nowopawłowska i Zaporoża, gdzie doszło do 75 starć. W ciągu 24h wojska rosyjskie przeprowadziły dwa ataki rakietowe, 78 nalotów i 66 ostrzałów na pozycje ukraińskie i obszary zaludnione (odnotowano ofiary wśród cywilów oraz zniszczoną infrastrukturę). Ponad 110 miejscowości w dziewięciu obwodach znalazło się pod ostrzałem artyleryjskim. Lotnictwo ukraińskie dokonało 13 nalotów na miejsca koncentracji i jednego na kompleks rakiet przeciwlotniczych, z kolei artyleria uderzyła w sześć obszarów koncentracji, osiem jednostek artylerii, broń przeciwpancerną i wyrzutnię rakiet. Rzecznik SG Ukrainy Andrij Kowalow podał, że w zeszłym tygodniu na froncie doszło do ponad 450 starć bojowych, a Rosjainie przeprowadzili 114 ataków rakietowych, 560 nalotów i 750 ostrzałów z wyrzutni rakiet na pozycje ukraińskie i obiekty infrastruktury cywilnej. 
Ministerstwo Obrony Ukrainy oświadczyło, że w marcu tego roku siły ukraińskie zniszczyły 976 rosyjskich systemów artyleryjskich, co stanowiło największą liczbę w ciągu jednego miesiąca od rozpoczęcia inwazji. Zastępca szefa wywiadu ukraińskiego generał Wadym Skibicki oświadczył, że siły rosyjskie prawdopodobnie tymczasowo wstrzymają ataki na ukraińską infrastrukturę energetyczną w celu uzupełnienia zapasów rakiet. Rosjanie posiadali wówczas ok. 950 rakiet dalekiego zasięg. Według ukraińskich szacunków Rosjanie miesięcznie produkowali ok. 40 rakiet Ch-101, ok. 40 rakiet Kalibr, kilkadziesiąt Iskanderów i kilka rakiet Kindżał. Ukraińska armia stwierdziła, że zestrzelono nad Morzem Czarnym jednego z najdroższych rosyjskich dronów Forpost (rus. Форпост), licencjonowaną kopię izraelskiego IAI Searchera. Według ukraińskich informacji taki dron kosztuje ok. 7 mln dolarów.
Dowódca Sił Powietrznych generał Mykoła Ołeszczuk podał, że w nocy Rosjanie zaatakowali Ukrainę za pomocą 10 dronów Shahed 136/131, wystrzelonych z Krymu. Ukraińska obrona przeciwlotnicza zestrzeliła dziewięć dronów w obwodzie dniepropietrowskim. Ponadto wystrzelono rakietę manewrującą Ch-59 z okupowanego obwodu zaporoskiego. W rosyjskich atakach w obwodach charkowskim (Nowoosynowe) i chersońskim (Tokariwka) zginęły dwie osoby, a jedna została ranna. Gubernator Serhij Łysak podał, że Rosja przeprowadziła atak rakietowy na Dniepr, w wyniku którego 18 osób zostało rannych, w tym pięcioro dzieci. MSW Ukrainy podało, że odnotowano zniszczenia przedszkola, uczelni i lokalnego przedsiębiorstwa.
Według doniesień drony zaatakowały obiekty przemysłowe w Jełabudze i Niżniekamsku w rosyjskiej autonomicznej republice Tatarstanu, ok. 1200 km od granicy z Ukrainą. Według ukraińskich urzędników dwa drony uderzyły w fabrykę produkującą drony Geranium-2 (rosyjska wersja Shahed 136) w Jełabudze, powodując „znaczne szkody”. Zniszczono także pobliskie akademiki wybudowane w 2022 roku dla pracowników specjalnej strefy ekonomicznej i studentów miejscowej uczelni Alabuga Polytechnic; 12 osób zostało rannych. Kolejne drony uderzyły w dużą rafinerię ropy naftowej Taneko Elaz-Naftoprodukt w Niżniekamsku, należącą do Tatnieftu, powodując pożar, który ugaszono po 20 minutach, jednak nie powodując „krytycznych uszkodzeń”. Według doniesień jeden z dronów był lekkim samolotem ukraińskiej produkcji, prawdopodobnie Aeroprakt A-22 Foxbat, przystosowanym do lotów bezzałogowych.
Gubernator obwodu kurskiego Roman Starowojt powiedział, że obrona przeciwlotnicza zestrzeliła cztery drony, które uszkodziły wiele budynków w Kursku. Wywiad ukraiński podał, że wysadzono podstację elektroenergetyczną w Sewastopolu, powodując przerwy w dostawie prądu w mieście. Gubernator Michaił Razwożajew zdementował doniesienia o wysadzeniu podstacji, twierdząc, że przyczyną przerwy było „zwarcie”.
Ministerstwo Gospodarki poinformowało, że Ukraina otrzymała od Korei Południowej 2,1 miliarda dolarów pożyczek uprzywilejowanych, które zostały przeznaczone na projekty odbudowy. Rząd Łotwy zatwierdził nowy pakiet kompleksowej pomocy dla Ukrainy, w którym na odbudowę przeznaczono 5,3 mln euro, a na wsparcie armii ukraińskiej za pośrednictwem Europejskiego Funduszu Pokoju 4,3 mln euro.
Prezydent Wołodymyr Zełenski podpisał trzy ustawy zmieniające procedury mobilizacyjne, zatwierdzające obniżenie minimalnego wieku obowiązkowej służby wojskowej z 27 do 25 lat, ustanawiające internetowy rejestr poborowych i znoszące „częściową kwalifikację” w ramach wojskowego badania fizycznego. Wraz z wejściem w życie ustawy służba wojskowa na Ukrainie została ograniczona do 36 miesięcy; wcześniej nie było na to żadnego limitu czasowego. Zgodnie z prawem nabór odbywa się online. Po wejściu w życie ustawy państwo będzie mogło zablokować prawo jazdy i konto bankowe osobom, które nie zgłoszą się do wojska. Dzięki nowemu prawu do służby wojskowej będzie można powołać ok. 400 tys. żołnierzy.
Prezydent Władimir Putin mianował admirała Aleksandra Moisiejewa na dowódcę Marynarki Wojennej FR, a wiceadmirała Siergieja Pinczuka nowym dowódcą Floty Czarnomorskiej. Według doniesień rosyjskich agencji informacyjnych Moisiejew od połowy marca pełnił funkcję p.o. głównodowodzącego rosyjskiej Marynarki Wojennej.
FSB poinformowała, że na przejściu granicznym w obwodzie pskowskim z Łotwy przechwycono 70 kg RDX, cztery improwizowane ładunki wybuchowe, 91 detonatorów, RPG-7 i inne materiały do produkcji bomb. Z dokumentów wynikało, że pochodziły one z Ukrainy i przed dotarciem do granicy z Rosją podróżowały przez sześć krajów UE i NATO, w tym Rumunię, Węgry i Słowację. Materiały znaleziono ukryte w ikonach prawosławnych i innych przedmiotach kościelnych. FSB zatrzymała osobę, której tożsamość nie została jeszcze ujawniona.
44 kraje wzięły udział w „Spotkaniu w sprawie przywrócenia sprawiedliwości na Ukrainie” w Holandii i zgodziły się wydać wspólne oświadczenie wzywające do powołania specjalnego sądu, który pociągnąłby Rosję do odpowiedzialności za popełnienie zbrodni wojennych na Ukrainie. Podczas spotkania omówiono 10-punktowy plan pokojowy zaproponowany przez prezydenta Zełenskiego. W punkcie 7. wezwano Rosję do wypłaty odszkodowań za zbrodnie popełnione na Ukraińcach i poparto zbadanie możliwości wykorzystania zamrożonych rosyjskich aktywów do wypłaty odszkodowań. Minister spraw zagranicznych Hanke Bruins Slot oświadczyła, że Holandia przekazała 10,8 mln dolarów na pomoc Ukrainie w prowadzeniu dochodzeń ws. rosyjskich zbrodni wojennych. Ponadto oficjalnie otwarto Rejestr Szkód Wyrządzonych Agresją Federacji Rosyjskiej przeciwko Ukrainie (RD4U), internetowy rejestr umożliwiający Ukraińcom zgłaszanie roszczeń o odszkodowania za szkody spowodowane rosyjską inwazją. W pierwszych godzinach działania zgłoszono co najmniej 100 roszczeń.

### 3 kwietnia

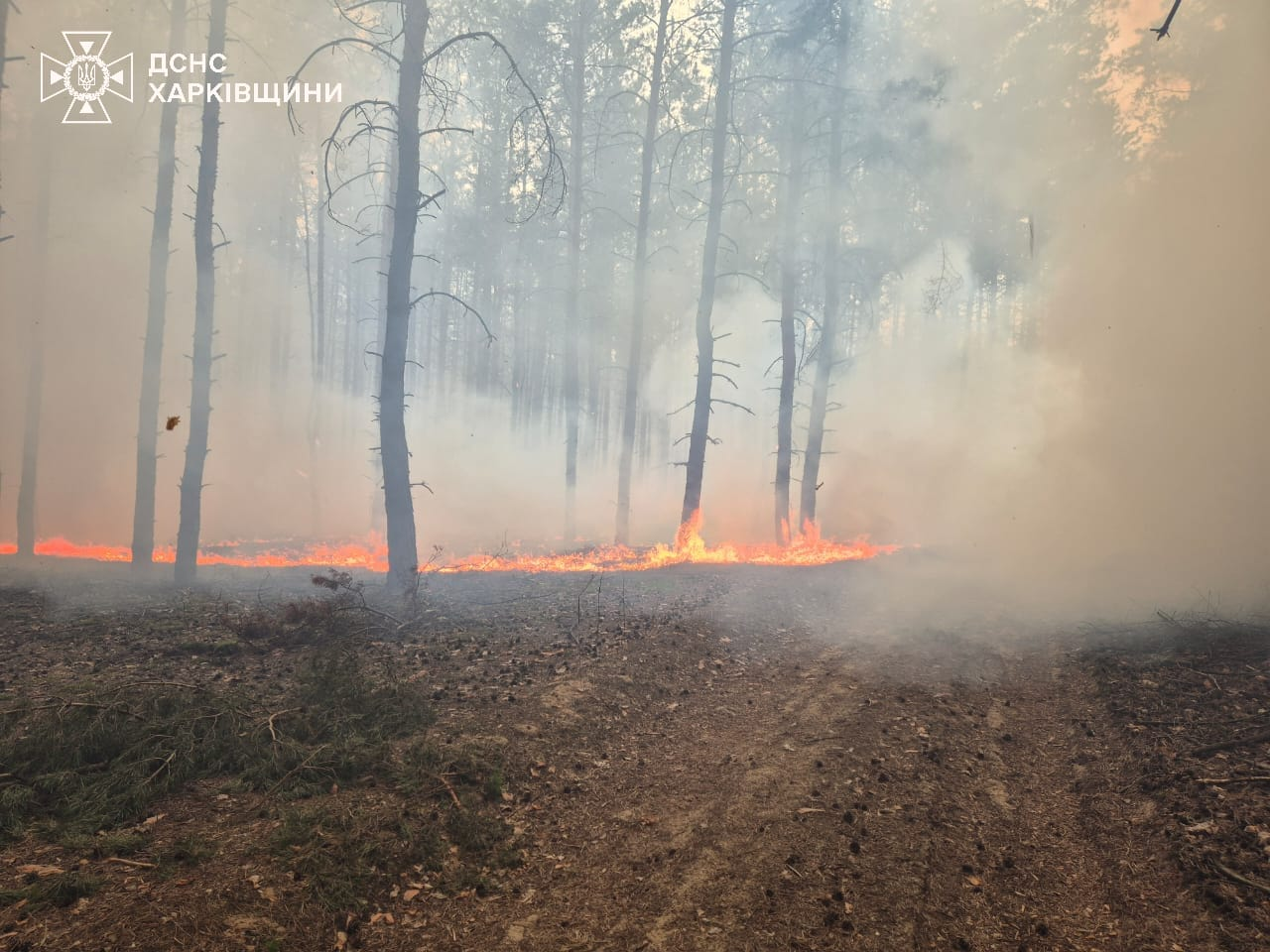
Pożar lasu w pobliżu Kolesnykiwki (rejon kupiański) po rosyjskim ostrzale. Powierzchnia pożaru przekroczyła 9 ha.

W opinii ISW w ciągu ostatnich dwóch tygodni siły rosyjskie zwiększyły liczbę i rozmiar zmechanizowanych ataków lądowych na wybrane odcinki linii frontu, co oznaczało ogólny wzrost rosyjskich ataków zmechanizowanych na całym teatrze działań. Tymczasem wojska rosyjskie poczyniły potwierdzone postępy w pobliżu Bachmutu i Doniecka oraz na granicy obwodu donieckiego i zaporoskiego. Brytyjskie MON podało, że liczba rosyjskich ataków na linii frontu w marcu 2024 roku wyniosła ok. 2120, co oznaczało spadek o 9% w porównaniu z 2340 w lutym, choć zwiększyła się ich liczba na południowy wschód od Doniecka. W lutym na osi Awdijiwki miała miejsce ⅛ wszystkich rosyjskich ataków, a w marcu odsetek ten spadł do ¼. Zwiększyła się natomiast liczba ataków na południowy wschód od Doniecka, z 721 w lutym do 806 w marcu, co oznaczało, że stanowiły one 38% rosyjskich ataków. W opinii Ministerstwa „pomimo tych wysiłków, Rosja nie osiągnęła żadnych znaczących zysków na tym obszarze i nadal walczy o małe osady m.in. Nowomychajliwkę, Heorhijiwkę i Urożajne”.
Ukraiński Sztab poinformował, że kontynuowano utrzymywanie przyczółku w obwodzie chersońskim na lewym brzegu Dniepru, gdzie odparto siedem ataków. Rosja atakowała w kierunkach Kupiańska, Łymanu, Bachmutu, Awdijiwki i Nowopawłowska, gdzie doszło do 65 starć. W ciągu doby wojska rosyjskie przeprowadziły sześć ataków rakietowych, 85 nalotów i 88 ostrzałów na pozycje ukraińskie i obszary zaludnione (odnotowano ofiary wśród cywilów oraz zniszczoną infrastrukturę). Ok. 110 miejscowości w dziewięciu obwodach znalazło się pod ostrzałem artyleryjskim. Lotnictwo ukraińskie dokonało 14 nalotów na miejsca koncentracji i jednego na przeciwlotniczy kompleks rakietowy, z kolei artyleria uderzyła w cztery obszary koncentracji, jednostkę artylerii, stację radarową, stację walki radioelektronicznej i punkt kontroli dronów. Żołnierze 63, 60 i 21 Brygady Zmechanizowanej oraz 95 Brygady Powietrznodesantowej wytropili i zniszczyli za pomocą drona FPV wyrzutnię rakiet TOS-1A Sołncepiok w pobliżu wsi Terniwka, na granicy obwodów ługańskiego i donieckiego. Wcześniej TOS-1A został zniszczony 11 marca przez 12 Brygadę „Azow” w pobliżu Kreminnej.
W nocy Rosjanie zaatakowali obwód doniecki trzema przeciwlotniczymi rakietami S-300 i czterema dronami Shahed 136/131, które wystrzelono z Primorsko-Achtarska. Obrona przeciwlotnicza Ukrainy zestrzeliła wszystkie drony w obwodach chmielnickim, żytomierskim, kirowohradzkim i czerkaskim. Regionalna administracja wojskowa podała, że nad ranem w rosyjskim ataku rakietowym na Krasnopole w obwodzie sumskim zginęła jedna osoba, a dwie zostały ranne. Według doniesień, w wyniku ataku uszkodzony został sklep, dom kultury i pięć samochodów.
Według Ośrodka Studiów Wschodnich (OSW) w trzecim tygodniu marca wojska rosyjskie wyparły Ukraińców z Orliwki, Toneńkego i Wodianego oraz opanowały większą część Berdyczi. Zajęcie Orliwki umożliwiło Rosjanom przedostanie się na zachodnią stronę linii stawów, połączonej w tej okolicy rzeczką Durna, i atak od południa na Semeniwkę, o którą trwały walki. Według części źródeł na początku kwietnia Rosjanie przekroczyli tę rzekę także od strony Berdyczi, wychodząc na obrzeża Semeniwki również od północy. Zajęcie Toneńkego i Wodianego pozwoliło im rozwinąć natarcie na południe od linii stawów i podejść do drogi Umanśke–Netajłowe, stanowiącej ostatnią linię ukraińskiej obrony przed Zbiornikiem Karliwskim. Utrudniło też sytuację Ukraińców w miejscowości Perwomajśke, o którą walki toczyły się od kilkunastu miesięcy. Siły rosyjskie operujące na zachód od Bachmutu zajęły Iwaniwśke oraz centralną część Bohdaniwki i wyszły na obrzeża Czasiw Jaru. Wojska rosyjskie poczyniły kolejne postępy w okolicach Siewierska, na południe od Marjinki oraz na południe od Orichiwa, lecz nie przełożyły się one na ogólną zmianę sytuacji.
Państwa członkowskie NATO odbyły w Brukseli dwudniowe spotkanie ministrów spraw zagranicznych w celu omówienia wzmocnienia pomocy wojskowej dla Ukrainy. Sekretarz Generalny Jens Stoltenberg zaproponował utworzenie funduszu o wartości 100 miliardów euro z przeznaczeniem go na pomoc wojskową dla Ukrainy przez następne pięć lat. Ponadto zasugerował, aby NATO przejęło większość prac kierowanych przez Stany Zjednoczone w odpowiedzi na potencjalne nieprzedłużenie przez USA pomocy wojskowej po reelekcji byłego prezydenta Donalda Trumpa oraz wskazał, że państwa członkowskie zgodziły się na realizację tego planu. Porozumienie zostanie osiągnięte na lipcowym szczycie w Waszyngtonie. 
Podczas swojej wizyty w Kijowie prezydent Finlandii Alexander Stubb i prezydent Zełenski podpisali 10-letnie porozumienie o bezpieczeństwie i długoterminowym wsparciu. Finlandia zobowiązała się do zapewnienia długoterminowej pomocy wojskowej i finansowej, pogłębienia współpracy politycznej, finansowej i humanitarnej, a także wspierania ukraińskich reform. Ponadto będzie uczestniczyć w odbudowie ukraińskiego sektora energetycznego, ocenie szkód dla środowiska oraz wzmocnieniu ochrony granic i infrastruktury krytycznej. Finlandia ogłosiła również przekazanie Ukrainie pakietu pomocy wojskowej w wysokości 188 mln euro i pomocy rozwojowej w wysokości 290 mln euro.
Prezydent Wołodymyr Zełenski i jego fiński odpowiednik oświadczyli na wspólnej konferencji prasowej, że Rosja przygotowuje się do zmobilizowania dodatkowych 300 tys. żołnierzy przed 1 czerwca tego roku. Ponadto według Zełenskiego we wszystkich nalotach w marcu br. wojska rosyjskie użyły łącznie ponad 3 tys. bomb lotniczych, 600 dronów i 400 rakiet różnego typu, dodając, że „ukraińskie miasta i wsie cierpią z powodu tego terroru”. Rzecznik wywiadu ukraińskiego Andrij Jusow stwierdził, że pogłoski o możliwym ataku Rosji na Charków były częścią „operacji psychologicznych” Rosji i nic nie wskazywało na to, aby Rosja planowała nowy atak. Ponadto wywiad podał, że na dzień 3 marca Rosja posiadała ok. 100 myśliwców Su-35, ponad 100 myśliwców Su-34 i 7 samolotów wczesnego ostrzegania A-50.

### 4 kwietnia
Według ISW Rosjanie zwiększyli skalę ataków przy pomocy pojazdów opancerzonych na wschodnim froncie, zwiększając tempo ofensywy i koncentrując swoje wysiłki na kierunkach Awdijiwki, Bachmutu i Łymanu. Armia rosyjska przeprowadziła zintensyfikowany atak przy wsparciu pojazdów opancerzonych na Czasiw Jar koło Bachmutu. Według materiału geolokalizacyjnego rosyjska „wzmocniona kompania” przeprowadziła atak, gdzie rosyjski konwój ze sprzętem posunął się wzdłuż drogi T0506 Chromowe–Czasiw Jar do wschodniego krańca miejscowości. Jednak siły ukraińskie uniemożliwiły Rosjanom wkroczenie do miasta, w wyniku czego zniszczono 11 z 25 rosyjskich pojazdów opancerzonych, które brały udział w ataku. Ponadto wojska rosyjskie poczyniły potwierdzone postępy w pobliżu Bachmutu i Doniecka. Rosyjskie media podały, że według blogerów wojennych i kanałów na Telegramie siły rosyjskie znajdowały się w odległości 100–500 m od obrzeży Czasiw Jaru, co było „bezprecedensowe” dla Ukrainy. Niepowodzenie mogłoby spowodować upadek i wycofanie się całego centrum obronnego Donbasu, przynajmniej poza terytorium Doniecka. Zdobycie Czasiw Jaru umożliwi rosyjskiej armii przełamanie ukraińskich linii obronnych zbudowanych na linii od Konstantinówki do Kramatorska i Słowiańska oraz całkowite zdobycie Donbasu. 
SG Ukrainy podał, że kontynuowano utrzymywanie przyczółku w obwodzie chersońskim na lewym brzegu Dniepru, gdzie odparto pięć ataków. Rosja atakowała w kierunkach Łymanu, Bachmutu, Awdijiwki i Nowopawłowska, gdzie doszło do 65 starć. W ciągu doby wojska rosyjskie przeprowadziły cztery ataki rakietowe, 80 nalotów i 108 ostrzałów na pozycje ukraińskie i obszary zaludnione (odnotowano ofiary wśród cywilów oraz zniszczoną infrastrukturę). Ok. 120 miejscowości w dziewięciu obwodach znalazło się pod ostrzałem artyleryjskim. Lotnictwo ukraińskie dokonało siedmiu nalotów na miejsca koncentracji i dwóch na przeciwlotnicze kompleksy rakietowe, z kolei artyleria uderzyła w obszar koncentracji, dwie jednostki artylerii, stację radarową, stację walki radioelektronicznej i dwa środki obrony powietrznej.
Rosja przeprowadziła atak dronów na Ukrainę. Według ukraińskiej armii wystrzelono 20 dronów Shahed 136/131 (z obwodu kurskiego), z czego 11 zostało zniszczonych przez obronę przeciwlotniczą w obwodzie charkowskim. 15 dronów poleciało w kierunku Charkowa. Gubernator Ołeh Siniehubow powiedział, że co najmniej cztery osoby zginęły, a 12 kolejnych zostało rannych w nocnych atakach rosyjskich dronów na Charków. Wśród ofiar śmiertelnych było trzech pracowników służb ratunkowych DSNS i jeden cywil. Rosyjskie drony uderzyły w miasto ok. 1:00 w nocy czasu lokalnego, uszkadzając kilka domów i 14-piętrowy wieżowiec. Następnie o 1:55 dwa kolejne drony uderzyły w miasto, zabijając trzech ratowników (i raniąc ratownika i pielęgniarkę), którzy zostali wezwani na miejsce po pierwszym ataku. W atakach uszkodzone zostały trzy wieżowce, trzy wozy strażackie, budynek szpitala i dwie karetki pogotowia. Ministerstwo Energetyki Ukrainy poinformowało, że w wyniku nocnego ataku dronów ok. 350 tys. ludzi w Charkowie i okolicach zostało odciętych od prądu. 
Siniehubow poinformował, że ok. 13:00 w rosyjskim ataku na obwód charkowski zginął 36-letni pracownik przedsiębiorstwa rolniczego, a dwóch zostało rannych. Gubernator Wadym Fiłaszkin podał, że dwie osoby zginęły, a kolejna została ranna w wyniku rosyjskiego ataku na wieś Nju-Jork w obwodzie donieckim. Zniszczonych zostało wiele domów. Według ukraińskiej Państwowej Służby Ratunkowej od początku wojny w rosyjskich atakach w ramach „taktyki podwójnego uderzenia” zginęło 91 pracowników służb ratunkowych, a 348 zostało rannych.
Ministerstwo Obrony Rosji poinformowało, że zestrzelono 13 dronów nad obwodami biełgorodzkim (3), kurskim (8) i tulskim (2). Gubernator Roman Starowojt stwierdził, że ukraińskie drony zaatakowały obwód kurski późno w nocy, powodując szkody w infrastrukturze cywilnej.
Zastępca sekretarza stanu USA Kurt Campbell stwierdził, że Rosja „niemal całkowicie odbudowała” swoje siły zbrojne po poniesieniu ogromnych strat podczas inwazji na Ukrainę, gwałtownie zwiększając wydatki na obronność od 2022 roku do 6% krajowego PKB w budżecie na 2024 rok.

### 5 kwietnia
Ministerstwo Obrony Rosji ogłosiło, że zajęto wieś Wodiane niedaleko Awdijiwki. Rzecznik ukraińskiego Dowództwa „Wschód” Andrij Zadubinny zaprzeczył jakoby siły rosyjskie wkroczyły na przedmieścia Czasiw Jaru, jednakże koncentrowali swoje siły w pobliżu miasta. Dodał, że: „Sytuacja tam jest bardzo trudna; walki trwają, ale ich tam nie ma”. W opinii ISW wojska rosyjskie poczyniły potwierdzone postępy w pobliżu Awdijiwki w ramach trwających walk pozycyjnych na całej linii frontu.
Sztab ukraiński oświadczył, że kontynuowano utrzymywanie przyczółku w obwodzie chersońskim na lewym brzegu Dniepru, gdzie odparto 16 ataków. Rosja atakowała w kierunkach Łymanu, Bachmutu, Awdijiwki, Nowopawłowska i Zaporoża, gdzie doszło do 80 starć. W ciągu 24h wojska rosyjskie przeprowadziły 14 ataków rakietowych, 107 nalotów i 137 ostrzałów na pozycje ukraińskie i obszary zaludnione (odnotowano ofiary wśród cywilów oraz zniszczoną infrastrukturę). Ok. 110 miejscowości w dziewięciu obwodach znalazło się pod ostrzałem artyleryjskim. Lotnictwo ukraińskie dokonało 11 nalotów na miejsca koncentracji, z kolei artyleria uderzyła w dwa środki obrony powietrznej, pięć jednostek artylerii, punkt kontrolny, punkt sterowania dronów, trzy obszary koncentracji. SG Ukrainy poinformował, że biura rekrutacji do wojska rozpoczną wzywanie obywateli, którzy ukończyli 25. rok życia w celu podania danych osobowych, poddania się badaniom lekarskim i uzupełnienia odpowiednich dokumentów do przyszłej mobilizacji. Wiceminister spraw wewnętrznych Ołeksij Sierhiejew powiedział, że w ciągu ostatnich trzech miesięcy wojska rosyjskie przeprowadziły na terytorium Ukrainy ok. 30 tys. ataków, w porównaniu z ok. 66 tys. ataków w całym 2023 roku. Dowództwo Ukraińskich Sił Wsparcia stwierdziło, że armia rosyjska systematycznie i coraz częściej używała amunicji zawierającej zabronione chemikalia, m.in. „granaty z gazem duszącym i łzawiącym” zrzucane z zdronów; w ciągu ostatniego miesiąca odnotowano 371 przypadków, o ponad 90 przypadków więcej niż w lutym 2024 roku. Ukraińscy żołnierze przechodzili szkolenie w zakresie radzenia sobie z takimi atakami, ale brakowało im nowoczesnych masek przeciwgazowych. Stare maski produkowane przez ZSRR były „nieskuteczne” i żołnierze musieli finansować nowe maski.
Ukraina wystrzeliła 53 drony w zachodnią Rosję, z których dziewięć zestrzelono nad obwodami kurskim, biełgorodzkim, saratowskim i w Kraju Krasnodarskim. W obwodzie rostowskim gubernator Wasilij Gołubiew stwierdził, że 44 drony zaatakowały bazę lotniczą w rejonie Mrozowska (miejsce stacjonowania 559 Pułku Bombowego 4 Armii Powietrznej), uszkadzając podstację energetyczną i pozbawiając prądu 600 osób. Według gubernatora uszkodzony został także budynek mieszkalny, a osiem osób zostało rannych. Ukraińscy urzędnicy SBU powiedzieli Kyiv Post, że co najmniej sześć samolotów zostało zniszczonych, osiem „poważnie uszkodzonych”, a 20 pracowników zginęło w bazie lotniczej Morozowsk. Analiza białego wywiadu wykazała, że przed atakiem w bazie znajdowało się 26 Su-34 i trzy Su-35. Zgłoszono także ataki dronów na bazę lotniczą Engels w pobliżu Saratowa i na lotnisko w Jejsku. Ukraiński wywiad stwierdził, że w bazie lotniczej Engels zostały uszkodzone trzy Tu-95MS, a siedmiu pracowników zostało rannych. W Jejsku uszkodzono dwa Su-25, a czterej pracownicy zostali ranni. Pojawiły się także doniesienia o ataku na bazę lotniczą w Kursku. Z kolei źródła rosyjskie twierdziły, że wszystkie drony i ataki zostały udaremnione.
W nocy Rosja zaatakowała Ukrainę za pomocą 13 dronów Shahed 136/131 (wystrzelonych z Krymu), dwóch przeciwlotniczych rakiet kierowanych S-300/S-400 i trzech rakiet balistycznych Iskander-M (z obwodu biełgorodzkiego). Ukraińska obrona przeciwlotnicza zniszczyła wszystkie drony. Rakiety zostały wystrzelone w kierunku budynków mieszkalnych w Pokrowsku, w wyniku czego pięciu cywilów zostało rannych. Gubernator Iwan Fedorow poinformował, że w wyniku rosyjskich ataków rakietowych na Zaporoże cztery osoby zginęły, a co najmniej 23 kolejne zostały ranne, w tym 13 trafiło do szpitala. Po pierwszym ataku, kiedy na miejsce przybyli ratownicy, policja i dziennikarze, doszło do kolejnego ostrzału. Zniszczone zostały obiekty przemysłowe, budynki mieszkalne i infrastruktura cywilna; uszkodzonych zostało ponad 40 budynków, w tym 24 domy, dziewięć wieżowców, internat i przedszkole. Przedstawiciel władz okupacyjnych obwodu zaporoskiego Cyryl Rogow oświadczył, że celem ataku było przedsiębiorstwo Motor Sicz. Ministerstwo Reintegracji nakazało ewakuację dzieci z 52 miejscowości w półocnym obwodzie sumskim w związku z rosyjskimi atakami. W ciągu ostatniej doby siły rosyjskie zaatakowały sześć obszarów przygranicznych i miejscowości, strzelając 15 razy i powodując co najmniej 83 eksplozje. 
Według premiera Denysa Szmyhala w ostatnich tygodniach Rosja uszkodziła lub zniszczyła 80% ukraińskich elektrowni wodnych i węglowych, stwierdzając, że: „Niestety Rosja kontynuuje swój terror energetyczny. Tylko w ciągu ostatnich kilku tygodni Rosjanie zniszczyli ponad sześć gigawatów mocy naszej sieci energetycznej. Są to zarówno energetyka wodna, jak i węglowa. Nadal strzelają rakietami w nasze obiekty energetyczne, niszczą transformatory i generatory. Niestety, w ostatnich tygodniach Rosja zniszczyła 80% elektrowni cieplnych. Dzisiaj mamy przerwy w dostawach prądu zarówno dla ludności, jak i przemysłu”. Światowa Organizacja Zdrowia podała, że od czasu rosyjskiej inwazji w lutym 2022 roku odnotowano 1682 ataki na ukraińskie placówki medyczne, w wyniku których zginęło 128 osób personelu medycznego i pacjentów, a 288 kolejnych zostało rannych, w tym pracowników karetek pogotowia i innego personelu transportu medycznego.
Władze Naddniestrza stwierdziły, że atak drona uszkodził obiekt radarowy w rejonie Rybnica.

### 6 kwietnia
Naczelny Dowódca armii ukraińskiej generał Ołeksandr Syrski powiedział, że sytuacja jest „szczególnie trudna na odcinkach Bachmutu i Nowoukrainki. Nowoukrainka to miejscowość w rejonie wołnowaskim obwodu donieckiego, położona w rejonie bitwy w pobliżu Wuhłedaru i Awdijiwki. Najintensywniejsze walki toczyły się w rejonach Perwomajśkego i Wodiane, a także na wschód od Czasiw Jaru, gdzie wróg próbuje przebić się przez obronę naszych wojsk”. W ocenie ISW wojska rosyjskie poczyniły potwierdzone postępy w pobliżu Awdijiwki i Doniecka w ramach walk pozycyjnych na całej linii frontu.
SG Ukrainy podał, że kontynuowano utrzymywanie przyczółku w obwodzie chersońskim na lewym brzegu Dniepru, gdzie odparto pięć ataków. Rosja atakowała w kierunkach Łymanu, Bachmutu, Awdijiwki, Nowopawłowska i Zaporoża, gdzie doszło do 57 starć. W ciągu doby wojska rosyjskie przeprowadziły 10 ataków rakietowych, 88 nalotów i 71 ostrzałów na pozycje ukraińskie i obszary zaludnione (odnotowano ofiary wśród cywilów oraz zniszczoną infrastrukturę). Ponad 100 miejscowości w dziewięciu obwodach znalazło się pod ostrzałem artyleryjskim. Lotnictwo ukraińskie dokonało 14 nalotów na miejsca koncentracji i jeden na kompleks rakiet przeciwlotniczych, z kolei artyleria uderzyła w dwa obszary koncentracji, punkt sterowania dronów, jednostkę artylerii i stację walki radioelektronicznej.
W godzinach nocnych z 5 na 6 kwietnia Rosja zaatakowała Ukrainę za pomocą dronów i rakiet. Według armii ukraińskiej wystrzelono 32 drony Shahed 136/131 (z obwodu kurskiego i Primorsko-Achtarska) oraz dwie rakiety manewrujące Ch-101/Ch-555 (z obwodu saratowskiego), jedną rakietę manewrującą Kalibr (z Morza Czarnego) i trzy rakiety przeciwlotnicze S-300 (z obwodu biełgorodzkiego). Ukraińska obrona przeciwlotnicza zniszczyła 28 dronów, dwa pociski Ch-101/Ch-555 i rakietę Kalibr. Według szefa wydziału śledczego policji Serhija Bolwinowa siły rosyjskie przeprowadziły atak dronów oraz „atak podwójnego uderzenia” na dzielnice mieszkalne Charkowa we wczesnych godzinach porannych, zabijając siedem osób i raniąc 11 kolejnych. Do drugiego uderzenia na miasto doszło niecałe 30 minut po pierwszym; Rosja użyła rakiet S-300 z czasów radzieckich. W trakcie ataku zostało uszkodzonych lub zniszczonych co najmniej dziewięć wieżowców, trzy akademiki, kilka budynków administracyjnych, stacja paliw, pojazdy prywatne, linie energetyczne i budynki lokalnych firm. Według władz lokalnych rosyjskie wojska ostrzelały Krasiwkę i Krasnohoriwkę w obwodzie donieckim, zabijając pięć osób i raniąc dwie inne. Kolejne dwie osoby zginęły w atakach na Charków oraz Odessę, gdzie po południu uderzyła rosyjska rakieta Iskander-M w przedsiębiorstwo użyteczności publicznej.
Ministerstwo Obrony Rosji stwierdziło, że zestrzelono 10 rakiet RM-70 nad obwodem biełgorodzkim. Gubernator Wiaczesław Gładkow poinformował, że w czterech wsiach w rejonie Biełgorodu zostało uszkodzonych ok. 12 budynków mieszkalnych, klinika, kompleks sportowy, przedsiębiorstwo handlowe i trzy samochody; nie odnotowano ofiar śmiertelnych. Wywiad ukraiński opublikował nagranie, w którym stwierdzono, że wysadzony został rurociąg naftowy w pobliżu portu Azow w obwodzie rostowskim. 
Litwa dostarczyła na Ukrainę nieokreśloną liczbę gąsienicowych transporterów opancerzonych M577. Minister obrony Estonii Hanno Pevkur ogłosił własną inicjatywę zakupu dla Ukrainy miliona pocisków. Podobnie jak w przypadku czeskiej inicjatywy, na zakup amunicji, w tym pocisków 155 mm i 152 mm oraz rakiet Grad, potrzeba 2-3 miliardów euro.
W wywiadzie dla telewizji państwowej prezydent Wołodymyr Zełenski wezwał partnerów międzynarodowych do zapewnienia Ukrainie nowocześniejszych systemów przeciwlotniczych do obrony przed rosyjskimi atakami, wskazując, że aby w pełni osłonić Ukrainę, idealnie byłoby, gdyby Ukraina „posiadała 25 systemów obrony powietrznej Patriot, po 6–8 baterii każdy”. Zełenski powiedział, że: „Dziś Charków nie jest zagrożony”, odnosząc się do lokalnych linii obronnych i gotowości armii ukraińskiej. Zełenski dodał, że Kijów monitoruje całą „rosyjską dezinformację i ruch sił rosyjskich na linii frontu”.
Minister infrastruktury Ukrainy Ołeksandr Kubrakow oświadczył, że od otwarcia tymczasowego korytarza czarnomorskiego w sierpniu 2023 roku przewieziono nim ponad 36 mln ton ładunków, czyli więcej niż w początkach wojny; według niego korytarz Ukrainy umożliwił transport większej liczby towarów niż Inicjatywa Zbożowa Morza Czarnego, utworzona w wyniku negocjacji z Rosją za pośrednictwem ONZ i Turcji.

### 7 kwietnia
Zdaniem szefa ukraińskiego wywiadu generała Kyryło Budanowa spodziewane jest „nasilenie się rosyjskich działań ofensywnych”, które będą miały miejsce „późną wiosną, wczesnym latem (...) końcem maja, początkiem czerwca”. Do tego czasu, według Budanowa, siły rosyjskie będą próbowały zająć Czasiw Jar i ruszyć w stronę Pokrowska, 70 km na północny zachód od Doniecka. Rzecznik ukraińskiej brygady walczącej w Czasiw Jarze Ołeh Kałasznikow stwierdził, że „armia rosyjska wykorzystywała piechotę przy wsparciu bojowych wozów opancerzonych i samolotów szturmowych oraz starała się prowadzić akcję szturmową zarówno bezpośrednio na miejscowości Bohdaniwki i Iwaniwśkiego, które otaczają Czasiw Jar, prowadząc także akcje zaczepne pomiędzy tymi miejscowościami”. Według ISW opóźnienia w dostawach broni z Zachodu zmuszały władze Ukrainy do trudnych decyzji w sprawie priorytetów na froncie. Wojska rosyjskie poczyniły potwierdzone postępy w pobliżu Awdijiwki w ramach ciągłych walk pozycyjnych na całej linii frontu. Walki pozycyjne trwały w rejonie Kreminnej, na północny zachód od Bachmutu, na granicy obwodów donieckiego i zaporoskiego oraz w pobliżu Krynek.
Sztab Ukrainy poinformował, że kontynuowano utrzymywanie przyczółku w obwodzie chersońskim na lewym brzegu Dniepru, gdzie odparto osiem ataków. Rosja atakowała w kierunkach Łymanu, Bachmutu, Awdijiwki, Nowopawłowska i Zaporoża, gdzie doszło do 76 starć. W ciągu dnia wojska rosyjskie przeprowadziły siedem ataków rakietowych, 104 nalotów i 108 ostrzałów na pozycje ukraińskie i obszary zaludnione (odnotowano ofiary wśród cywilów oraz zniszczoną infrastrukturę). Ponad 100 miejscowości w dziewięciu obwodach znalazło się pod ostrzałem artyleryjskim. Lotnictwo ukraińskie dokonało 13 nalotów na miejsca koncentracji, jednego na stanowisko dowodzenia, pięciu na kompleksy rakiet przeciwlotniczych i jednego na wieżę komunikacyjną, z kolei artyleria uderzyła w kompleks rakiet przeciwlotniczych, punkt sterowania dronów, jednostkę artylerii, trzy obszary koncentracji, trzy obszary koncentracji, punkt sterowania dronów, jednostkę artylerii i stację walki radioelektronicznej.
W nocy Rosjanie zaatakowali Ukrainę za pomocą 17 dronów Shahed 136/131 (wystrzelonych z Krymu), rakiety manewrującej Ch-31P (z okupowanego obwodu ługańskiego) i rakiety balistycznej Iskander-M (z Krymu). Ukraińska obrona przeciwlotnicza zestrzeliła wszystkie drony nad obwodami charkowskim, dniepropetrowskim i połtawskim. Ok. 1:00 w nocy Rosjanie po raz kolejny zaatakowali Charków przy użyciu dronów. W wyniku ataku rannych zostało trzech cywilów w wieku 61, 64 i 87 lat oraz zostały uszkodzone domy prywatne, przedszkole, trzy 5-piętrowe budynki i samochody. O 10:00 siły rosyjskie wystrzeliły rakietę manewrującą w stronę Borowej, w wyniku czego dwie osoby zostały ranne i uszkodzonych zostało ponad 30 budynków mieszkalnych, budynków gospodarczych i poczta. Gubernator Iwan Fedorow oświadczył, że w wyniku rosyjskiego ostrzału (za pomocą wyrzutni Grad) na Hulajpole w obwodzie zaporoskim zginęły trzy osoby, a jedna została ranna. Gubernator Ołeh Siniehubow powiedział, że 85-letnia kobieta zginęła po tym, jak ok. 22:40 w 4-piętrowy budynek mieszkalny trafiła bomba lotnicza.
Gubernator Wiaczesław Gładkow powiedział, że rosyjska obrona przeciwlotnicza zestrzeliła nad obwodem biełgorodzkim cztery ukraińskie drony, w wyniku czego jedna osoba zginęła, a cztery inne zostały ranne, w tym dwoje dzieci. Dziennik Kyiv Independent, powołując się na źródło ukraińskiego wywiadu wojskowego, podał, że podczas ukraińskiego ataku dronów na bazę lotniczą w Jejsku w Kraju Krasnodarskim (5 kwietnia 2024), Rosja straciła siedem samolotów wojskowych, w tym cztery myśliwce Su-30SM, dwa samoloty transportowe i jedną latającą amfibię Be-200 Altair.
Rosatom ogłosił, że doszło do zmasowanego ataku dronów na Zaporoską Elektrownię Jądrową, w wyniku którego trzy osoby zostały ranne i powstało bezpośrednie zagrożenie dla bezpieczeństwa elektrowni: jeden dron uderzył w stołówkę, a drugi został zestrzelony nad blokiem reaktora nr. 6. Szef MAEA Rafael Grossi potwierdził, że odnotowano trzy bezpośrednie uderzenia w główne konstrukcje zabezpieczające reaktora Zaporoskiej Elektrowni Jądrowej, powodując „fizyczne uderzenie” w jeden z reaktorów, w wyniku czego co najmniej jedna osoba została poszkodowana. Nie sprecyzował jednak, która strona przeprowadziła atak. Rzecznik wywiadu ukraińskiego Andrij Jusow powiedział, że „Ukraina nie brała udziału w żadnych zbrojnych prowokacjach w miejscu” elektrowni.
Prezydent Wołodymyr Zełenski powiedział, że Ukraina przegra wojnę z Rosją, jeśli Kongres USA nie zatwierdzi pomocy wojskowej dla Ukrainy. Stwierdził także, że „trudno” będzie „pozostać” bez pomocy, odnosząc się do przetrwania kraju, dodając, że zamiary Rosji zdobycia większego terytorium będą nadal rosły, jeśli odniesie sukces na Ukrainie.
Prokuratura Generalna Ukrainy wszczęła śledztwo po ukazaniu się w internecie nagrania filmowego przedstawiającego doraźną egzekucję trzech jeńców wojennych przez rosyjskich żołnierzy w pobliżu Krynek na lewym brzegu Dniepru w obwodzie chersońskim. Rzecznik Praw Człowieka ukraińskiego parlamentu oświadczył, że w związku z incydentem skierowano oficjalne pisma do Organizacji Narodów Zjednoczonych i Międzynarodowego Komitetu Czerwonego Krzyża.

### 8 kwietnia

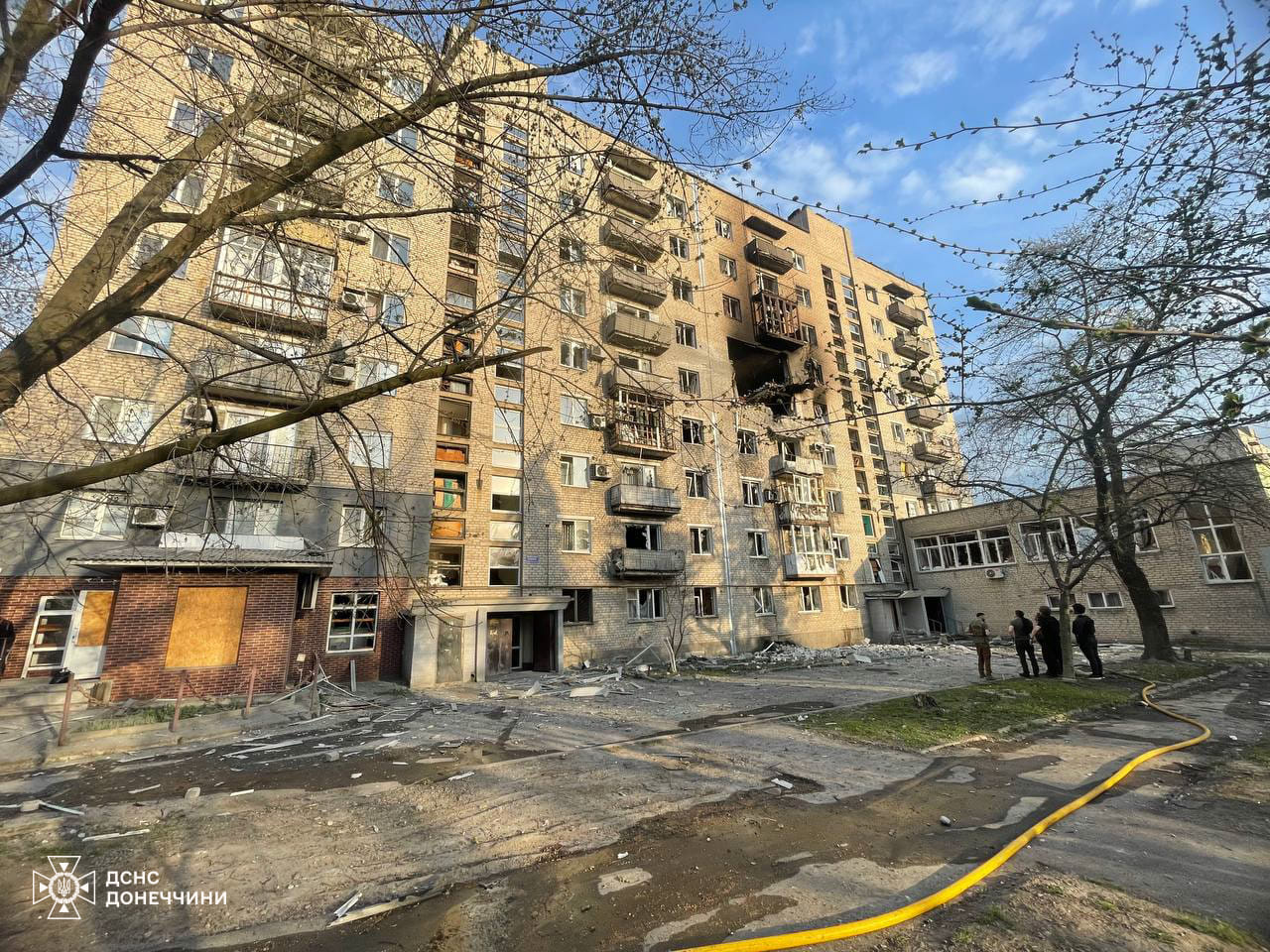
9-piętrowy budynek mieszkalny w Sełydowem po rosyjskim nalocie; pięć osób zostało rannych.

W opinii ISW siły rosyjskie poczyniły potwierdzone postępy w pobliżu Kreminnej, Bachmutu, Awdijiwki i Doniecka w ramach ciągłych walk pozycyjnych na całej linii frontu.
Ukraiński SG podał, że kontynuowano utrzymywanie przyczółku w obwodzie chersońskim na lewym brzegu Dniepru, gdzie odparto sześć ataków. Rosja atakowała w kierunkach Łymanu, Bachmutu, Awdijiwki, Nowopawłowska i Zaporoża, gdzie doszło do 56 starć. W ciągu 24h wojska rosyjskie przeprowadziły cztery ataki rakietowe, 97 nalotów i 92 ostrzały na pozycje ukraińskie i obszary zaludnione (odnotowano ofiary wśród cywilów oraz zniszczoną infrastrukturę). Ok. 120 miejscowości w dziewięciu obwodach znalazło się pod ostrzałem artyleryjskim. Lotnictwo ukraińskie dokonało siedmiu nalotów na miejsca koncentracji i czterech na kompleksy rakiet przeciwlotniczych, z kolei artyleria uderzyła w system przeciwlotniczy, dwie stacje walki radioelektronicznej i dwa obszary koncentracji.
Według ukraińskich Sił Powietrznych w nocy Rosja zaatakowała infrastrukturę krytyczną na południu i wschodzie Ukrainy za pomocą 24 dronów Shahed 136/131 (z Krymu, Kurska i Jejska) i rakiety manewrującej Ch-59 (z okupowanego obwodu zaporoskiego). Ukraińska obrona przeciwlotnicza zniszczyła pocisk Ch-59 w obwodzie dniepropetrowskim oraz 17 dronów obwodach odeskim, mikołajowskim, kirowohradzkim, chmielnickim i żytomierskim. Gubernator Ołeh Kiper powiedział, że jeden z dronów uszkodził obiekt transportu logistycznego i stację benzynową w obwodzie odeskim. Gubernator Iwan Fedorow podał, że (ok. 12:30 czasu lokalnego) w wyniku rosyjskiego ataku rakietowego na fabrykę Krankomplekt w Zaporożu trzy osoby zginęły, a osiem zostało rannych. Podczas ataku uszkodzonych zostało 14 budynków, w tym siedem wieżowców, placówka medyczna i instytucja kultury. Fedorow dodał także, że w ciągu doby siły rosyjskie zaatakowały 357 razy osiem obszarów obwodu zaporoskiego. W wyniku rosyjskich nalotów w obwodzie sumskim zginęła jedna osoba, a co njamniej pięć zostało rannych. Według władcz lokalnych następne dwie osoby zginęły, a 15 zostało rannych w oddzielnych atakach w Czasiw Jarze, Sełydowem i Połtawie. Minister energetyki Herman Hałuszczenko powiedział, że w poprzednich tygodniach zaatakowano aż 80% elektrowni cieplnych, ponad połowę elektrowni wodnych i dużą liczbę stacji przekaźnikowych na Ukrainie.
Wywiad ukraiński stwierdził, że przy pomocy dronów morskich Magura V5 zaatakowano korwetę rakietową projektu 21631 (typu Bujan-M) „Sierpuchow”, znajdującą się w bazie w Bałtyjsku w obwodzie królewieckim; do 2016 roku była w składzie Floty Czarnomorskiej, później weszła w skład Floty Bałtyckiej. Według doniesień wewnątrz okrętu wybuchł pożar, w wyniku którego został poważnie uszkodzony; spaleniu uległy środki łączności i automatyzacji okrętu, a przywrócenie zdolności bojowej „Sierpuchowa” prawdopodobnie zajmie dużo czasu.
Ukraińscy hakerzy z grupy „Blackjack” przeprowadzili (z wydziałem cybernetycznym SBU) cyberatak na centrum danych OwenCloud, niszcząc ponad 300 terabajtów danych wykorzystywanych przez rosyjskie wojsko, energetykę i telekomunikację, co dotknęło 10 tys. przedsiębiorstw, w tym m.in. Gazprom, Łukoil, Rosnieft czy Zakłady Lotnictwa Cywilnego Ural.
Podczas rozmowy telefonicznej prezydent Francji Emmanuel Macron i premier Wielkiej Brytanii Rishi Sunak podkreślili potrzebę zwiększenia wsparcia wojskowego dla Ukrainy, w tym amunicji i sprzętu obrony powietrznej. Brytyjski minister spraw zagranicznych i były premier David Cameron powiedział, że będzie nalegał na zatwierdzenie pakietu pomocy wojskowej USA dla Ukrainy o wartości 60 miliardów dolarów. Ostrzeże również w rozmowie z republikańskim przywódcą Izby Reprezentantów Mikiem Johnsonem, że Stany Zjednoczone zagrażają zachodniemu bezpieczeństwu, jeśli Republikanie będą kontynuować blokowanie pomocy finansowej zatwierdzonej przez Senat USA.
Brytyjski dziennik The Economist, powołując się na anonimowe źródła ukraińskiego wywiadu, podał, że niedawna eskalacja rosyjskich ataków na Charków miała na celu przekształcenie miasta w „szarą strefę” niezdatną do zamieszkania dla ludności cywilnej. Mer Ihor Terechow powiedział, że Ukraina nie ma zamiaru opuszczać Charkowa, podkreślając, że miasto miało już gorszą sytuację na początku wojny, kiedy pozostało w nim zaledwie 300 tys. mieszkańców z 2-milionowej populacji.
Dowódca ukraińskich sił lądowych generał Ołeksandr Pawluk oświadczył na portalach społecznościowych, że wojsko boryka się z problemem niedoborów kadrowych i wezwał Ukraińców do wstąpienia do armii. Jeżeli otrzymają wezwanie lub przyjdą do biura poboru w celu uaktualnienia swoich danych osobowych, to nie oznacza, że zostaną oni natychmiast wysłani na linię frontu do działań ofensywnych. Stwierdził również, że rosyjska propaganda wypacza ukraińskie informacje o mobilizacji i werbunku oraz dodał, że ukraińskie prawo stanowi, że każdy, kto okaże się uprawniony, trafi do ośrodka szkoleniowego i przejdzie podstawowe przeszkolenie trwające miesiąc.

### 9 kwietnia

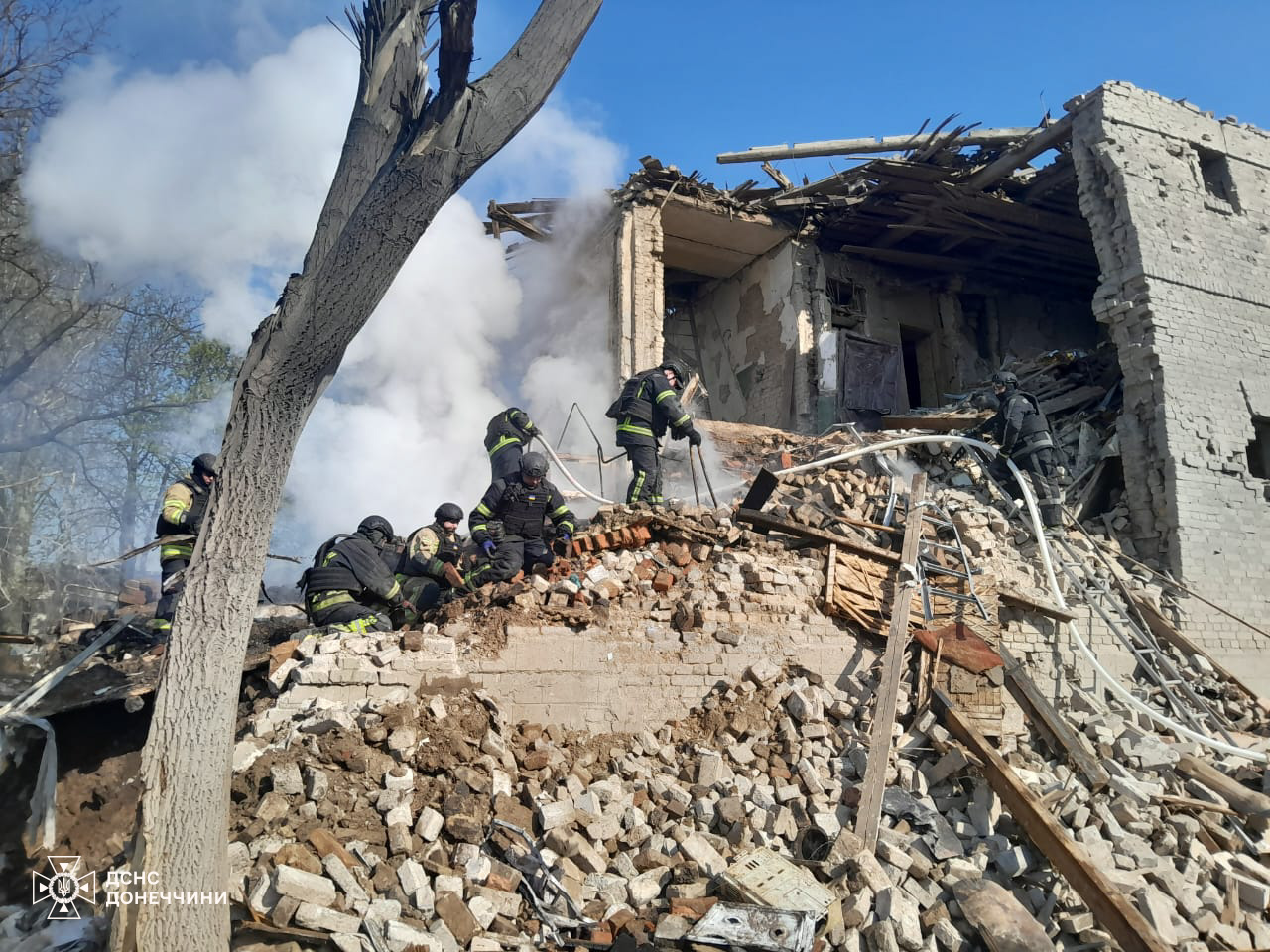
2-piętrowy budynek mieszkalny w Konstantynówce po rosyjskim bombardowaniu, trzy osoby zginęły.

Według analityków DeepState siły rosyjskie przejęły kontrolę nad wsią Perwomajśke w obwodzie donieckim po ponad 1,5 roku walk. Na nagraniu opublikowanym przez prorosyjski kanał na Telegramie było widać, że rosyjscy żołnierze zawiesili rosyjską flagę w Perwomajśkem, twierdząc, że zajęli ten teren. Według ISW wojska rosyjskie dokonały potwierdzonych postępów w pobliżu Kreminnej, na zachód od Awdijwki oraz na południe i południowy zachód od Doniecka  w ramach ciągłych walk pozycyjnych na całej linii frontu.
Sztab Ukrainy poinformował, że kontynuowano utrzymywanie przyczółku w obwodzie chersońskim na lewym brzegu Dniepru, gdzie odparto jeden atak. Rosja atakowała w kierunkach Kupiańska, Łymanu, Bachmutu, Awdijiwki, Nowopawłowska i Zaporoża, gdzie doszło do 83 starć. W ciągu doby wojska rosyjskie przeprowadziły 11 ataków rakietowych, 108 nalotów i 149 ostrzałów na pozycje ukraińskie i obszary zaludnione (odnotowano ofiary wśród cywilów oraz zniszczoną infrastrukturę). Ponad 110 miejscowości w dziewięciu obwodach znalazło się pod ostrzałem artyleryjskim. Lotnictwo ukraińskie dokonało 15 nalotów na miejsca koncentracji i dwóch na przeciwlotnicze kompleksy rakietowe, z kolei artyleria uderzyła w obszar koncentracji i trzy systemy przeciwlotnicze. Siły ukraińskie za pomocą systemu HIMARS dokonały ostrzału stacji benzynowej w okupowanej wsi Wełyki Kopani. Na terenie obiektu znajdowała się rosyjska stacja walki radioelektronicznej Pole-21. W wyniku ataku zginęło kilkudziesięciu żołnierzy rosyjskich z Czeczenii.
W nocy wojska rosyjskie zaatakowały Ukrainę za pomocą 20 Shahed 136/131 (z Krymu i Primorsko-Achtarska) i czterech rakiet przeciwlotniczych S-300 (z okupowanego obwodu donieckiego). Ukraińska obrona przeciwlotnicza zniszczyła wszystkie drony w obwodach mikołajowskim, odeskim, chersońskim, dniepropetrowskim, połtawskim, winnickim i lwowskim. Służba Ratownicza DSNS poinformowała, że w rosyjskim ataku bombą lotniczą w Konstantynówce zginęły trzy osoby, w tym 13-letnie dziecko, a dwie zostały ranne. Według gubernatora Wadyma Fiłaszkina w rosyjskim ataku uszkodzono 27 domów, trzy wieżowce, dwa obiekty infrastruktury i budynek administracyjny. Gubernator Wiaczesław Chaus powiedział, że jedna osoba zginęła w wyniku ostrzału (za pomocą artylerii i wyrzutni rakiet) Semeniwki w obwodzie czernihowskim. Ok. 20:00 zostały zniszczone dwie rakiety manewrujące Ch-59, których użyto do ataku na Odessę. Ponadto MAEA poinformowała o ataku drona na ośrodek szkoleniowy Zaporoskiej Elektrowni Jądrowej.
Gubernator obwodu briańskiego poinformował, że w wyniku ukraińskiego ostrzału artyleryjskiego w Klimowie zginęły dwie osoby, w tym dziecko. Rosyjskie Ministerstwo Obrony podało, że przechwycono rakietę Neptun w pobliżu wybrzeża Krymu oraz cztery drony, w tym dwa nad obwodem biełgorodzkim i dwa nad obwodem woroneskim. Wywiad ukraiński podał, że zaatakowano dwoma dronami przedsiębiorstwo lotnicze Borisoglebsku w obwodzie woroneskim, a dokładnie w Szkołę Szkolenia Lotniczego, gdzie odbywają się szkolenia załóg lotniczych. Na nagraniu CCTV wraz z dźwiękiem widać strzały automatyczne, po których nastąpiła eksplozja w szkole. Ponadto armia rosyjska przypadkowo zrzuciła bombę FAB-1500 na sklep spożywczy w mieście Jenakijewe, w okupowanym obwodzie donieckim. Według mediów rosyjskich Astra jest to „21. przypadek w ciągu ostatnich trzech tygodni”.
Według OSW wojska rosyjskie rozszerzyły strefę kontroli na obrzeżach Czasiw Jaru, jednak nie były w stanie wedrzeć się w głąb tzw. Mikrorejonu Kanał, części miasta leżącej na wschód od kanału Doniec–Donbas. Rosjanie wyparli Ukraińców z Bohdaniwki, o którą walki trwały od grudnia 2023 roku, i prawdopodobnie wkroczyli do sąsiadniej Kałyniwki. Siły rosyjskie dotarły też do kanału Doniec–Donbas na południe od Czasiw Jaru, od strony miejscowości Iwaniwśke. Kolejne postępy Rosjanie poczynili na zachód od Awdijiwki, lecz nie wpłynęły one na zmianę sytuacji. Trwały walki o leżącą na zachodnim brzegu rzeki Durna Semeniwkę. Siły ukraińskie utrzymywały się w północnej części wsi Berdyczi i w zachodniej Perwomajśkego, jak i w zachodniej części Nowomychajliwki. Bez rezultatów zakończyły się ponawiane przez Rosjan ataki na zachód od Kreminnej, na wschód od Siewierska i na południe od Orichiwa.
Rheinmetall zapowiedział dostawę 20 dodatkowych BWP Marder 1A3 dla Ukrainy. Centralne Dowództwo Stanów Zjednoczonych ogłosiło, że przekazano Ukrainie broń skonfiskowaną z Iranu, w tym tysiące wyrzutni rakiet, karabinów maszynowych, karabinów snajperskich i setki tys. szt. amunicji.
Szef Wydziału Zbrodni Wojennych Prokuratury Generalnej Ukraina powiedział, że prowadzono 27 postępowań karnych ws. rozstrzelania co najmniej 54 ukraińskich jeńców wojennych przez żołnierzy rosyjskich.

### 10 kwietnia

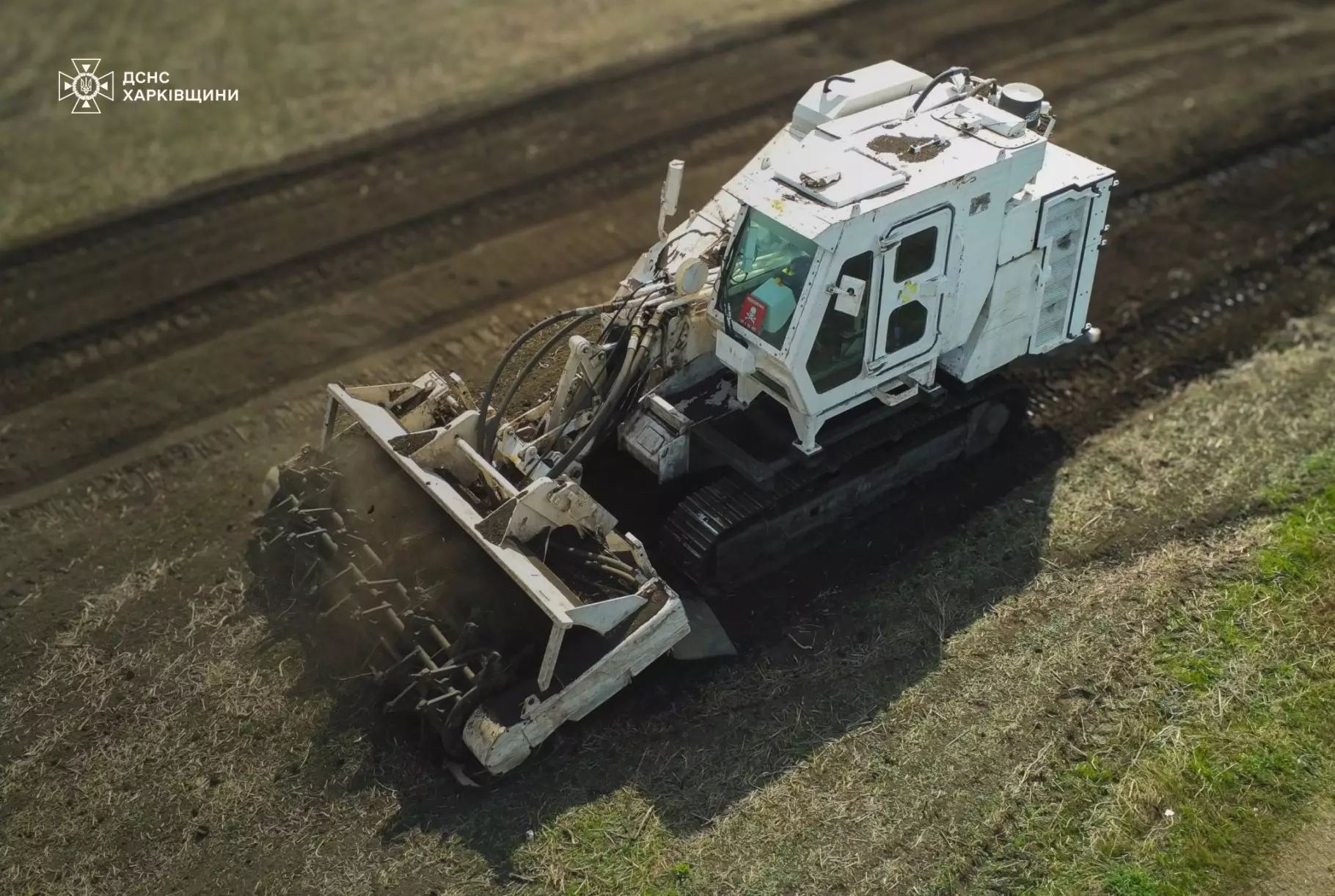
Pojazd do rozminowywania Armtrac 400 w obwodzie charkowskim. Niszczy miny lądowe na głębokości do 50 cm.

Siły Południowe Ukrainy podały, że siłom rosyjskim nie udało się zdobyć przyczółku w frontowej wsi Robotyne w obwodzie zaporoskim, zaprzeczając wcześniejszym doniesieniom regionalnego urzędnika, Serhija Łyszenki, który twierdził, że siłom rosyjskim udało się włamać do Robotyne i że w samej wsi trwały walki. Armia ukraińska podała, że: „Nasze siły odpierają ataki artyleryjskie na podejściu do Robotyne, a żołnierze 65 Brygady i przyległych jednostek niszczą rozproszone grupy wroga za pomocą dronów i moździerzy. Dziś miejscowość jest w posiadaniu ukraińskich sił obronnych”. W ocenie ISW siły rosyjskie zajęły niedawno Iwaniwśke, miejscowość na wschód od Czasiw Jaru oraz posunęły się w pobliżu Awdijiwki. Skuteczne wykorzystanie dronów przez armię ukraińską na polu bitwy nie może w pełni złagodzić niedoborów amunicji na Ukrainie na całym froncie. Z kolei prezydent Zełenski ostrzegł przed groźbą potencjalnej przyszłej rosyjskiej ofensywy wymierzonej w Charków, co zmusi Ukrainę do przeniesienia części i tak już nadwyrężonych zasobów siły roboczej i sprzętu z innych aktywnych i krytycznych odcinków frontu.
SG Ukrainy oświadczył, że kontynuowano utrzymywanie przyczółku w obwodzie chersońskim na lewym brzegu Dniepru, gdzie odparto sześć ataków. Rosja atakowała w kierunkach Łymanu, Bachmutu, Awdijiwki, Nowopawłowska i Zaporoża, gdzie doszło do 55 starć. W ciągu dnia wojska rosyjskie przeprowadziły osiem ataków rakietowych, 93 naloty i 78 ostrzałów na pozycje ukraińskie i obszary zaludnione (odnotowano ofiary wśród cywilów oraz zniszczoną infrastrukturę). Ponad 120 miejscowości w dziewięciu obwodach znalazło się pod ostrzałem artyleryjskim. Lotnictwo ukraińskie dokonało nalotów na miejsce koncentracji, kompleks rakiet przeciwlotniczych, jednostkę artylerii i stację walki radioelektronicznej, z kolei artyleria uderzyła w dziewięć obszarów koncentracji i przeciwlotniczy kompleks rakietowy. Według doniesień między 2 a 10 kwietnia 2024 roku ukraińska armia dronów uderzyła w 30 rosyjskich czołgów, 86 wozów opancerzonych i prawie 100 dział. Wśród dronów była nowa amunicja krążąca RAM X, ulepszona wersja amunicji krążącej RAM II, które wyrządziłaby duże straty.
Dowódca Sił Powietrznych Ukrainy generał Mykoła Ołeszczuk, że Rosjanie zaatakowali Ukrainę za pomocą 17 dronów Shahed 136/131, wystrzelonych z Krymu oraz dwóch rakiet manewrujących Iskander-K i jednej rakiety balistycznej Iskander-M, także z Krymu. Ukraińska obrona przeciwlotnicza i mobilne grupy ogniowe zniszczyły 14 dronów w obwodach mikołajowskim i odeskim. Gubernator Ołeh Siniehubow poinformował, że Rosja przeprowadziła naloty w Łypci, Małą Danyliwkę i Wołczańsk w obwodzie charkowskim, zabijając co najmniej trzech cywilów i raniąc trzech kolejnych. Gubernator Ołeh Kiper podał, że ok. 18:20 siły rosyjskie uderzyły rakietami balistycznymi Iskander-M w infrastrukturę transportową i logistyczną Odessy, zabijając cztery osoby, w tym 10-letnią dziewczynkę, a kolejnych 14 raniąc.
Rzecznik Marynarki Wojennej Ukrainy Dmytro Pletenczuk poinformował, że rosyjski helikopter Ka-27 rozbił się w niewyjaśnionych okolicznościach nad Czornomorskim na Krymie, dodając, że spadł on nie tylko z przyczyn technicznych. Tego samego dnia Ministerstwo Obrony Rosji poinformowało, że helikopter Mi-24 rozbił się w wyniku możliwej awarii sprzętu u wybrzeży Krymu.
Departament Obrony USA ogłosił pilną sprzedaż Ukrainie części zamiennych o wartości 138 milionów dolarów w celu konserwacji i modernizacji przeciwlotniczych systemów rakietowych MIM-23 Hawk, które mają pomóc w obronie przed atakami rosyjskich dronów i rakiet manewrujących. Niemcy ogłosiły nowy pakiet pomocy wojskowej dla Ukrainy, który obejmował 6 tys. szt. pocisków artyleryjskich 155 mm, pojazd do usuwania min Wisent 1, 46 dronów rozpoznawczych Vector i RQ-35 Heidrun, 11 zdalnie sterowanych systemów usuwania min, broń strzelecką i milion nabojów oraz 5 tys. detonatorów. Ukraina i Wielka Brytania podpisały umowę ramową o współpracy w dziedzinie materiałów obronnych. Porozumienie podpisano podczas konferencji wojskowo-przemysłowej w Kijowie, w której uczestniczyli przedstawiciele 29 brytyjskich firm obronnych, które przyjechały na Ukrainę, aby omówić możliwość wspólnych przedsięwzięć z ukraińskimi producentami broni i przedstawicielami przemysłu obronnego.
Rosyjskie media państwowe powołując się na źródła Ministerstwa Obrony, donosiły, że armia ukraińska przeprowadziła atak artyleryjski w pobliżu Kreminnej w obwodu ługańskiego, trafiając w ekipę filmową rosyjskiej stacji VGTRK, powodując obrażenia nogi fotografa i wstrząśnienie mózgu reportera. Zginął urzędnik służby prasowej Ministerstwa Obrony FR Jewgienij Połowodow.

### 11 kwietnia

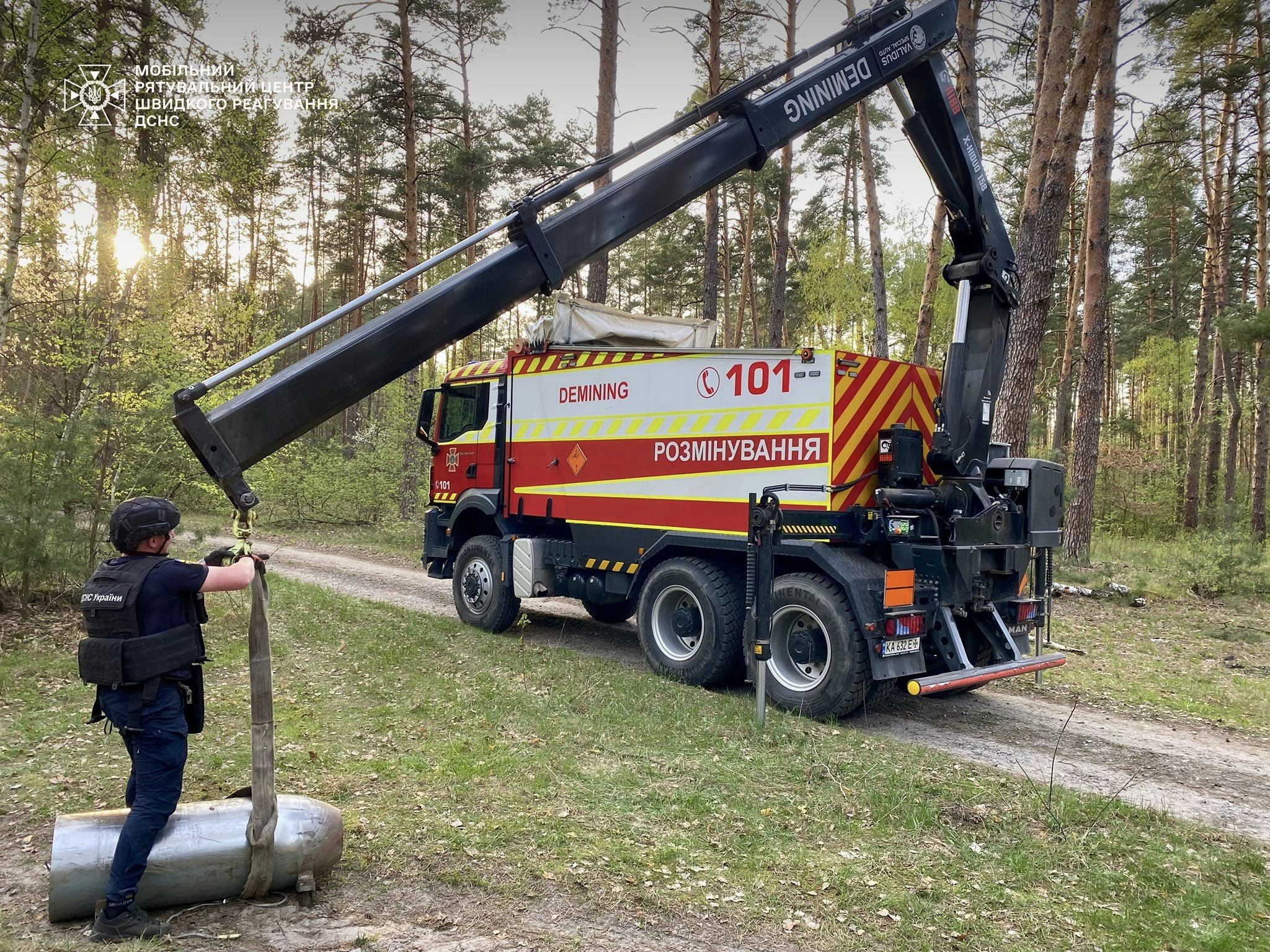
Utylizacja głowicy rosyjskiej rakiety Ch-101, która spadła w obwodzie kijowskim i nie eksplodowała.

Ukraiński generał Jurij Sodol podał, że „wojska rosyjskie przewyższają liczebnie siły ukraińskie we wschodnich regionach od siedmiu do dziesięciu razy”. Według ISW Siły rosyjskie poczyniły potwierdzone postępy w pobliżu Kreminnej, w kierunku Czasiw Jaru na zachód od Bachmutu i na granicy obwodu donieckiego i zaporoskiego.
Ukraiński Sztab podał, że kontynuowano utrzymywanie przyczółku w obwodzie chersońskim na lewym brzegu Dniepru, gdzie odparto siedem ataków. Rosja atakowała w kierunkach Bachmutu, Awdijiwki, Nowopawłowska i Zaporoża, gdzie doszło do 78 starć. W ciągu dnia wojska rosyjskie przeprowadziły 54 ataki rakietowe, 126 nalotów i 95 ostrzałów na pozycje ukraińskie i obszary zaludnione (odnotowano ofiary wśród cywilów oraz zniszczoną infrastrukturę). Ponad 110 miejscowości w dziewięciu obwodach znalazło się pod ostrzałem artyleryjskim. Lotnictwo ukraińskie dokonało 12 nalotów na miejsca koncentracji i jednego na przeciwlotniczy kompleks rakietowy, z kolei artyleria uderzyła w systemy przeciwlotnicze, stację walki radioelektronicznej i dwa obszary koncentracji.
Ukraińskie Siły Powietrzne oświadczyły, że w nocy Rosja przeprowadziła zmasowany atak rakietowy i dronów na miasta i infrastrukturę energetyczną Ukrainy, wystrzeliwując 40 dronów Shahed 136/131 (z Primorsko-Achtarska, Kraju Krasnodarskiego i Krymu), 20 rakiet manewrujących Ch-101/Ch-555 (z samolotów Tu-95MS), sześć pocisków hipersonicznych Kindżał (z MiG-31K), cztery rakiety manewrujące Ch-59 (z Su-34 w obwodzie zaporoskim) i 12 rakiet przeciwlotniczych S-300. Ukraińska obrona przeciwlotnicza zniszczyła 57 z 82 obiektów, w tym 39 dronów, 16 rakiet Ch-101/Ch-555 i dwie Ch-59. W Charkowie i obwodzie charkowskim przeprowadzono co najmniej 10 ataków. Według ukraińskich informacji rosyjskie ataki uszkodziły podstacje i elektrownie w obwodach odeskim, charkowskim, kijowskim, lwowskim i zaporoskim. Dwie elektrownie DTEK zostały poważnie uszkodzone. Zniszczono także Trypolską Elektrownię Cieplną (w Ukrajince), najpotężniejszą elektrownię obwodu kijowskiego, wytwarzającą 57% energii zużywanej przez przedsiębiorstwa regionu. Elektrownia została trafiona pociskami Ch-59. W komorze turbiny wybuchł duży pożar. Media donosiły o całkowitym zniszczeniu elektrowni i utracie całego wolumenu produkcji Centrenergo. Wszyscy pracownicy placówki przeżyli. Celem ataku były także dwa podziemne magazyny gazu należące do państwowego koncernu gazowniczego Naftohaz.
Ok. 6:00 rano przeprowadzono połączony atak rakietowy na  magazyn gazu ziemnego w mieście Stryj w obwodzie lwowskim. Po południu Rosjanie przeprowadzili atak rakietowy na Mikołajów, zabijając co najmniej pięć osób i raniąc pięć kolejnych. Wojska rosyjskie dokonały 279 ataków na osiem miejscowości w obwodzie zaporoskim, raniąc kobietę w Hulajpolu. Gubernator Ołeh Siniehubow ogłosił, że w związku z rosyjskimi atakami nakazano ewakuację rodzin z dziećmi z 47 hromad z rejonów bohoduchowskiego, iziumskiego i charkowskiego w obwodzie charkowskim w pobliżu granicy z Rosją.
FSB podała, że udaremniono próbę lądowania ukraińskich sił specjalnych na Kosie Tendrowskiej w okupowanym obwodzie chersońskim, powodując straty i biorąc jednego żołnierza 73. Morskiego Centrum Specjalnego Przeznaczenia, Jewgienij Borysowa, do niewoli.
W Wilnie prezydent Wołodymyr Zełenski i prezydent Łotwy Edgars Rinkēvičs podpisali 10-letnie „Porozumienie między Ukrainą a Republiką Łotwy w sprawie długoterminowego wsparcia i zobowiązań w zakresie bezpieczeństwa”. W 2024 zapewni ona Ukrainie pomoc wojskową o wartości ok. 120 mln dolarów, a także środki na odbudowę, ochronę infrastruktury krytycznej, rozminowywanie, technologię dronów i bezpieczeństwo cybernetyczne. Podczas szczytu Inicjatywy Trójmorza w Wilnie Zełenski po raz kolejny zwrócił się o pomoc w dostarczeniu Ukrainie sprzętu obrony powietrznej do ochrony miast przed atakami Rosji. Kancelaria Prezydenta poinformowała, że prezydent Zełenski spotkał się z prezydentem Czech Pavelem i prezydentem Rumunii Iohannisem, omawiając długoterminowe dwustronne porozumienie ws. bezpieczeństwa z prezydentem Pavelem oraz wcześniejsze ataki na granicy z Rumunią i sytuacji w elektrowni wodnej Dniestr w obwodzie czerniowieckim z prezydentem Iohannisem. Prezydent Polski Andrzej Duda powiedział, że spotka się z Zełenskim, aby omówić transfer na Ukrainę polskich rakiet przeciwlotniczych produkcji radzieckiej. Litewskie Ministerstwo Obrony podało, że dostarczy Ukrainie generatory, składane łóżka polowe i systemy obrony powietrznej. Ponadto Parlament Europejski odmówił zatwierdzenia finansowania Rady Unii Europejskiej do czasu otrzymania przez Ukrainę nowych systemów przeciwlotniczych Patriot. Decyzja ta, która uzyskała poparcie 515 posłów przy 62 przeciw, była bezprecedensowa.
Ukraińscy dowódcy wojskowi przekonali Radę Najwyższą do wycofania z projektu ustawy o mobilizacji personelu wojskowego klauzuli dającej szansę na zwolnienie żołnierzom walczącym od 36 miesięcy. Powołując się na trwającą rosyjską ofensywę, oficerowie twierdzili, że klauzula „osłabi siły obronne”. Ustawa została przyjęta jeszcze tego samego dnia, po tym jak od jej wprowadzenia w lutym 2024 roku zgłoszono ponad 4 tys. poprawek. Następnie trafiła do podpisu prezydenta Zełenskiego.
Wojska Lądowe Ukrainy ogłosiły, że szef Dowództwa Operacyjnego „Południe” Andrij Kowalczuk został mianowany szefem Akademii Wojskowej w Odessie, a szef Dowództwa Operacyjnego „Wschód” Serhij Litwinow został mianowany zastępcą szefa Uniwersytetu Obrony Narodowej Ukrainy. Zastąpili ich na dotychczasowych stanowiskach odpowiednio generał major Hennadij Szapowałow i generał brygady Wołodymyr Szwediuk.

### 12 kwietnia
W opinii ISW Rosja przeprowadzała ataki na ukraińską infrastrukturę energetyczną, ponieważ Władimir Putin liczył na to, że uda mu się zapobiec rozwojowi ukraińskiego przemysłu zbrojeniowego. Rosyjskie ostrzały ograniczały ukraińską produkcję energii i zaostrzały deficyt pocisków przeciwlotniczych. Według ekspertów Putin nie chce dopuścić, aby Ukraińcy osiągnęli w długiej perspektywie poziom zbliżony do samowystarczalności pod względem produkcji uzbrojenia, ponieważ dzięki temu Ukraina znalazłaby się w lepszej pozycji w obliczu przyszłej rosyjskiej ofensywy. Tymczasem siły rosyjskie poczyniły potwierdzone postępy w pobliżu Awdijiwki i Doniecka w ramach ciągłych walk pozycyjnych na całej linii frontu.
Sztab Ukrainy poinformował, że kontynuowano utrzymywanie przyczółku w obwodzie chersońskim na lewym brzegu Dniepru, gdzie odparto sześć ataków. Rosja atakowała w kierunkach Łymanu, Bachmutu, Awdijiwki, Nowopawłowska i Zaporoża, gdzie doszło do 97 starć. W ciągu 24h wojska rosyjskie przeprowadziły dwa ataki rakietowe, 91 nalotów i 160 ostrzałów na pozycje ukraińskie i obszary zaludnione (odnotowano ofiary wśród cywilów oraz zniszczoną infrastrukturę). Ponad 110 miejscowości w dziewięciu obwodach znalazło się pod ostrzałem artyleryjskim. Lotnictwo ukraińskie dokonało 12 nalotów na miejsca koncentracji i czterech na przeciwlotnicze kompleksy rakietowe, z kolei artyleria uderzyła w obszar koncentracji, dwa systemy przeciwlotnicze i stację walki radioelektronicznej. Ukraiński SG oświadczył, że znalazł sposób na rotację lub wymianę jednostek frontowych. Wywiad ukraiński oświadczył, że Rosja wysyłała żołnierzy z Dalekiego Wschodu, w tym Floty Pacyfiku, w celu uzupełnienia strat na Ukrainie. Dowódca Floty Pacyfiku wstrzymał rotacje do Syrii i zamiast tego wysłał ok. 2400 żołnierzy na Ukrainę.
Siły Powietrzne Ukrainy podały, że w godzinach nocnych Rosja wystrzeliła w kierunku Ukrainy 17 rosyjskich dronów Shahed 136/131 (z Krymu), z których 16 zostało zniszczonych przez ukraińską obronę przeciwlotniczą w obwodach mikołajowskim, odeskim, chersońskim, dniepropetrowskim, winnickim i chmielnickim. Z okupowanego obwodu donieckiego wystrzelono także pocisk manewrujący Ch-59. Gubernator Serhij Łysak podał, że w wyniku upadku szczątków zestrzelonych dronów na teren stacji dystrybucyjnej w obwodzie kirowohradzkim wybuchł pożar. Wwyniku rosyjskiego ataku artyleryjskiego na Monaczyniwkę w obwodzie charkowskim zginął 64-letni mężczyzna, a dwie osoby zostały ranne. Gubernator Wadym Fiłaszkin podał, że w rosyjskich atakach na Nju-Jork i Krasnohoriwkę zginęły dwie osoby. Ponadto w całym obwodzie osiem osób zostało rannych. Z kolei prorosyjski urzędnik obwodu zaporoskiego stwierdził, że w wyniku ukraińskiego ostrzału w Tokmaku] zginęło 10 osób, w tym dzieci. Atak uderzył w trzy bloki mieszkalne. Według urzędnika Jewhena Balitskiego, pięć osób zostało wydobytych spod gruzów, a 13 trafiło do szpitala. Według mera Witalija Kłyczki rosyjskie ataki na Kijów do kwietnia 2024 roku zniszczyły ponad 800 budynków i zabiły ponad 200 cywilów.
Rosja poinformowała, że ok. 3:10 w nocy zestrzelono cztery drony nad rafinerią ropy naftowej w Nowoszachtyńsku w obwodzie rostowskim. Jeden z zestrzelonych dronów spadł na teren zakładu, a jego działalność została zawieszona. Według doniesień nad obwodem biełgorodzkim zestrzelono kolejnego drona. Gubernator Wiaczesław Gładkow powiedział, że ukraiński dron uszkodził budynek administracyjny rosyjskiego przedsiębiorstwa Gazprom i ranił co najmniej dwie osoby.
Wbrew wcześniejszemu odrzuceniu amerykańskiej pomocy wojskowej dla Ukrainy o wartości 60 miliardów dolarów, kandydat na prezydenta Donald Trump zaproponował zapewnienie Ukrainie dostaw broni w formie pożyczki. Prezydent Wołodymyr Zełenski powiedział, że natychmiast przyjmie dostawy na kredyt, nawet jeśli będzie musiał zdecydować, czy odebrać uzbrojenie od razu na kredyt, czy za rok za darmo.
Prezydent Władimir Putin oświadczył, że ataki powietrzne na ukraińską sieć energetyczną „wpłyną na kompleks wojskowo-przemysłowy na Ukrainie”. Według dochodzenia ukraińskich mediów większość ukraińskich elektrowni cieplnych została zniszczona w wyniku masowych rosyjskich ataków lub znalazła się pod kontrolą Rosji od połowy marca 2024 roku.
Premier Denys Szmyhal powiedział, że rząd Ukrainy przeznaczył dodatkowe blisko 100 mln dolarów na budowę fortyfikacji, z czego 43 mln dolarów zostanie przeznaczone na umocnienia w obwodzie charkowskim, 38 mln dolarów w obwodzie sumskim oraz dodatkowe środki zostaną przekazywane obwodom donieckim, chersońskim i mikołajowskim. Ponadto Szmyhal stwierdził, że rząd ukraiński przeznaczy środki na zakup systemów walki elektronicznej w celu ochrony infrastruktury krytycznej. Kierownictwo Centrenergo stwierdziło, że Elektrownię Trypolską można naprawić przy pomocy międzynarodowej, ale bez większej liczby systemów przeciwlotniczych prace naprawcze będą daremne. 
ISW podał, że Rosja produkowała nowy poddźwiękowy pocisk manewrujący Ch-69, który może zostać ponownie wykorzystany do ataku na ukraińską infrastrukturę energetyczną i systemy obrony powietrznej. W ataku rakietowym, który zniszczył Elektrownię Trypolską, siły rosyjskie wystrzeliły rakietę Ch-69 400 km od celu, przekraczając szacowany zasięg wynoszący 300 km oraz 200 km zasięg najnowszego wariantu Ch-59MK2. Według informacji rządu USA, Chiny rozpoczęły w 2023 roku masowe pośrednie wsparcie rosyjskich sił zbrojnych poprzez eksport do Rosji. W 2023 roku łącznie 90% importu rosyjskiej mikroelektroniki, wykorzystywanej do produkcji rakiet, czołgów i samolotów, pochodziło z Chin. Umożliwiło to także Rosji zwiększenie produkcji rakiet balistycznych. Według amerykańskich informacji, bez tego importu Rosja miałaby trudności z utrzymaniem ataków na Ukrainę. Od początku wojny rosyjska armia poniosła poważne niepowodzenia, ale chiński eksport był kluczowym czynnikiem ożywienia rosyjskich sił zbrojnych. Ponad 70% rosyjskiego importu od października do grudnia 2023 roku stanowiły chińskie obrabiarki. Według doniesień Rosja rozbudowuje swój aparat wojskowy szybciej, niż rząd USA uważał za możliwe na początku konfliktu.

### 13 kwietnia
Naczelny Dowódca SZ Ukrainy generał Ołeksandr Syrski oświadczył, że sytuacja na froncie wschodnim Ukrainy „znacznie się pogorszyła w ostatnich dniach” w związku z wzmożeniem wysiłków ofensywnych Rosji, dodając, że ciepła i sucha pogoda umożliwiła siłom rosyjskim na zwiększenie ataków pancernych w rejonach Bachmutu, Łymanu i Pokrowska. Według niego Ukraina pracowała nad stabilizacją sytuacji i „wzmocnieniem najbardziej problematycznych obszarów obronnych za pomocą walki elektronicznej i obrony powietrznej”. Ministerstwo Obrony Ukrainy potwierdziło, że siły rosyjskie dotarły do północnych obrzeży Bohdaniwki, 10 km od Czasiw Jaru, dodając, że: „Walka trwa, wróg nie przestaje atakować”. Ministerstwo Obrony Rosji ogłosiło, że wojska rosyjskie zajęły wieś Perwomajśke, 11 km na zachód od Awdijiwki.
Według ISW wojska rosyjskie realizowały co najmniej trzy działania na poziomie operacyjnym. Im dłużej Ukraina będzie pozbawiona pomocy wojskowej od USA, tym ukraińskim żołnierzom będzie trudniej przeciwstawiać się rosyjskim operacjom. Rosyjskie dowództwo prawdopodobnie oceniło, że siły ukraińskie nie będą w stanie obronić się przed obecnymi i przyszłymi rosyjskimi ofensywami ze względu na opóźnienia lub trwałe zakończenie amerykańskiej pomocy wojskowej. Próba zajęcia Czasiw Jaru pozwoli Rosjanom na najszybszy i znaczący operacyjnie postęp, ponieważ zajęcie miasta prawdopodobnie umożliwiłoby siłom rosyjskim rozpoczęcie kolejnych operacji przeciwko miastom, Drużkiwce i Konstantynówce, które w efekcie tworzą znaczący ukraiński pas obronny w obwodzie donieckim i ogólnie wschodniej Ukrainie. Zdaniem analityków Rosjanie mogą nie być w stanie szybko zająć Czasiw Jar i prawdopodobnie będą mieli trudności z natychmiastowym wykorzystaniem jego znaczenia operacyjnego. Tymczasem wojska rosyjskie poczyniły potwierdzone postępy w pobliżu Czasiw Jaru (na zachód od Bachmutu) i Doniecka.
SG Ukrainy oświadczył, że kontynuowano utrzymywanie przyczółku w obwodzie chersońskim na lewym brzegu Dniepru, gdzie odparto trzy ataki. Rosja atakowała w kierunkach Bachmutu, Awdijiwki, Nowopawłowska i Zaporoża, gdzie doszło do 76 starć. W ciągu doby wojska rosyjskie przeprowadziły jeden atak rakietowy, 109 nalotów i 115 ostrzałów na pozycje ukraińskie i obszary zaludnione (odnotowano ofiary wśród cywilów oraz zniszczoną infrastrukturę). Ponad 110 miejscowości w dziewięciu obwodach znalazło się pod ostrzałem artyleryjskim. Lotnictwo ukraińskie dokonało 12 nalotów na miejsca koncentracji i jednego na punkt kontrolny, dwóch na stacje kontroli dronów i jednego na przeciwlotniczy kompleks rakietowy, z kolei artyleria uderzyła w dwa obszary koncentracji i dwa systemy przeciwlotnicze.
Rosjanie zrzucili bombę lotniczą KAB-500 na Oczeretyne w obwodzie donieckim, uderzając w 5-piętrowy budynek, w wyniku czego zginęły dwie osoby, a jedna została ranna. Według doniesień pięć osób zginęło, a co najmniej cztery zostały ranne w oddzielnych atakach w obwodzie donieckim i charkowskim. Jedna osoba zginęła w rosyjskim ataku na samochód przewożący pomoc humanitarną w obwodzie czernihowskim. Ok. 21:00 w wyniku ataku rakietowego na wieś Wesełe zginęło dwóch cywilów.
Ok. 11:30 w okupowanym Ługańsku rozległy się dwie eksplozje w wyniku ataku rakietami Storm Shadow. Prorosyjski szef obwodu ługańskiego Leonid Pasiecznik oświadczył, że w godzinach popołudniowych Siły Powietrzne Ukrainy przeprowadziły atak rakietowy na Zakłady Budowy Maszyn w Ługańsku, gdzie planowano rozpocząć produkcję. W wyniku ataku trzy osoby zostały ranne. Według ukraińskich kanałów na Telegramie celem ataku była jednostka wojskowa oraz koncentracja rosyjskiego sprzętu wojskowego w pobliżu fabryki. Ministerstwo Obrony Rosji poinformowało, że rosyjska obrona przeciwlotnicza zestrzeliła ukraińskiego drona w obwodzie biełgorodzkim.
Niemieckie Ministerstwo Obrony ogłosiło, że jak najszybciej dostarczy Ukrainie kolejną baterię MIM-104 Patriot i dodatkowe rakiety. System zostanie dostarczany jako uzupełnienie do już dostarczonych i planowanych systemów obrony powietrznej w celu odparcia rosyjskich ataków powietrznych. Minister obrony Boris Pistorius zapewnił, że wspierając Ukrainę Niemcy „idą tak daleko, jak to możliwe, mając na uwadze własną gotowość operacyjną”. Niemiecki dziennik Bild poinformował, że ukraińskiej firmie zbrojeniowej CDET udało się skopiować rosyjski dron Łancet oraz wdrożyć ich masową produkcję i skutecznie wykorzystać je na polu walki.
Dziennik Financial Times, powołując się na anonimowych urzędników ukraińskich i zachodnich, podał, że armia rosyjska może przygotowywać się późną wiosną lub latem do rozpoczęcia ofensywy na szeroką skalę ofensywy, której celem będą obwody doniecki, chersoński i ługański oraz okupowany obwód zaporoski.

### 14 kwietnia
Naczelny dowódca armii ukraińskiej generał Ołeksandr Syrski oświadczył, że rosyjskie dowództwo wojskowe postawiło sobie za cel zajęcie Czasiw Jaru do 9 maja 2024 roku, do rocznicy „Dnia Zwycięstwa w wojnie ojczyźnianej”. Według ISW siły ukraińskie odzyskały swoje pozycje na południe od Kreminnej i na południowy zachód od okupowanego Doniecka. W tym samym czasie wojska rosyjskie w dalszym ciągu kontynuowali ataki poczyniły niedawno potwierdzone postępy w pobliżu Czasiw Jaru i Awdijiwki.
Ukraiński SG podał, że kontynuowano utrzymywanie przyczółku w obwodzie chersońskim na lewym brzegu Dniepru, gdzie odparto cztery ataki. Rosja atakowała w kierunkach Bachmutu, Awdijiwki, Nowopawłowska i Zaporoża, gdzie doszło do 54 starć. W ciągu 24h wojska rosyjskie przeprowadziły osiem ataków rakietowych, 85 nalotów i 98 ostrzałów na pozycje ukraińskie i obszary zaludnione (odnotowano ofiary wśród cywilów oraz zniszczoną infrastrukturę). Ok. 100 miejscowości w dziewięciu obwodach znalazło się pod ostrzałem artyleryjskim. Lotnictwo ukraińskie dokonało 22 nalotów na miejsca koncentracji, z kolei artyleria uderzyła w pięć punktów kontrolnych i skład amunicji. Ukraińskie dowództwo wojskowe oświadczyło, że Rosja chce przeprowadzić operację pod fałszywą flagą w Zaporoskiej Elektrowni Jądrowej.
W nocy Ukraina została zaatakowana przez Rosję za pomocą 10 dronów Shahed 136/131 i rakiet manewrujących S-300/S-400, które wystrzelono z terytorium obwodu kurskiego i rejonów okupowanego obwodu donieckiego. Ukraińska obrona przeciwlotnicza zniszczyła wszystkie drony w obwodzie charkowskim. Ok. 6:00 rano siły rosyjskie przeprowadziły kolejny atak na Charków, uderzając w infrastrukturę krytyczną miasta. Gubernator Serhj Łysak powiedział, że armia rosyjska uderzyła rakietą manewrującą w miasto Dniepr, uszkadzając dziewięć domów i raniąc co najmniej 12 cywilów, w tym 15-letniego chłopca. Ukraińskie Siły Powietrzne oświadczyły, że ok. 18:00 zestrzelono rosyjski pocisk manewrujący w pobliżu Dniepru. Regionalna administracja podała, że siły rosyjskie zaatakowały siedem hromad w północno-wschodnim obwodzie sumskim, zabijając jedną osobę we wsi Krasnopilla. Odnotowano co najmniej 76 eksplozji. Celem rosyjskiej artylerii, rakiet, dronów, moździerzy i min były także hramody Chotyń, Junakiwka, Białopole, Wełyka Pysariwka, Esman i Seredyna-Buda.
Ministerstwo Obrony Rosji poinformowało, że ok. 7:00 czasu lokalnego w Kraju Krasnodarskim zniszczono wszystkie 10 dronów wystrzelonych przez Ukrainę.
Pułkownik armii austriackiej Markus Reisner powiedział w wywiadzie dla Berliner Zeitung, że kompleks wojskowo-przemysłowy Ukrainy został poważnie uszkodzony podczas wojny, a Ukraina w zasadzie polegała na wsparciu Zachodu, zwłaszcza w kwestiach amunicji.

### 15 kwietnia
W ocenie ISW siły rosyjskie dokonały potwierdzonych postępów w pobliżu Siewierska (na północny wschód od Bachmutu), Awdijiwki i na zachód od Doniecka w ramach ciągłych walk pozycyjnych na całej linii frontu.
Sztab Ukrainy oświadczył, że kontynuowano utrzymywanie przyczółku w obwodzie chersońskim na lewym brzegu Dniepru, gdzie odparto pięć ataków. Rosja atakowała w kierunkach Łymanu, Bachmutu, Awdijiwki, Nowopawłowska i Zaporoża, gdzie doszło do 104 starć. W ciągu doby wojska rosyjskie przeprowadziły 16 ataków rakietowych, 31 nalotów i 79 ostrzałów na pozycje ukraińskie i obszary zaludnione (odnotowano ofiary wśród cywilów oraz zniszczoną infrastrukturę). Ponad 110 miejscowości w dziewięciu obwodach znalazło się pod ostrzałem artyleryjskim. Lotnictwo ukraińskie dokonało 13 nalotów na miejsca koncentracji, dwóch na kompleksy rakiet przeciwlotniczych i jednego na punkt kontrolny, z kolei artyleria uderzyła w dwie jednostki artylerii, cztery obszary koncentracji i cztery stacje kontroli dronów. Rzecznik SG Ukrainy Andrij Kowalow podał, że w ciągu ostatniego tygodnia na froncie doszło do ponad 480 starć bojowych, w tym większość na kierunkach bachmuckim i nowopawłowskim, gdzie odparto ponad 300 ataków. Ponadto Rosjanie przeprowadzili 88 ataków rakietowych, ponad 680 nalotów i ponad 740 ataków z wyrzutni rakiet na pozycje ukraińskie i obiekty infrastruktury cywilnej. Ukraińska Służba Graniczna przechwyciła rosyjską grupę dywersyjną próbującą przedostać się do obwodu sumskiego.
Gubernator Wadim Fiłaszkin poinformował, że cztery osoby zginęły w wyniku rosyjskiego ostrzału w Siewiersku w obwodzie donieckim. Ponadto podał, że w wyniku ostrzału w Oczeretyne zginęła jedna osoba, a dwie zostały ranne oraz zostały uszkodzone dwa wieżowce. Gubernator Ołeh Siniehubow oświadczył, że siły rosyjskie uderzyły w placówkę oświatową w wiosce Łukianci w obwodzie charkowskim za pomocą bomby lotniczej, zabijając dwie osoby i raniąc co najmniej cztery kolejne.
Ukraińskie media, powołując się na źródła wywiadu wojskowego, podały, że ok. 12 czasu lokalnego siły ukraińskie przeprowadziły atak rakietowy na rosyjskie stanowisko dowodzenia na okupowanym Krymie. Grupa partyzancka „Atesh” poinformowała, że zostało zaatakowano dowództwo 810 Gwardyjskiej Samodzielnej Brygady Piechoty Morskiej w Sewastopolu.
Rząd Holandii przeznaczył dodatkowo 4,4 mld euro na wsparcie wojskowe i humanitarne dla Ukrainy w latach 2024–2026. Ministerstwo Obrony Ukrainy oświadczyło, że w specjalnym spotkaniu „koalicji dronów” Ukraina poinformowała partnerów o sytuacji na polu bitwy i pilnej konieczności odparcia wrogich ataków. Wśród nich Kanada ogłosiła, że latem 2024 roku rozpocznie transfer na Ukrainę 450 wielozadaniowych dronów SkyRanger, a Litwa przeznaczy trzy miliony euro na produkcję dronów FPV. Holandia potwierdziła także zamiar zakontraktowania partii dronów RQ-35 Heidrun za 200 mln euro we współpracy z Danią i Niemcami, a same Niemcy przekażą Ukraine drony rozpoznawcze Vector 211. Minister Przemysłu Strategicznego Ołeksandr Kamyszin powiedział, że tegoroczny budżet obronny Ukrainy wynoszący 40 miliardów dolarów obejmował 6 miliardów dolarów na zakup broni. Ukraińskie media, w tym Ukraińska prawda i Militarnyi potwierdziły, że ukraińscy żołnierze zaczęli używać na linii frontu ukraińskiej wersji rosyjskich dronów Łancet.
MAEA ostrzegła, że zamknięta Zaporoska Elektrownia Jądrowa była „niebezpiecznie blisko” awarii nuklearnej z powodu ataków dronów. Stały Przedstawiciel Ukrainy przy ONZ Serhij Kislitsja powiedział Radzie Bezpieczeństwa ONZ, że ataki dronów na elektrownię jądrową w Zaporożu w dniach 7 i 9 kwietnia 2024 roku były częścią operacji fałszywej flagi zorganizowanej przez Rosję. Ukraińskie państwowe przedsiębiorstwo Energoatom oświadczyło, że rozpoczęło budowę reaktorów nr. 5 i 6 w Chmielnickiej Elektrowni Jądrowej z wykorzystaniem technologii amerykańskiej, co pomoże zapobiec masowym przestojom w dostawie prądu w przypadku rosyjskiego ataku. Szef Energoatamu Petro Kotin dodał, że po wybudowaniu bloków nr. 5 i 6 oraz uruchomieniu bloków nr. 3 i 4, moc wytwórcza Chmielnickiej Elektrowni Jądrowej przewyższy moc Zaporoskiej Elektrowni Jądrowej.

### 16 kwietnia
Rzecznik Zgrupowania „Chortycja” Nazar Wołoszyn stwierdził, że jeśli siły rosyjskie zajmą Czasiw Jar, umożliwi im to rozpoczęcie ofensyw na inne miasta obwodu donieckiego, w tym Konstantynówkę, Drużkiwkę, Kramatorsk i Słowiańsk, które staną się ostatnimi bastionami Ukrainy w obwodzie donieckim. Wołoszyn dodał, że Czasiw Jar jest „dominującym wzniesieniem w regionie, a jego kontrola umożliwi rosyjskim najeźdźcom” przedostanie się do innych miast obwodu. Według ISW siły rosyjskie na wschodniej Ukrainie wykorzystywały mniejsze grupy szturmowe, które według doniesień borykały się z problemem niskiego morale, jednak jest mało prawdopodobne, aby rosyjskie ataki osiągnęły kulminację w najbliższej perspektywie. Tymczasem wojska rosyjskie poczyniły potwierdzone postępy w pobliżu Bachmutu, Awdijiwki, Doniecka i w zachodnim obwodzie zaporoskim w ramach ciągłych walk pozycyjnych na całej linii frontu.
SG Ukrainy podał, że kontynuowano utrzymywanie przyczółku w obwodzie chersońskim na lewym brzegu Dniepru, gdzie odparto pięć ataków. Rosja atakowała w kierunkach Łymanu, Bachmutu, Awdijiwki, Nowopawłowska i Zaporoża, gdzie doszło do 68 starć. W ciągu dnia wojska rosyjskie przeprowadziły dwa ataki rakietowe, 64 naloty i 75 ostrzałów na pozycje ukraińskie i obszary zaludnione (odnotowano ofiary wśród cywilów oraz zniszczoną infrastrukturę). Ponad 110 miejscowości w dziewięciu obwodach znalazło się pod ostrzałem artyleryjskim. Lotnictwo ukraińskie dokonało sześciu nalotów na miejsca koncentracji i dwóch na punkty kontrolne, z kolei artyleria uderzyła w obszar koncentracji.
Siły Powietrzne Ukrainy podały, że w nocy siły rosyjskie zaatakowały Ukrainę za pomocą dziewięciu dronów Shahed 136/131 wystrzelonych z Krymu. Mobilne grupy ogniowe zestrzeliły wszystkie drony nad obwodami chersońskim, mikołajowskim, chmielnickim, połtawskim, czerkaskim i dniepropetrowskim. Gubernator Ołeksandr Prokudin poinformował, że wojska rosyjskie uderzyły bombą lotniczą w budynek mieszkalny w mieście Berysław, w wyniku czego 15 osób zostało rannych.
Służba Bezpieczeństwa Ukrainy ogłosiła, że za pomocą siedmiu dronów zniszczono rosyjski zmodernizowany system radarowy Niebo-SWU w obwodzie briańskim. Wywiad ukraiński podał, że w godzinach nocnych pożar podstacji w Briańsku spowodował odcięcie prądu w kilku obiektach wojskowych i przemysłowych jednocześnie. W wyniku zniszczenia transformatora bez zasilania pozostały m.in. jednostka wojskowa nr. 33149 (29 Brygada Kolejowa), 111 Zakład Wojskowy (przedsiębiorstwo budowy maszyn) i 192 Centralne Zakłady Wojskowe (dostawca sprzętu kolejowego).
Według OSW wojska rosyjskie wznowiły ataki na północ od Awdijiwki, wychodząc na obrzeża wsi Nowokałynowe i oskrzydlając ją od wschodu, a także podchodząc pod Oczeretyne, stanowiące jeden z punktów nowej linii ukraińskiej obrony. Postępując w kierunku Oczeretynego, jednostki rosyjskie wyszły na flankę przeciwnika we wsi Berdyczi, której północna część wciąż pozostawała pod kontrolą Ukraińców. Przesunęły się także na zachód od Awdijiwki, wypierając Ukraińców z ostatnich pozycji w Perwomajśkem, o którą walki trwały od lata 2022 roku, oraz ze środkowej części Semeniwki na zachodnim brzegu rzeki Durna. Do nieznacznych zmian na korzyść Rosjan doszło w południowej części Krasnohoriwki i na południe od Wełykiej Nowosiłki. Do intensyfikacji starć, choć bez znaczących zmian pozycji obu stron, doszło w Robotynem na południe od Orichiwa. Ponadto ukraińskie dowództwo w Kijowie zaprzeczyło oddaniu kontroli nad Bohdaniwką i rozpoczęciu walk we wschodniej części Czasiw Jaru.
Duńskie Ministerstwo Obrony ogłosiło nowy pakiet pomocy wojskowej dla Ukrainy o wartości 313 milionów dolarów, którego część została przeznaczona na produkcję broni w Czechach. Ukraina ogłosiła, że testuje „bezzałogowy okręt podwodny”, który może być wyposażony w głowicę bojową, funkcje i czujniki stealth, przewozić do 10 nurków, przenosić sześć torped lub rakiet i osiągać wytrzymałość 54h/1000 km, przy prędkości pod wodą do 50 km/h.
Prezydent Wołodymyr Zełenski podpisał poprawioną ustawę mobilizacyjną w celu uzupełnienia wyczerpanych sił. Wszyscy mężczyźni w wieku od 18 do 60 lat muszą zaktualizować swoje dane osobowe w biurze poborowym lub za pośrednictwem kont internetowych. Ustawa zniosła pobór do wojska i zamiast niego wprowadziła podstawowe szkolenie wojskowe (pięć miesięcy w czasie pokoju i trzy miesiące w czasie wojny), aby uniknąć przypadków wysyłania na front nieprzygotowanych ludzi jako „mięsa armatniego”. Zełenski stwierdził także, że bez amerykańskiej pomocy wojskowej o wartości 61 miliardów dolarów, nad którym wówczas dyskutowano się w Kongresie USA, Ukraina nie będzie miała szans na wygranie wojny z Rosją. Według niego pomoc ta miała kluczowe znaczenie dla dalszego skutecznego oporu wobec atakujących Rosjan. Ponadto Zełenski powiedział w wywiadzie, że Rosja ma 10 razy więcej wystrzelonych pocisków artyleryjskich i 30 razy więcej samolotów, wobec czego Ukraina musi dogonić liczbę rosyjskich pocisków artyleryjskich, aby w pełni chronić kontrolowane terytorium. 
Monitor Praw Człowieka ukraińskiego parlamentu stwierdził, że prawie 37 tys. obywateli Ukrainy uznano za zaginionych, w tym dzieci, ludność cywilną i personel wojskowy. Ukraina zweryfikowała także ok. 1700 osób bezprawnie przetrzymywanych przez Rosję, z których jedynie 147 zostało sprowadzonych do domu. Odnotowano także ponad 19 500 deportowanych lub wysiedlonych dzieci oraz 388 dzieci uratowanych z rosyjskiej niewoli.

### 17 kwietnia
W opinii ISW wojska rosyjskie poczyniły potwierdzone postępy w pobliżu Awdijiwki i Doniecka w ramach ciągłych walk pozycyjnych na całej linii frontu.
Sztab Ukrainy podał, że kontynuowano utrzymywanie przyczółku w obwodzie chersońskim na lewym brzegu Dniepru, gdzie odparto trzy ataki. Rosja atakowała w kierunkach Kupiańska, Łymanu, Bachmutu, Awdijiwki, Nowopawłowska i Zaporoża, gdzie doszło do 87 starć. W ciągu dnia wojska rosyjskie przeprowadziły cztery ataki rakietowe, 57 nalotów i 89 ostrzałów na pozycje ukraińskie i obszary zaludnione (odnotowano ofiary wśród cywilów oraz zniszczoną infrastrukturę). Ponad 120 miejscowości w dziewięciu obwodach znalazło się pod ostrzałem artyleryjskim. Lotnictwo ukraińskie dokonało ośmiu nalotów na miejsca koncentracji, z kolei artyleria uderzyła w skład amunicji.
Ok. 9:00 czasu lokalnego siły rosyjskie przeprowadziły atak rakietowy na 8-piętrowy budynek mieszkalny w Czernihowie, w wyniku czego zginęło co najmniej 18 osób, w tym 25-letnia policjantka, a co najmniej 78 zostało rannych, w tym czworo dzieci. Według władz lokalnych w kierunku centrum miasta wystrzelono trzy rakiety Iskander. Oprócz trafionego budynku, uszkodzone zostały cztery wieżowce, szpital, uczelnia i dziesiątki samochodów.
Ukraina przyznała się do porannego (ok. 4:00) ataku na wojskową bazę lotniczą w Dżankoju na Krymie, gdzie stacjonowały rosyjskie helikoptery szturmowe. Zgłoszono sześć eksplozji. W lokalnych kanałach na Telegramie pojawiły się nagrania przedstawiające pożar, który objął duży obszar. Według kanału „Crimean Wind” satelita VIIRS/Suomi NPP zarejestrowała sześć pożarów na lotnisku i w jego pobliżu. Według rosyjskich blogerów wojennych i źródeł ukraińskich użyto 12 rakiet ATACMS z amunicję kasetową, które z dużym prawdopodobieństwem wystrzelono z obwodu chersońskiego. Atak przeprowadzono w dwóch falach; podczas pierwszego uderzenia użyto siedmiu rakiet, a w drugim – co najmniej pięciu. Część pocisków uszkodziła sprzęt stojący na lotnisku, a część uszkodziła jeden z budynków. Według doniesień zniszczeniu uległy trzy wyrzutnie i radar systemu S-400. Blogerzy wojenni poinformowali, że w ataku zginęło 30 osób, a 80 zostało rannych. Dzień później wywiad ukraiński potwierdził, że przeprowadzono atak na lotnisko na okupowanym Krymie, niszcząc cztery wyrzutnie S-400, trzy stacje radarowe, centrum kontroli obrony powietrznej i sprzęt nadzoru przestrzeni powietrznej Fundament-M.
Ukraińskie media podały, że ukraiński wywiad uderzył za pomocą dronów w system radarowy w rosyjskiej Republice Mordowii oraz w fabrykę produkującą samoloty bombowe Tu-22M i Tu-160M w Tatarstanie. Rosyjskie Ministerstwo Obrony poinformowało, że nad dwoma republikami zestrzelono dwa ukraińskie drony. Wywiad ogłosił także, że helikopter Mi-8 został zniszczony na lotnisku Kryazh w rosyjskim mieście Samara. Według władz lokalnych rosyjska obrona przeciwlotnicza zniszczyła wieczorem 20 ukraińskich dronów i dwie rakiety balistyczne nad obwodem biełgorodzkim.
Rząd Kanady ogłosił, że przeznaczy w budżecie ok. 1,16 miliarda dolarów na pomoc wojskową dla Ukrainy w ciągu najbliższych pięciu lat. Premier Mark Rutte powiedział na szczycie przywódców Unii Europejskiej w Brukseli, że Holandia zamierza kupić systemy obrony powietrznej Patriot od krajów, które je posiadają, a następnie przekazać je Ukrainie. Ponadto Bank Światowy odbył spotkanie, aby omówić sposoby wsparcia Ukrainy. Podczas spotkania prezydent Zełenski stwierdził, że Rosja musi zapłacić „bolesną cenę” za wojnę na Ukrainie, wskazując, że zamrożone rosyjskie aktywa powinny zostać wykorzystane do pomocy Ukrainie w walce z Rosją.
Spiker Izby Reprezentantów Mike Johnson powiedział, że nawet jeśli twardogłowi kongresmeni republikańscy nadal będą wywierać naciski, 20 kwietnia odbędzie się przyspieszone głosowanie nad szeregiem ustaw o pomocy zagranicznej na łączną kwotę 950 dolarów dla Izraela, Ukrainy i Tajwanu. Prezydent Joe Biden powiedział, że zdecydowanie poprze decyzję Johnsona o głosowaniu nad projektem ustawy o zapewnieniu pomocy zagranicznej Ukrainie, Izraelowi i innym partnerom.

### 18 kwietnia

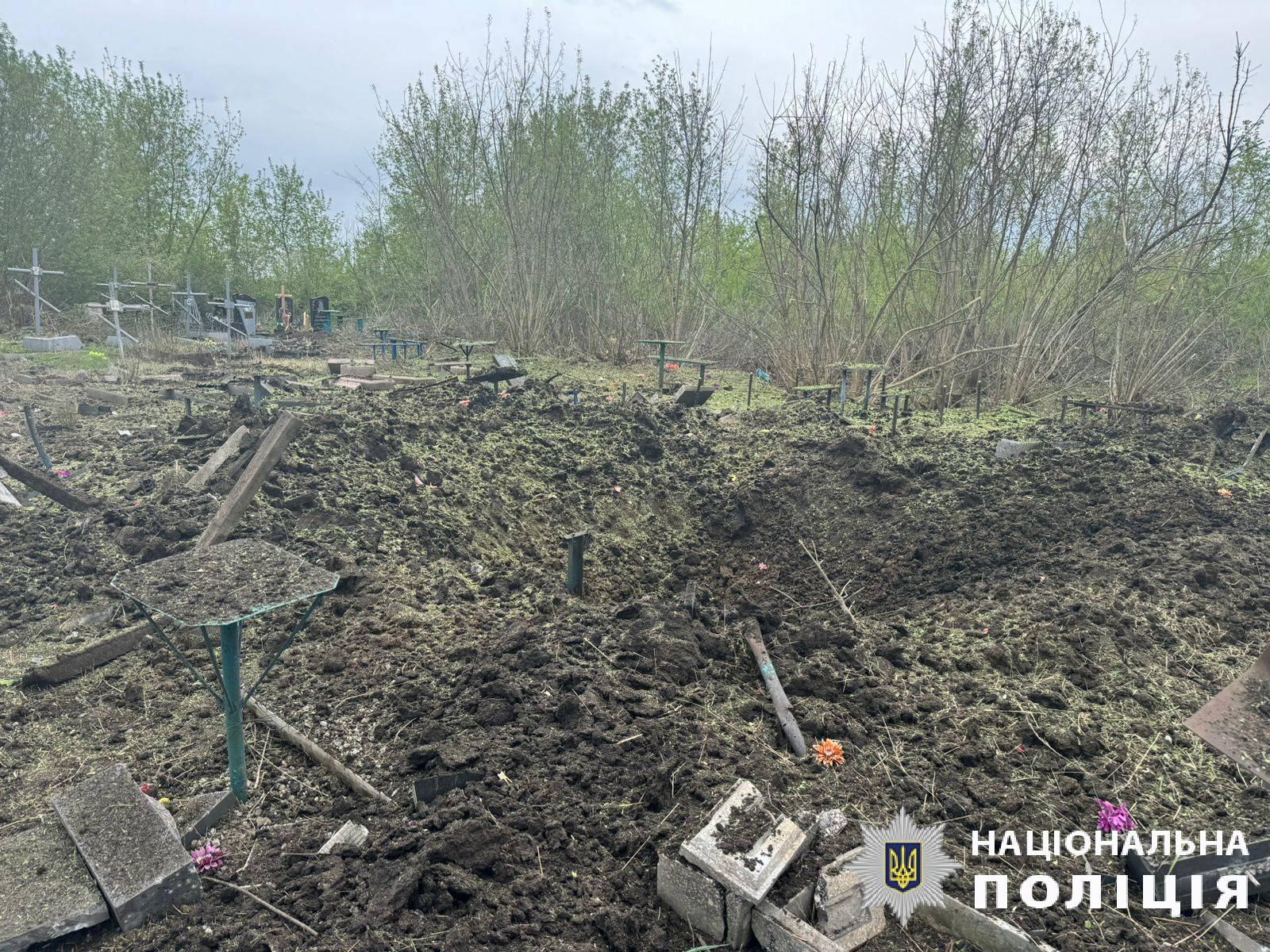
Cmentarz w Wołczańsku po rosyjskim bombardowaniu.

Wojska rosyjskie prowadziły działania ofensywne mające na celu zajęcie Czasiw Jaru w obwodzie donieckim, jednak ponosili straty. Armia ukraińska schwytała kilku zagranicznych najemników z Nepalu i Sri Lanki. W opinii ISW siły rosyjskie poczyniły potwierdzone postępy w pobliżu Awdijiwki i Doniecka w ramach walk pozycyjnych na całej linii frontu.
Ukraiński SG oświadczył, że kontynuowano utrzymywanie przyczółku w obwodzie chersońskim na lewym brzegu Dniepru, gdzie odparto 11 ataków. Rosja atakowała w kierunkach Łymanu, Bachmutu, Awdijiwki, Nowopawłowska i Zaporoża, gdzie doszło do 86 starć. W ciągu 24h wojska rosyjskie przeprowadziły 11 ataków rakietowych, 78 nalotów i 82 ostrzały na pozycje ukraińskie i obszary zaludnione (odnotowano ofiary wśród cywilów oraz zniszczoną infrastrukturę). 120 miejscowości w dziewięciu obwodach znalazło się pod ostrzałem artyleryjskim. Lotnictwo ukraińskie dokonało dziewięciu nalotów na miejsca koncentracji.
W nocy Rosjanie zaatakowali Ukrainę za pomocą 13 dronów Shahed 136/131, wystrzelonych z Primorsko-Achtarska i Krymu. Wszystkie drony zostały zestrzelone przez ukraińską obronę przeciwlotniczą i mobilne grupy ogniowe w obwodach chersońskim, dniepropetrowskim, winnickim, połtawskim, chmielnickim, tarnopolskim i iwanofrankiwskim. Podczas ataku rosyjskich dronów na obwód iwanofrankiwski zaatakowano obiekty infrastruktury krytycznej. Dwie osoby zginęły, a trzy zostały ranne w oddzielnych rosyjskich atakach na Sełydowe i Oczeretyne w obwodzie donieckim. MAEA podała, że otrzymała raport o próbie ataku dronem na ośrodek szkoleniowy Zaporoskiej Elektrowni Jądrowej o 10:35, jednak nie odnotowano ofiar ani szkód.
Rosyjskie Ministerstwo Rosji stwierdziło, że nad obwodami biełgorodzkim, rostowskim i woroneskim zniszczono ok. 50 obiektów, w tym drony, dwie rakiety Toczka-U oraz pięć małych ukraińskich balonów wyposażonych w GPS i przewożących materiały wybuchowe.
Minister Przemysłu Strategicznego Ołeksandr Kamyszin ogłosił, że Dania stała się pierwszym krajem, który zakupił broń dla SZ Ukrainy od ukraińskiego producenta uzbrojenia w ramach pakietu pomocy wojskowej, dodając, że: „Decyzja ta była niezwykle ważna zarówno dla Sił Zbrojnych Ukrainy, jak i dla ukraińskiej gospodarki. Zdolności produkcyjne naszego przemysłu obronnego znacznie przekraczają siłę nabywczą budżetu państwa”. Szef polityki zagranicznej Unii Europejskiej Josep Borrell wezwał państwa członkowskie do wysłania systemów antyrakietowych na Ukrainę. Kanclerz Olaf Scholz stwierdził, że oprócz kolejnego systemu Patriot, który Niemcy obiecały dostarczyć Ukrainie, Berlin ciężko pracuje nad znalezieniem kolejnych sześciu systemów Patriot w krajach NATO. Niemiecka firma Quantum-Systems ogłosiła, że otworzy drugą fabrykę na Ukrainie i w ciągu najbliższych dwóch lat planuje zainwestować do sześciu milionów euro w nową produkcję.
Z kolei szef wywiadu ukraińskiego generał Kyryło Budanow w wywiadzie The Washington Post stwierdził, że Rosja rozpocznie wielką ofensywę w czerwcu br., aby spróbować zdobyć cały Donbas. Aby pokrzyżować te plany, wywiad zamierza przeprowadzić więcej ataków transgranicznych z wykorzystaniem rosyjskich ochotników oraz stosować więcej dronów do uderzeń poza linią frontu w celu zmniejszenia rosyjskiego potencjału, w tym przemysłu zbrojeniowego, krytycznych obiektów wojskowych, lotnisk, stanowisk dowodzenia i kontroli.
Według doniesień, po otrzymaniu informacji od władz ukraińskich, polscy śledczy aresztowali obywatela Polski, mężczyznę o imieniu Paweł K., pod zarzutem szpiegostwa na rzecz Rosji w ramach spisku mającego na celu zamach na prezydenta Zełenskiego podczas jego wizyty w Polsce. Miał on zbierać informacje na temat lotniska Rzeszów-Jasionka, będącego głównym węzłem zachodnich dostaw sprzętu wojskowego na Ukrainę.

### 19 kwietnia
Według ISW szef MSZ Rosji Siergiej Ławrow zasygnalizował zamiar zajęcia Charkowa w ramach przyszłej rosyjskiej operacji ofensywnej. Ukraińskie zdolności obrony powietrznej pozostawały ograniczone i degradowane, umożliwiając rosyjskim samolotom swobodne operowanie w niektórych krytycznych obszarach frontu. Tymczasem wojska rosyjskie dokonały potwierdzonych postępów w pobliżu Bachmutu, Awdijiwki i Doniecka. Ukraina podała także, że siła pancerne rosyjskiego Południowego Zgrupowania Sił spadły „znacznie” do 650 czołgów, w tym uszkodzonych lub w inny sposób wyłączonych z użytku, a łączna liczba rozmieszczonych wozów bojowych wyniosła „nie więcej niż” 1850 pojazdów.
Sztab Ukrainy podał, że kontynuowano utrzymywanie przyczółku w obwodzie chersońskim na lewym brzegu Dniepru, gdzie odparto siedem ataków. Rosja atakowała w kierunkach Łymanu, Bachmutu, Awdijiwki, Nowopawłowska i Zaporoża, gdzie doszło do 102 starć. W ciągu doby wojska rosyjskie przeprowadziły 29 ataków rakietowych, 67 nalotów i 67 ostrzałów na pozycje ukraińskie i obszary zaludnione (odnotowano ofiary wśród cywilów oraz zniszczoną infrastrukturę). Ponad 120 miejscowości w dziewięciu obwodach znalazło się pod ostrzałem artyleryjskim. Lotnictwo ukraińskie dokonało sześciu nalotów na miejsca koncentracji i jednego na punkt kontrolny.
Rosja przeprowadziła kolejny atak powietrzny na Ukrainę, w tym na obwód dniepropetrowski (Dniepr, Krzywy Róg i Pawłohrad) i port w Odessie. Ogółem Rosjanie wystrzelili 14 dronów Shahed 136/131 (z Primorsko-Achtarska i Kurska) oraz 22 pociski, w tym dwie rakiety manewrujące Ch-101/Ch-555 (wystrzelone z Tu-95MS z rejonu Riazania), 12 rakiet manewrujących Ch-59/Ch-69 (z Kurska i z Morza Azowskiego), sześć rakiet Ch-22 (z bombowców Tu-22M3 znad Morza Czarnego i Azowskiego), dwie rakiety balistyczne Iskander-K (z Krymu). Według Sił Powietrznych Ukrainy zniszczono 29 obiektów, w tym wszystkie drony, dwie rakiety Ch-101/Ch-555, 11 pocisków Ch-59/Ch-69 oraz dwa Ch-22, które przechwycono za pomocą systemu Patriot, po raz pierwszy od początku inwazji. Co no najmniej osiem osób, w tym troje dzieci, zginęło, a co najmniej 35 kolejnych zostało rannych w rosyjskich atakach rakietowych w obwodzie dniepropetrowskim, głównie w Dnieprze i Synelnykowem. Według władz lokalnych w Dnieprze zniszczono 10 domów prywatnych oraz uszkodzono dwa obiekty infrastruktury, w tym dworzec kolejowy oraz wieżowiec w centrum miasta i cztery budynki mieszkalne. W rejonie Krzywego Rogu uszkodzony został obiekt infrastruktury, a w wyniku ostrzału miasta trzy osoby zostały ranne. Dwie osoby zginęły w oddzielnych atakach w obwodzie mikołajowskim (Kucurub) i chersońskim (Chersoń).
Po ataku rakietowym na Ukrainę rosyjski bombowiec strategiczny dalekiego zasięgu Tu-22M3 rozbił się w Kraju Stawropolskim podczas powrotu do bazy. Gubernator regionu Władimir Władimirow potwierdził katastrofę samolotu, dodając, że pilotom udało się katapultować. Rzecznik wywiadu ukraińskiego Andrij Jusow stwierdził, że była to zaplanowana operacja Sił Powietrznych i wywiadu Ukrainy, dodając, że może mieć to wpływ „na poprawę sytuacji w obwodzie odeskim w zakresie ryzyka ataków rakietowych”. Szef wywiadu ukraińskiego generał Kyryło Budanow podał, że siły ukraińskie zestrzeliły samolot z odległości 308 km przy użyciu rakiety S-200. Ministerstwo Obrony Rosji podało, że bombowiec rozbił się podczas powrotu na lotnisko wojskowe w Stawropolu po zakończeniu misji bojowej. Z samolotu katapultowało się czterech członków załogi, w tym trzech zabitych zostało znalezionych przez zespół poszukiwawczo-ratowniczy. Według wstępnych danych przyczyną wypadku była „awaria techniczna”.
Gubernator Wiaczesław Gładkow poinformował, że rosyjska obrona przeciwlotnicza przechwyciła 25 obiektów nad południowym obwodem biełgorodzkim. Głównym celem był Biełgorod, jednak nikt nie został ranny. Uszkodzonych zostało kilka domów prywatnych i innych budynków, z kolei mały pożar magazynu został szybko ugaszony. Wieczorem we wsi Wygoniczi w obwodzie briańskim dron uderzył w lokalną podstację energetyczną, w wyniku czego wybuchł pożar.
Izba Reprezentantów Stanów Zjednoczonych przegłosowała proceduralnie i przyjęła ustawę o pomocy zagranicznej o wartości 94 miliardów dolarów przy 316 głosach za i 94 głosach przeciw, z czego 60 miliardów dolarów zostanie przekazane Ukrainie, w tym 20%, czyli 12 miliardów dolarów, trafi na Ukrainę w formie pożyczki, natomiast reszta zostanie wykorzystywana do produkcji sprzętu wojskowego dla armii ukraińskiej w Stanach Zjednoczonych. Minister obrony Kajsa Ollongren powiedziała, że Holandia przeznaczyła ok. 210 milionów dolarów na szybką dostawę amunicji przeciwlotniczej i artyleryjskiej na Ukrainę. Kraje NATO odbyły nadzwyczajne spotkanie z Ukrainą i obiecały jej dodatkowe systemy obrony powietrznej. Były prezydent i kandydat na prezydenta USA Donald Trump wezwał Europę do większej pomocy finansowej dla Ukrainy.
Dyrektor CIA William J. Burns powiedział, że zatwierdzenie pomocy dla Ukrainy jest pilne, aby zapobiec możliwym stratom w wojnie z Rosją. Dzięki pomocy wojskowej Ukraina będzie mogła kontynuować działania w 2024 roku, kwestionując ostatnie postępy Rosji i próbując powstrzymać letnią rosyjską ofensywę. Stwierdził jednak, że bez tej pomocy istnieje znaczne ryzyko porażki Ukrainy do końca 2024 roku, a „obraz tego jest o wiele bardziej tragiczny”. Sekretarz stanu USA Antony Blinken, na konferencji po spotkaniu ministrów spraw zagranicznych krajów G7, powiedział, że Chiny były głównym dostawcą kluczowych komponentów dla rosyjskiej wojny przeciwko Ukrainie.
Rosyjskie media podały, że obywatel amerykański i mieszkaniec obwodu donieckiego, Russell Bentley, który walczył po stronie prorosyjskich separatystów podczas wojny w Donbasie, zginął w nieokreślonych okolicznościach po zaginięciu po ukraińskim ataku 8 kwietnia tego roku. Jego żona stwierdziła, że został porwany przez rosyjskich żołnierzy. Ponadto rosyjskie media podały, że korespondent wojenny dziennika Izwiestija, Siemion Jeremin, został zabity w wyniku ataku ukraińskiego drona po odwiedzeniu rosyjskiej jednostki w obwodzie zaporoskim.

### 20 kwietnia

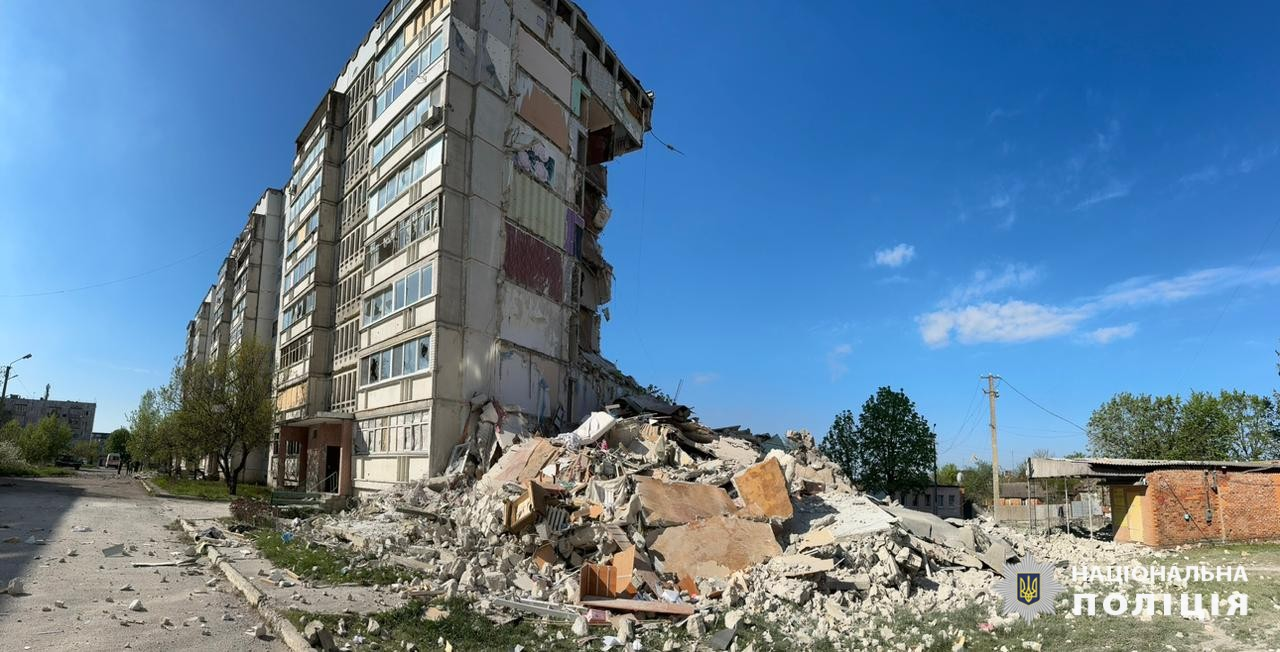
Budynek mieszkalny w Wołczańsku po rosyjskim bombardowaniu.

Brytyjskie Ministerstwo Obrony podało, że wojska rosyjskie, chcąc zdobyć Czasiw Jar, przeprowadzały intensywne bombardowania, co było powtórzeniem taktyki z walk o Awdijiwkę, jednak postępy rosyjskich sił lądowych były powolne. 14 kwietnia dowódca armii ukraińskiej generał Ołeksandr Syrski oświadczył, iż rosyjskie wojska planują zdobycie miasta do 9 maja. 18 kwietnia dowódca ukraińskiego Zgrupowania „Chortyca” stwierdził, że rosyjskie lotnictwo zrzucało 20–30 bomb dziennie, które były zrzucane przez samoloty Su-25 operujące blisko linii frontu oraz Su-34 operujące z dalszej odległości i używające bomb szybujących. Zdaniem Ministerstwa „były to skoordynowane bombardowana, będące powtórzeniem taktyki z kampanii o Awdijiwkę. Miasto Czasiw Jar jest mocno bronione i usytuowane na wzniesieniu. Rosyjskie siły lądowe dokonują jedynie powolnych postępów na tym obszarze”. W opinii ISW przez najbliższe tygodnie, zanim amerykańska pomoc dotrze na Ukrainę, sytuacja na froncie prawdopodobnie będzie się pogarszać. Zdaniem ekspertów Rosja może zintensyfikować swoje działania ofensywne na froncie oraz ataki rakietowe i dronowe, aby zmaksymalizować zyski przed tym, jak wojsko ukraińskie otrzyma nowy sprzęt i będzie mogło ustabilizować sytuację. Tymczasem siły rosyjskie poczyniły potwierdzone postępy w pobliżu Czasiw Jaru (na zachód od Bachmutu) i na północny zachód od Awdijiwki, a siły ukraińskie dokonały niedawno potwierdzonego postępu na południe od Kreminnej.
SG Ukrainy podał, że kontynuowano utrzymywanie przyczółku w obwodzie chersońskim na lewym brzegu Dniepru, gdzie odparto trzy ataki. Rosja atakowała w kierunkach Kupiańska, Łymanu, Bachmutu, Awdijiwki, Nowopawłowska i Zaporoża, gdzie doszło do 115 starć. W ciągu 24h wojska rosyjskie przeprowadziły 15 ataków rakietowych, 63 naloty i 109 ostrzałów na pozycje ukraińskie i obszary zaludnione (odnotowano ofiary wśród cywilów oraz zniszczoną infrastrukturę). Ponad 120 miejscowości w dziewięciu obwodach znalazło się pod ostrzałem artyleryjskim. Lotnictwo ukraińskie dokonało ośmiu nalotów na miejsca koncentracji, natomiast artyleria uderzyła w stanowisko dowodzenia, trzy obszary koncentracji, skład amunicji i system przeciwlotniczy.
Siły Powietrzne Ukrainy podały, że w nocy Rosjanie zaatakowali Ukrainę trzema rakietami balistycznymi Iskander-M, dwoma przeciwlotniczymi rakietami S-300/S-400 (z obwodu biełgorodzkiego) oraz dwoma rakietami manewrującymi Ch-59/Ch-69 (z Morza Czarnego), które zostały zestrzelone przez ukraińską obronę przeciwlotniczą. Zniszczono także trzy drony rozpoznawcze, w tym dwa Orłan-10 i jeden Supercam, na kierunku południowym. Prokuratura Okręgowa podała, że nad Rosja zaatakowała budynek mieszkalny w Wołczańsku w obwodzie charkowskim, zabijając dwóch mężczyzn i raniąc kolejne dwie osoby. Gubernator Serhij Łysak poinformował, że wojska rosyjskie zaatakowały rejon dniprowski w obwodzie dniepropetrowskim, zabijając 54-letniego mężczyznę, który zginął podczas naprawy samochodu w pobliżu miejsca ataku. Gubernator Ołeh Kiper powiedział, że po południu wojska rosyjskie przeprowadziły atak rakietowy na dzielnicę mieszkalną w Odessie, raniąc co najmniej ośmiu cywilów, w tym dwoje dzieci. Ukraińska obrona przeciwlotnicza zestrzeliła trzy rakiety Ch-59. W wyniku spadających szczątków doszło do pożaru w sektorze prywatnym, gdzie został zniszczony dom, a kolejne siedem uszkodzonych oraz gazociąg.
Siły ukraińskie przyznały się do ataków na rosyjską infrastrukturę energetyczną, w ramach których wybuchły pożary w trzech podstacjach elektrycznych w obwodach smoleńskim, kałuskim i briańskim. Zbiornik paliwa należący do Łukoila w rejonie kardymowski w obwodzie smoleńskim został podpalony przez spadające szczątki drona. Rosyjskie Ministerstwo Obrony podało, że zniszczono ok. 50 dronów nad wspomnianymi obwodami, a także w obwodach riazańskim, tulskim, moskiewskim, kurskim i biełgorodzkim, gdzie w nocy według gubernatora Wiaczesława Gładkowa zginęły co najmniej dwie osoby we wsi Poroz. Według brytyjskiego wywiadu wojskowego Rosja straciła co najmniej 100 samolotów wojskowych od rozpoczęcia wojny w lutym 2022 roku.
Izba Reprezentantów USA ostatecznie przyjęła projekt ustawy mający zapewnić Ukrainie pomoc w wysokości 60,8 mld dolarów do końca września 2025 roku. Za przyjęciem dokumentu głosowało 310 kongresmanów, przy 112 głosach „przeciw”. Następnie musi zostać uchwalony przez Senat i podpisany przez prezydenta Joe Bidena. Pakiet pomocowy przewiduje przeznaczenie dla Ukrainy 13,8 mld dolarów na zakup broni i sprzętu, kolejne 13,4 mld na wymianę i naprawę przekazanej już broni, a także na szkolenie ukraińskiej armii. Kolejne 23,2 miliarda dolarów zostanie przeznaczone na uzupełnienie towarów i usług obronnych dostarczonych Ukrainie; środki te trafią do amerykańskiego przemysłu obronnego, głównie w celu zawarcia długoterminowych kontraktów, które pozwolą na ponowne uruchomienie amerykańskiego przemysłu zbrojeniowego. Ponadto Izba Reprezentantów przyjęła „Ustawę o Pokoju poprzez Siłę w XXI wieku” (H.R.8038) większością 366 głosów „za” i 58 głosów „przeciw”, która obejmuje upoważnienie władz wykonawczych do przejęcia i przeniesienia rosyjskiego suwerennego majątku zamrożonego w USA na Ukrainę, aby pomóc jej w walce i odbudowie.

### 21 kwietnia
Ministerstwo Obrony Rosji oświadczyło, że wojska rosyjskiego Południowego Zgrupowania Sił zajęły Bohdaniwkę, 3 km od Czasiw Jaru. Ukraińskie Dowództwo „Południe” podało, że armia ukraińska skutecznie odparła trzy ataki rosyjskie na Staromajorśke, jeden atak na Robotyne i trzy ataki na Krynki na lewym brzegu Dniepru. Rzecznicy ukraińskiego Zgrupowania „Chortyca” i 26 Brygady Artylerii, Nazar Wołoszyn i Ołeh Kałasznikow, stwierdzili że armia ukraińska kontrolowała sytuację w mieście Czasiw Jar, jednak Rosjanie kontynuowali ataki; „Czasiw Jar pozostaje niezmienny. Wróg wywiera nacisk na kierunek Bachmutu, w tym na Czasiw Jar. Sytuacja jest w pełni pod kontrolą, w mieście nie ma żadnego wroga”. Rosyjskie grupy szturmowe przybywały za pomocą BWP, przeprowadzając ataki wspierane przez drony i artylerię, jednak „w ostatnim czasie szczególnie kłopotliwe stało się lotnictwo, bombardując bombami FAB i KAB zarówno infrastrukturę cywilną, jak i pozycje obronne”. Kałasznikow dodał, że: „Dziś się tam bronimy. Nie powiedziałbym, że wróg osiągnął jakieś znaczące zyski. A jeśli spojrzymy na nasze linie obronne jako całość, tam, gdzie to możliwe, wzmacniamy je. I wzmacniamy je stale i dość znacząco”. 
Według ISW wojska rosyjskie zrobiły postępy w pobliżu Kreminnej i Awdijiwki oraz na granicy obwodu donieckiego i zaporoskiego. Rosjanie wkroczyli do wioski Oczeretyne. Ponadto Rosjanie zwiększyli wykorzystanie na linii frontu małych, lekkich pojazdów terenowych. Ukraiński obserwator wojskowy Kostiantyn Maszowiec stwierdził, że rosyjskie Centralne Zgrupowanie Sił, działające w kierunku Pokrowska i Torećka (na północny zachód i wschód od Awdijiwki), liczyło ponad 86 tys. żołnierzy, 280 czołgów, 760 pojazdów opancerzonych oraz ok. 1100 systemów artylerii.
Ukraiński Sztab poinformował, że kontynuowano utrzymywanie przyczółku w obwodzie chersońskim na lewym brzegu Dniepru, gdzie odparto cztery ataki. Rosja atakowała w kierunkach Łymanu, Bachmutu, Awdijiwki, Nowopawłowska i Zaporoża, gdzie doszło do 85 starć. W ciągu dnia wojska rosyjskie przeprowadziły cztery ataki rakietowe, 45 nalotów i 71 ostrzałów na pozycje ukraińskie i obszary zaludnione (odnotowano ofiary wśród cywilów oraz zniszczoną infrastrukturę). Ponad 100 miejscowości w dziewięciu obwodach znalazło się pod ostrzałem artyleryjskim. Lotnictwo ukraińskie dokonało dziewięciu nalotów na miejsca koncentracji, natomiast artyleria uderzyła w obszar koncentracji i punkt kontrolny. 
Rzecznik Marynarki Wojennej Ukrainy Dmytro Pletenczuk powiedział, że w porcie w okupowanym Sewastopolu trafiono w 110-letni okręt ratowniczy „Kommuna”, w wyniku czego został uszkodzony. Nagrania w mediach społecznościowych pokazywały płonący statek. Wcześniej prorosyjski gubernator Michaił Razwożajew oświadczył, że przechwycono rakietę przeciwokrętową Neptun, a jej „fragmenty spowodowały niewielki pożar, który szybko ugaszono”.
Administracja wojskowa obwodu donieckiego  podała, że o 8:30 wojska rosyjskie zaatakowały Sełydowe, zabijając co najmniej jednego cywila i raniąc czterech kolejnych. Gubernator Serhij Łysak powiedział, że armia rosyjska osiem razy zaatakowała rejon nikopolski w obwodzie dniepropetrowskim. Rosjanie przeprowadzili trzy ataki artyleryjskie i pięć ataków dronów na hromady nikopolską, pokrowską, marganiecką i czerwonogrigoriwską; jedna osoba została ciężko ranna. Gubernator Ołeh Kiper podał, że po południu siły rosyjskie uderzyły rakietą balistyczną w obiekt transportowo-logistyczny w obwodzie odeskim, w wyniku czego cztery osoby zostały ranne. Według Kipera fala uderzeniowa i fragmenty rakiety uszkodziły domy prywatne, a w jednym z nich zawalił się strop.
Agencja Yonhap, powołując się na Ministerstwo Planowania i Finansów Korei Południowej, podała, że minister finansów Korei Choi Sang-mok i minister finansów Ukrainy Serhij Marczenko podpisali w Waszyngtonie umowę ramową mającą na celu udzielenie Ukrainie preferencyjnych długoterminowych pożyczek o wartości 2,1 miliarda dolarów.
W kwietniu 2024 roku minister spraw zagranicznych Siergiej Ławrow stwierdził, że Charków odgrywa „ważną rolę” w planie prezydenta Władimira Putina dotyczącym utworzenia strefy zdemilitaryzowanej na Ukrainie. Miało to na celu ochronę rosyjskich miejscowości granicznych przed ukraińskimi kontratakami. Według Ławrowa Putin dał do zrozumienia, że linię frontu należy przesunąć odpowiednio daleko w głąb Ukrainy. Ponadto podkreślił swoje poparcie dla roszczeń Rosji do sprawowania władzy nad Ukrainą, stwierdzając, że co najwyżej przyszłość zachodniej Ukrainy jest niejasna, w przeciwnym razie powstanie Ukraina „prawdziwie rosyjska, która chce być częścią rosyjskiego świata, która mówi po rosyjsku”. Zdaniem Ławrowa o niczym innym nie ma mowy.

### 22 kwietnia

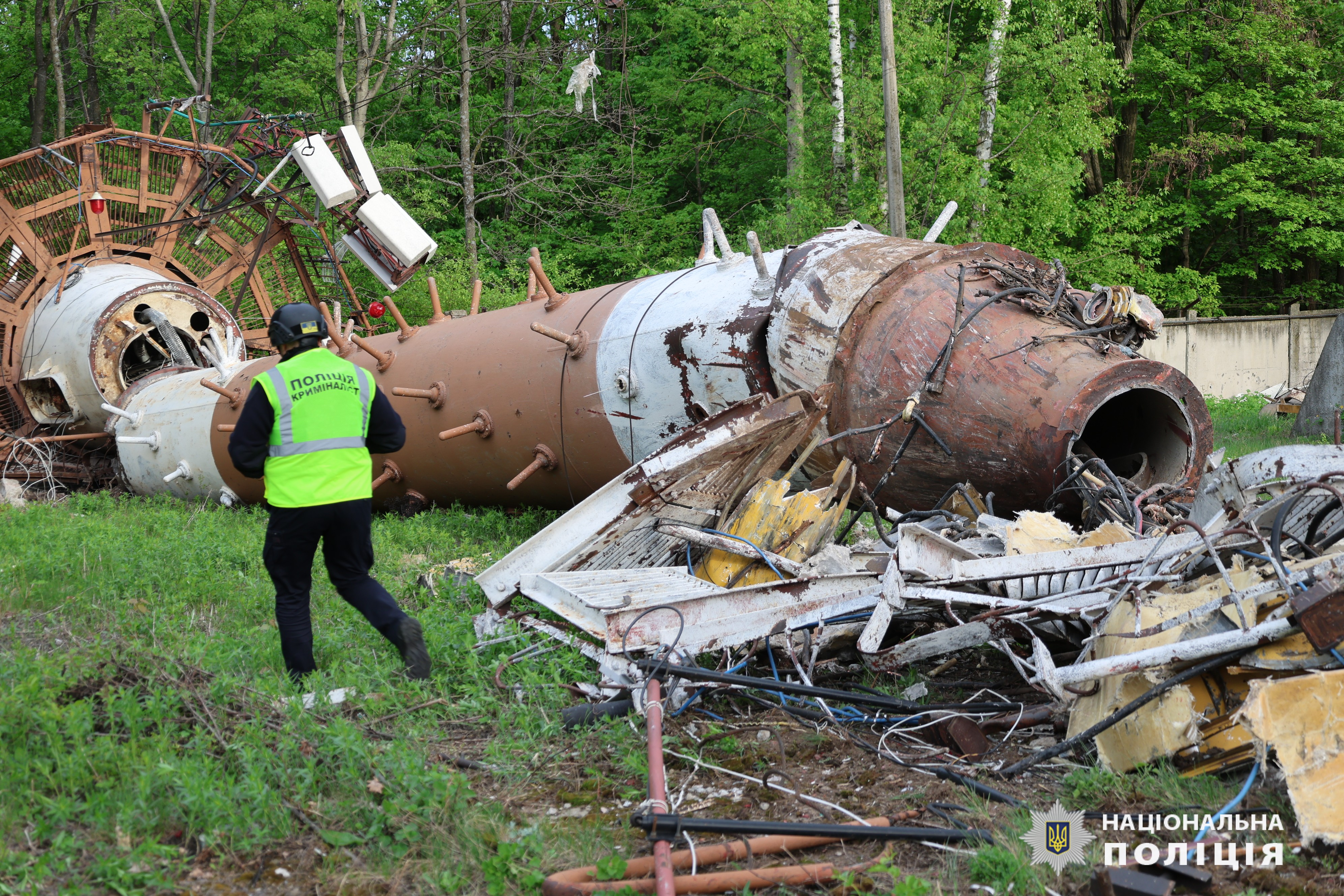
Wieża telewizyjna w Charkowie po rosyjskim uderzeniu rakietą Ch-59.

Ministerstwo Obrony Rosji podało, że wojska rosyjskie zajęły wieś Nowomychajliwka w obwodzie donieckim, 20 km od Wuhłedaru oraz poprawiły swoją sytuację taktyczną na linii frontu. Rzecznik 79 Samodzielnej Brygady Desantowo-Szturmoweja Jarosław Czepurnyj powiedział, że sytuacja w Nowomychajłowce w obwodzie donieckim jest „napięta, ale pod kontrolą”. Rzecznik ukraińskiego Zgrupowania „Chortyca” Nazar Wołoszyn powiedział, że wojska rosyjskie kontynuowały ofensywę na Czasiw Jar. Rosjanie skoncentrowali 20–25 tys. żołnierzy, aby szturmować miasto i okoliczne wsie. Szef wywiadu ukraińskiego generał Kyryło Budanow stwierdził, że w połowie maja sytuacja na froncie może stać się trudna, ale nie katastrofalna. 
W ocenie ISW celem sił rosyjskich było dokonanie szerokiej penetracji linii ukraińskich na północny zachód od Awdijiwki, ale ich zdolność do tego prawdopodobnie zostanie ograniczona przez przybycie amerykańskiej i innej zachodniej pomocy na linię frontu. Tymczasem siły rosyjskie poczyniły potwierdzone postępy w pobliżu Czasiw Jaru, Awdijiwki i Doniecka oraz na granicy obwodu donieckiego zaporoskiego. Brytyjskie MON podało, że zdobycie kontroli nad mającą niewielkie znaczenie strategiczne Nowomychajliwką, co zajęło rosyjskim siłom 73 dni i wymagało dużego nakładu sił, pokazuje ich powolne, ale stopniowe postępy. Dodano, że miejscowość ma ograniczone znaczenie strategiczne, lecz leży na drogach do kolejnych osad, które rozciągają się po obu stronach rzeki Suchi Jały w południowym obwodzie donieckim. Ukraińska 79 Samodzielna Brygada Desantowo-Szturmowa przekazała, że Rosjanie w czasie 6-miesięcznych walk użyli 30 tys. żołnierzy i stracili 300 szt. uzbrojenia. Następnie na tym odcinku frontu wojska rosyjskie „będą prawdopodobnie dążyć do postępów w kierunku Konstantynówki, leżącej 2 km na zachód od Nowomychajliwki. Dalsze postępy na północ od Wuhłedaru mogą ostatecznie pozwolić na ominięcie umocnień Wuhłedaru. Te umocnienia spowodowały wyjątkowo wysoką liczbę ofiar wśród rosyjskich sił lądowych”.
SG Ukrainy podał, że kontynuowano utrzymywanie przyczółku w obwodzie chersońskim na lewym brzegu Dniepru, gdzie odparto siedem ataków. Rosja atakowała w kierunkach Łymanu, Bachmutu, Awdijiwki, Nowopawłowska i Zaporoża, gdzie doszło do 86 starć. W ciągu 24h wojska rosyjskie przeprowadziły sześć ataków rakietowych, 77 nalotów i 100 ostrzałów na pozycje ukraińskie i obszary zaludnione (odnotowano ofiary wśród cywilów oraz zniszczoną infrastrukturę). Ponad 100 miejscowości w dziewięciu obwodach znalazło się pod ostrzałem artyleryjskim. Lotnictwo ukraińskie dokonało 16 nalotów na miejsca koncentracji i dwóch na przeciwlotnicze kompleksy rakietowe, natomiast artyleria uderzyła w stanowisko dowodzenia, dwa systemy przeciwlotnicze i obszar koncentracji. 
W nocy terytorium Ukrainy zostało zaatakowane przez siedem rosyjskich dronów Shahed 136/131 z Krymu oraz trzy przeciwlotnicze rakiety S-300/S-400 z okupowanego obwodu donieckiego. Ukraińska obrona przeciwlotnicza zestrzeliła 5 z 7 dronów oraz jednego drona rozpoznawczego Orłan-10. Pozostałe drony uderzyły w teren farmy w obwodzie odeskim, gdzie uszkodzone zostały budynki magazynowe i maszyny rolnicze. Gubernator Ołeh Siniehubow poinformował, że ok. 16:35 czasu lokalnego w mieście doszło do ataku rakietowego na infrastrukturę telewizyjną i słychać było eksplozje. Siły rosyjskie uderzyły pociskiem Ch-59 w 240-metrową wieżę telewizyjną w Charkowie, powodując zawalenie się górnej połowy masztu.
Prezydent Wołodymyr Zełenski powiedział, że odbył telekonferencję z prezydentem USA Joe Bidenem, który stwierdził, że planuje podpisać ustawę pomocową o wartości ponad 60 miliardów dolarów, gdy tylko Senat ją zatwierdzi. Ponadto Zełenski oświadczył, że Ukraina i Stany Zjednoczone są bliskie sfinalizowania porozumienia na dostawę systemów rakietowych MGM-140 ATACMS. Premier Jonas Gahr Støre powiedział, że Norwegia przekaże Ukrainie pomoc w formie dużych darowizn finansowych w celu poprawy jej obrony powietrznej. Premier Donald Tusk oświadczył, że w związku z brakiem odpowiednich rezerw Polska nie dostarczy Ukrainie systemów Patriot, lecz zapewni inne formy pomocy w obronie przeciwlotniczej. Szwedzki minister obrony Pål Jonson powiedział, że nie wyklucza dostarczenia Ukrainie systemów Patriot, jednak wówczas skupiał się na wkładzie finansowym, w tym na możliwości dostarczenia większej liczby mobilnych systemów obrony powietrznej RBS 70. Dziennik Bild podał, że pierwotnie niemiecki rząd planował dostarczyć na Ukrainę do 400 pojazdów MRAP, jednak dostawa została opóźniona z nieoczekiwanych powodów. Ponadto dzięki zbiórce społecznościowej 50 tys. prywatnych obywateli Słowacji w ciągu tygodnia zebrano 3 071 405 euro, aby wesprzeć czeską inicjatywę zakupu amunicji artyleryjskiej dla Ukrainy. Z kolei greckie media Pronews podały, że USA udzieliły Grecji nieujawnionych gwarancji i zapewniły pomoc, jeśli główny wróg geopolityczny, Turcja, będzie grozić Grecji w zamian za dostarczenie Ukrainie systemów Patriot. Grecki rząd jest gotowy zapewnić Ukrainie co najmniej 1 do 2 systemów Patriot.
Brytyjski wywiad poinformował, że rosyjski ustawodawca Dmitrij Sablin utworzył nową rezerwową jednostkę wojskową dronów o nazwie „Bars Kaskad”, aby umożliwić VIP-om służbę na Ukrainie przy zmniejszonym ryzyku „walki na linii frontu”.

### 23 kwietnia
Rzecznik ukraińskiego Zgrupowania „Chortyca” Nazar Wołoszyn powiedział, że armia rosyjska używałs broni chemicznej, w tym „całego arsenału broni, w tym trucizn”, w celu ataku na pozycje ukraińskie i próby zajęcia Oczeretynego w obwodzie donieckim, dodając, że sytuacja była „trudna”. W ocenie ISW Rosjanie zamierzali zintensyfikować działania ofensywne i uderzenia na Ukrainę, aby spowodować maksymalne zniszczenia infrastruktury i wsparcia logistycznego sił ukraińskich przed przybyciem pomocy ze Stanów Zjednoczonych. Tymczasem siły ukraińskie zrobiły postępy w pobliżu Czasiw Jaru (na zachód od Bachmutu), a wojska rosyjskie posunęły się w pobliżu Doniecka.
Sztab Ukrainy oświadczył, że kontynuowano utrzymywanie przyczółku w obwodzie chersońskim na lewym brzegu Dniepru, gdzie odparto trzy ataki w rejonie Krynek. Rosja atakowała w kierunkach Kupiańska, Łymanu, Bachmutu, Awdijiwki, Nowopawłowska i Zaporoża, gdzie doszło do 101 starć. W ciągu 24h wojska rosyjskie przeprowadziły pięć ataków rakietowych, 77 nalotów i 76 ostrzałów na pozycje ukraińskie i obszary zaludnione. Ponad 120 miejscowości w dziewięciu obwodach znalazło się pod ostrzałem artyleryjskim. Lotnictwo ukraińskie dokonało 17 nalotów na miejsca koncentracji i jednego na kompleks rakiet przeciwlotniczych, natomiast artyleria uderzyła w stację kontroli dronów, trzy obszary koncentracji i systemy obrony przeciwlotniczej.
W nocy Rosjanie zaatakowali terytorium Ukrainy dwoma rakietami balistycznymi Iskander-M (z obwodu biełgorodzkiego) i 16 dronami Shahed 136/131 (z Krymu i obwodu kurskiego). Ukraińska obrona przeciwlotnicza i mobilne grupy ogniowe zniszczyły 15 dronów w obwodzie mikołajowskim, odeskim, kijowskim i czerkaskim. Według doniesień ukraińskiego wojska dziewięć osób zostało rannych w nocnym ataku dronów Shahed 136 na dzielnicę mieszkaniową portowego miasta Odessa. Gubernator Ołeh Kiper oświadczył, że: „Czwórka z nich to dzieci – 12 i 9 lat, a także dwoje dzieci, które nie ukończyły nawet roku”. Podczas ataku uszkodzonych lub zniszczonych zostało 58 mieszkań w 22 budynkach. Nad ranem Rosjanie zrzucili kierowaną bombę lotniczą UMPB D-30 SM na Konstantynówkę w obwodzie donieckim, w wyniku czego pięć osób zostało rannych. Uszkodzone zostały fasady domów prywatnych, samochód i linie energetyczne.
Według OSW Rosjanie kontynuowali ataki w Donbasie, głównie w okolicach Marjinki i Awdijiwki oraz na wschód od Czasiw Jaru. Najbardziej znaczący sukces osiągnęli w Oczeretynem, gdzie zajęli większą część miejscowości. Od zdobycia Awdijiwki oddziały rosyjskie przesunęły się na tym kierunku o ok. 8 km w głąb pozycji ukraińskich, atakując wzdłuż linii kolejowej Awdijiwka–Pokrowsk. Po kilkumiesięcznych walkach i przy ogromnych stratach Rosjanie opanowali także Nowomychajliwkę, położoną 7 km od linii rozgraniczenia z 2014 roku. Zdobycie Nowomychajliwki i Oczeretynego nie zmieniało w zasadniczy sposób sytuacji na froncie. Rosja utrzymywała niewielkie, ale stałe tempo natarcia, liczone maksymalnie w setkach metrów na dzień. Sprzyjał temu brak większych miejscowości z piętrową zabudową i zakładami przemysłowymi, o które Ukraińcy mogliby oprzeć obronę. Skuteczność obrony zależeć będzie od stopnia przygotowania fortyfikacji na kolejnych pozycjach, położonych przeważnie wśród pól, na niektórych odcinkach wzmocnionych jedynie przeszkodami wodnymi.
Premier Wielkiej Brytanii Rishi Sunak ogłosił nowy i do tej pory największy pakiet pomocy wojskowej dla Ukrainy, ostrzegając, że Władimir Putin „nie zatrzyma się na polskiej granicy”, jeśli Rosja wygra wojnę. Pakiet będzie obejmował 400 pojazdów (w tym 160 Husky TSV), ponad 1600 rakiet (w tym Storm Shadow), 4 miliony szt. amunicji strzeleckiej, 60 łodzi, a także dodatkowe 500 milionów funtów w ramach finansowania wojskowego. Senat Stanów Zjednoczonych przyjął ustawę o pomocy finansowej dla Ukrainy, wcześniej zatwierdzoną przez Izbę Reprezentantów większością 79 głosów „za” do 18 „przeciw”, przy trzech głosach wstrzymujących się. Za przyjęciem głosowało 46 Demokratów, 31 Republikanów i dwóch niezależnych, natomiast przeciw niemu było 15 senatorów Republikanów, dwóch Demokratów i jeden senator niezależny. W najbliższym czasie dokument powinien podpisać prezydent Joe Biden. Rzecznik Departamentu Obrony USA powiedział, że amerykańska pomoc wojskowa może dotrzeć na Ukrainę w ciągu kilku dni po podpisaniu ustawy przez prezydenta Bidena. W ramach wsparcia wojskowego Litwa przekazała armii ukraińskiej opancerzone wozy dowodzenia i sztabu M577. Podano także, że w tym roku przekazano już Ukrainie pomoc w wysokości 84 mln euro.
Szef MSZ Ukrainy Dmytro Kułeba zapowiedział podjęcie działań zachęcających pełnosprawnych ukraińskich mężczyzn mieszkających za granicą do powrotu do kraju. Zdaniem Kułeby powinno to także przywrócić sprawiedliwość wobec mężczyzn odbywających służbę wojskową. W międzyczasie Ministerstwo Spraw Zagranicznych Ukrainy zawiesiło świadczenie usług konsularnych Ukraińcom przebywającym za granicą, którzy kwalifikują się do służby wojskowej, z wyjątkiem osób powracających na Ukrainę. Ponadto premier Ukrainy Denys Szmyhal powiedział, że rząd przeznaczył dodatkowe ok. 202,3 mln dolarów na budowę fortyfikacji obronnych.
Rzecznik Ministerstwa Spraw Zagranicznych Wang Wenbing oświadczył, że stanowisko Chin w sprawie wojny na Ukrainie jest „uczciwe i obiektywne”, Chińska Republika Ludowa „aktywnie pracuje” nad negocjacjami pokojowymi i porozumieniem politycznym. Chiny odrzuciły także oskarżenia o wspieranie inwazji Rosji i obstawały przy legalności handlu z FR. Chińska Republika Ludowa zauważyła także, że rząd tego kraju zapewnia skuteczną kontrolę nad eksportem towarów wojskowych i towarów podwójnego zastosowania.

### 24 kwietnia

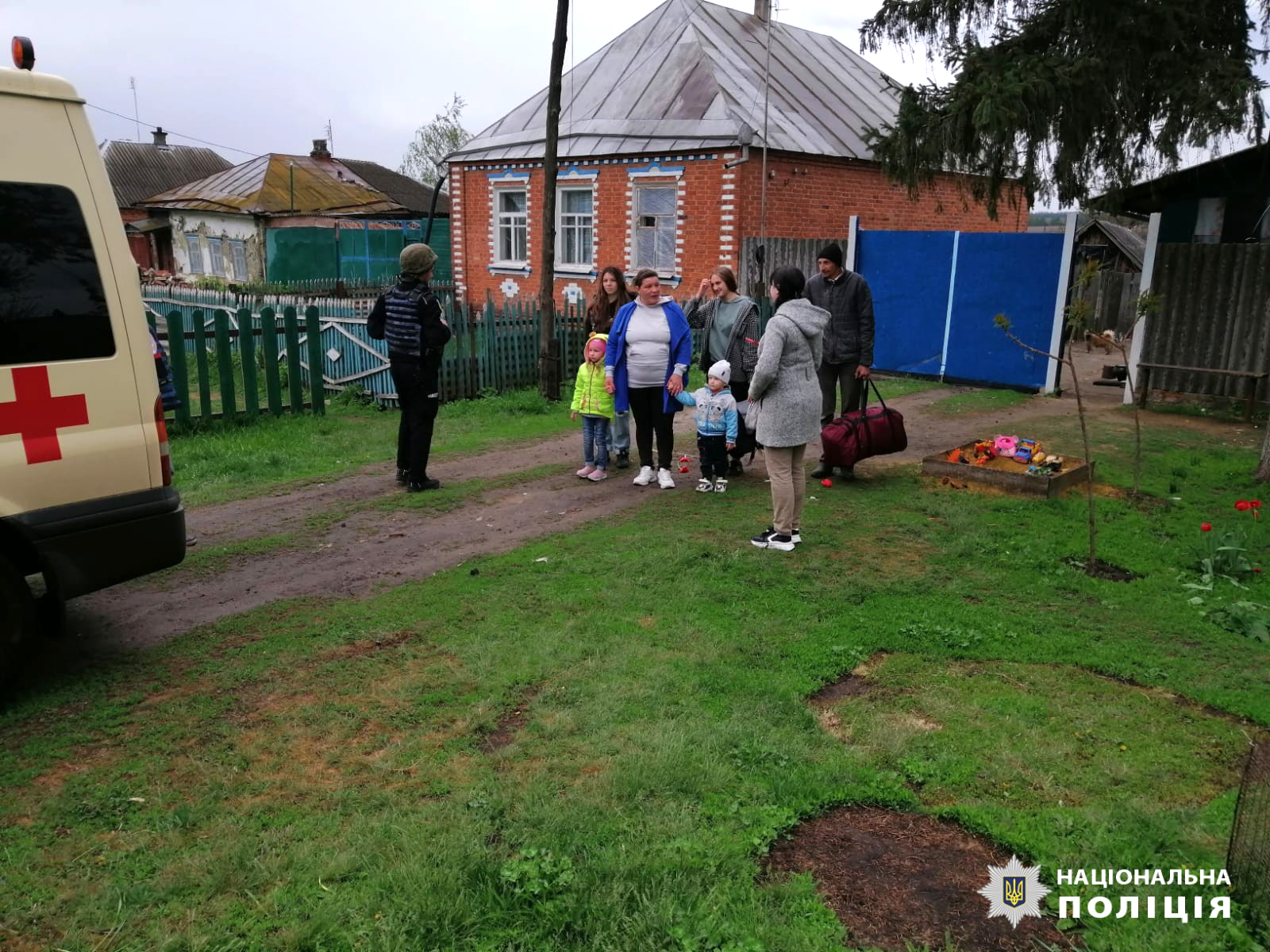
Ewakuacja mieszkańców wsi Iwaszki (obwód charkowski), położonej przy granicy z Rosją. W związku z ciągłym ostrzałem władze ogłosiły obowiązkową ewakuację wszystkich rodzin posiadających niepełnoletnie dzieci z szeregu zaludnionych miejscowości.

Według dziennika Forbes większość Oczeretyne zajęły siły rosyjskie. Według ISW wojska rosyjskie zrobiły nieznaczne postępy się w pobliżu Awdijiwki, Doniecka i Robotyne w ramach walk pozycyjnych na całej linii frontu.
Ukraiński SG poinformował, że kontynuowano utrzymywanie przyczółku w obwodzie chersońskim na lewym brzegu Dniepru, gdzie odparto cztery ataki. Rosja atakowała w kierunkach Kupiańska, Łymanu, Bachmutu, Awdijiwki, Nowopawłowska i Zaporoża, gdzie doszło do 104 starć. W ciągu doby wojska rosyjskie przeprowadziły 13 ataków rakietowych, 56 nalotów i 105 ostrzałów na pozycje ukraińskie i obszary zaludnione (odnotowano ofiary wśród cywilów i zniszczoną infrastrukturę). Ponad 110 miejscowości w dziewięciu obwodach znalazło się pod ostrzałem artyleryjskim. Lotnictwo ukraińskie dokonało 11 nalotów na miejsca koncentracji, natomiast artyleria uderzyła w kolejny obszar koncentracji.
O 6:58 armia rosyjska przeprowadziła ataki rakietowe na Odessę, atakując m.in. obiekty energetyczne. Część miasta została pozbawiona prądu. Według gubernator Ołeha Kipera jedna kobieta została ranna oraz zostało uszkodzonych 30 domów. Mer Charkowa Ihor Terechow powiedział, że wczesnym rankiem Rosja wystrzeliła rakiety S-300 w stronę miasta, uszkadzając cztery budynki mieszkalne i raniąc co najmniej dwóch cywilów.
Według doniesień obu stron, ukraińskie drony uderzyły i podpaliły składy paliwa w rejonach smoleńskim i jarcewskim w obwodzie smoleńskim, w których przechowywano 26 tys. m³ paliwa. Zdaniem SBU składy były wykorzystywane do zaopatrywania sił rosyjskich na Ukrainie. Dron uderzył także w Nowolipiecki Zakład Metalurgiczny, należący do rosyjskiej firmy NLMK w obwodzie lipieckim, jednak nie podano szczegółowych informacji na temat ofiar i wyrządzonych szkód, z kolei w obwodzie woroneskim uderzono w rafinerię ropy naftowej, powodując pożar. Ukraina potwierdziła także, że w zeszłym tygodniu przeprowadzono ataki za pomocą rakiet ATACMS (o zasięgu 300 km) na wojska rosyjskie w południowo-wschodniej Ukrainie i na lotnisko w Dżankoju na Krymie.
Prezydent Joe Biden podpisał ustawę o pomocy finansowej dla Ukrainy. Następnie Stany Zjednoczone zapowiedziały nowy pakiet pomocy wojskowej dla Ukrainy o wartości 1 miliarda dolarów, który obejmował m.in. amunicję do M142 HIMARS, pociski RIM-7 i AIM-9M, BWP M2 Bradley, pojazdy MRAP i HMMWV, wyrzutnie FIM-92 Stinger, pociski artyleryjskie 155 mm (w tym odłamkowo-burzące i uniwersalna, ulepszona amunicja konwencjonalna) i 105 mm, broń przeciwpancerną Javelin i AT-4 oraz pojazdy wsparcia logistycznego i transportu sprzętu. Prezydent Joe Biden powiedział, że w ciągu najbliższych godzin zostanie wysłana pierwsza partia pomocy dla Ukrainy w ramach nowo podpisanej ustawy o dodatkowym finansowaniu; „Dopilnuję, aby dostawy rozpoczęły się natychmiast. W ciągu najbliższych godzin zaczniemy wysyłać broń na Ukrainę. Będą to rakiety przeciwlotnicze, pociski artyleryjskie, amunicja do systemów rakietowych i pojazdy opancerzone”. Ukraina otrzymała kolejną transzę środków z Unii Europejskiej w wysokości 1,5 mld euro.
Rząd Ukrainy wydał dekret, na mocy którego zakazano wydawania dokumentów tożsamości i paszportów ukraińskim mężczyznom w wieku od 18 do 60 lat za granicą. Ukraińscy mężczyźni w wieku od 18 do 60 lat mogą uzyskać paszporty wyłącznie w urzędzie imigracyjnym na Ukrainie. Według danych Eurostatu w UE przebywało ok. 650 tys. ukraińskich mężczyzn w wieku poborowym, z czego według Federalnego Urzędu ds. Migracji i Uchodźców 200 tys. znajdowało się w Niemczech.

### 25 kwietnia
Rosjanie przedostali się do wsi Oczeretyne w obwodzie donieckim, na północny zachód od Awdijiwki, a sytuacja na tym odcinku frontu w dalszym ciągu komplikowała się dla armii ukraińskiej. Było to możliwe dzięki masowemu wykorzystywaniu przez Rosjan bomb kierowanych, których używali do niszczenia pozycji ukraińskich. Taki przełom zagrażał miastu Pokrowsk w zachodnim obwodzie donieckim. Brytyjskie MON podało, że ataki sił rosyjskich na zachód od Awdijiwki przyspieszyły w ostatnim tygodniu, dzięki czemu zdołały wbić się wąskim klinem w terytorium Ukrainy w celu natarcia na położoną 15 km dalej wieś Oczeretyne. Zdaniem Ministerstwa wojska rosyjskie, mimo ponoszenia ciężkich strat na tym obszarze, zdobyły kilka niewielkich miejscowości oraz będą w stanie ponawiać ataki na pozycje ukraińskie. Według ISW wojska rosyjskie stabilizowały swój mały wysunięty punkt na północny zachód od Awdijwki i mogli poczynić dalsze postępy taktyczne, które mogą spowodować wycofanie się sił ukraińskich z innych pozycji wzdłuż linii frontu na zachód od Awdijwki. Tymczasem siły ukraińskie poczyniły potwierdzone postępy w pobliżu Siewierska, a Rosjanie zrobili potwierdzone postępy w pobliżu Awdijiwki i na granicy obwodu donieckiego i zaporoskiego.
Sztab Ukrainy podał, że kontynuowano utrzymywanie przyczółku w obwodzie chersońskim na lewym brzegu Dniepru, gdzie odparto trzy ataki. Rosja atakowała w kierunkach Kupiańska, Łymanu, Bachmutu, Awdijiwki, Nowopawłowska i Zaporoża, gdzie doszło do 114 starć. W ciągu dnia wojska rosyjskie przeprowadziły cztery ataki rakietowe, 75 nalotów i 66 ostrzałów na pozycje ukraińskie i obszary zaludnione (odnotowano ofiary wśród cywilów i zniszczoną infrastrukturę). Ponad 110 miejscowości w dziewięciu obwodach znalazło się pod ostrzałem artyleryjskim. Lotnictwo ukraińskie dokonało ośmiu nalotów na miejsca koncentracji, dwóch na punkty kontrolne i trzech na przeciwlotnicze kompleksy rakietowe, natomiast artyleria uderzyła w stanowisku dowodzenia i obszar koncentracji.
Gubernator Wadim Fiłaszkin poinformował, że w rosyjskich atakach na Udachne i Kurachiwkę w obwodzie donieckim zginęły trzy osoby, a jedna została ranna. Wojska rosyjskie przeprowadziły ataki rakietowe na obwód czerkaski. W mieście Smiła uszkodzeniu uległa elektrownia i 47 budynków mieszkalnych. W wyniku ataku sześć osób zostało rannych. Po południu Rosjanie zaatakowali stację kolejową w mieście Bałaklija w obwodzie charkowskim. W wyniku ostrzału rannych zostało co najmniej 11 osób jadących pociągiem nr. 6407 „Charków–Izium”. Siły rosyjskie ostrzelały przedmieścia Chersonia, w wyniku czego zapalił się budynek mieszkalny. Na miejsce udali ratownicy, aby usunąć skutki ostrzału, jednak Rosja zastosowała taktykę „podwójnego ataku” i ponownie zaatakowała miejsce zdarzenia, raniąc dwie osoby i uszkadzając sprzęt służb ratowniczych. Kijowska Administracja Wojskowa podała, że w stolicy naprawiono ponad 1000 urządzeń elektrycznych uszkodzonych w wyniku rosyjskich ataków, czyli ok. 70% strat spowodowanych przez rosyjskie drony i rakiety.
Prorosyjscy urzędnicy stwierdzili, że w oddzielnych ukraińskich atakach w obwodach chersońskim i zaporoskim zginęły cztery osoby. W obwodzie zaporoskim ukraiński dron zaatakował cywilny samochód, w wyniku czego zginęły co najmniej dwie osoby, z kolei w obwodzie chersońskim Ukraina przeprowadziła atak dronem na Dniepriani, powodując pożar i śmierć co najmniej dwóch osób.
Ministerstwo Spraw Zagranicznych Danii ogłosiło, że duński parlament zgodził się na zwiększenie wsparcia wojskowego o 633 mln dolarów w ramach Duńskiego Funduszu na rzecz Ukrainy na rok 2024. Hiszpania zobowiązała się dostarczyć Ukrainie rakiety do systemu Patriot, jednakże poinformowała, że nie przekaże swojego systemu Patriot Ukrainie. Premier Kiriakos Mitsotakis powiedział, że Grecja również nie dostarczy Ukrainie systemów Patriot i S-300. Komisja Bezpieczeństwa szwajcarskiego parlamentu zatwierdziła propozycję wysłania pięciu miliardów franków szwajcarskich na pomoc dla Ukrainy. Z kolei minister obrony Niemiec Boris Pistorius powiedział, że Rosja produkowała więcej broni i sprzętu wojskowego, niż potrzeba do wojny na Ukrainie, i wówczas zapełniała swoje magazyny broni.
Polska i Litwa oświadczyły, że są gotowe pomóc władzom Ukrainy w repatriacji ukraińskich mężczyzn przebywających w tych krajach na Ukrainę w celu powołania ich do armii.
Prezydent Andrzej Duda poinformował, że zaprosił premiera Donalda Tuska do Pałacu Prezydenckiego w dniu 1 maja 2024 roku w celu omówienia m.in. kwestii rozmieszczenia broni nuklearnej w Polsce w ramach natowskiego programu Nuclear Sharing.

### 26 kwietnia
Sytuacja w froncie wschodnim była trudna dla sił ukraińskich. Armia rosyjska w dalszym ciągu posuwała się na północ od Awdijiwki i Krasnohoriwki, ale tymczasowo zamroziła ataki na Czasiw Jar ze względu na skoncentrowanie sił na południe od Bachmutu. Na południe od Iwaniwśkego miały miejsce lokalne kontrataki sił ukraińskich. Rzecznik ukraińskiego Zgrupowania „Chortyca” Nazar Wołoszyn powiedział, że wojska rosyjskie próbowały okrążyć Czasiw Jar przez Bohdaniwkę i Iwaniwśke. Według doniesień ukraińskich i rosyjskich obserwatorów wojennych, wojskom rosyjskim udało się przebić przez ukraińskie linie obronne w pobliżu Oczeretyne. Według informacji dziennika Der Spiegel przełom nastąpił, gdy miała miejsce rotacja jednostek armii ukraińskiej. W opinii ISW siły rosyjskie dokonały potwierdzonego postępu na północny zachód od Awdijiwki, a wojska ukraińskie we wschodnim obwodzie chersońskim.
SG Ukrainy poinformował, że kontynuowano utrzymywanie przyczółku w obwodzie chersońskim na lewym brzegu Dniepru, gdzie odparto cztery ataki. Rosja atakowała w kierunkach Kupiańska, Łymanu, Bachmutu, Awdijiwki, Nowopawłowska i Zaporoża, gdzie doszło do 94 starć. W ciągu dnia wojska rosyjskie przeprowadziły 12 ataków rakietowych, 76 nalotów i 83 ostrzałów na pozycje ukraińskie i obszary zaludnione (odnotowano ofiary wśród cywilów i zniszczoną infrastrukturę). Ponad 110 miejscowości w dziewięciu obwodach znalazło się pod ostrzałem artyleryjskim. Lotnictwo ukraińskie dokonało 14 nalotów na miejsca koncentracji, natomiast artyleria uderzyła w dwa obszary koncentracji, stację radiolokacyjną, skład amunicji, systemy przeciwlotnicze, stację walki radioelektronicznej oraz magazyn środków materialnych i technicznych.
Dwie osoby zginęły, a trzy zostały ranne w wyniku rosyjskiego ostrzału infrastruktury cywilnej w Białopolu w obwodzie sumskim. Dodatkowo uderzono w obiekt przemysłowy w Sumach. W wyniku ataku na Dergacze w obwodzie charkowskim doszło do pożaru w 2-piętrowym budynku; cztery osoby zostały ranne, w tym troje dzieci
Rosyjscy urzędnicy w obwodzie ługańskim stwierdzili, że w wyniku ukraińskiego ostrzału w Nowodrużeśku jedna osoba zginęła. Gubernatorzy obwodów kurskiego i briańskiego donosili także, że w oddzielnych ukraińskich atakach zginęły dwie osoby. Ukraińskie media podały, że wywiad ukraiński przeprowadził operację, w wyniku której na moskiewskim lotnisku Ostafiewo doszło do zniszczenia rosyjskiego śmigłowca Ka-32. Później opublikowano nagranie przedstawiające podpalenie rosyjskiego helikoptera. Ponadto wywiad ukraiński przeprowadził zakrojony na szeroką skalę cyberatak wymierzony w platformę internetową partii Jedna Rosja.
Stany Zjednoczone ogłosiły kolejny pakiet pomocy wojskowej dla Ukrainy o wartości 6 miliardów dolarów, który obejmował m.in. amunicję do MIM-104 Patriot, NASAMS i M142 HIMARS, sprzęt do integracji zachodnich wyrzutni, rakiet i radarów z systemami obrony powietrznej Ukrainy, pociski artyleryjskie 155 mm i 152 mm, precyzyjną amunicję lotniczą, systemy przeciwdronowe, radary wielozadaniowe i przeciwartyleryjskie, drony Switchblade i Puma oraz pojazdy taktyczne do holowania sprzętu. Sekretarz obrony USA Lloyd Austin nazwał go „największym pakietem pomocy w zakresie bezpieczeństwa, jaki do tej pory zadeklarowaliśmy”. Ministrowie obrony wielu krajów ogłosili plany pomocy Ukrainie na spotkaniu Grupy Kontaktowej ds. Obrony Ukrainy. Wśród nich minister obrony Bill Blair ogłosił, że Kanada przekaże 2,2 mln dolarów na krajową produkcję dronów na Ukrainie i ok. 9,5 mln dolarów na czeską inicjatywę zakupu amunicji dla Ukrainy. Minister obrony Ludivine Dedonder zapowiedziała, że Belgia przekaże 213 mln dolarów na kierowany przez Niemcy program obrony powietrznej oraz dostarczy rakiety Ukrainie. Estońskie Ministerstwo Obrony ogłosiło, że Estonia, w porozumieniu z Danią, dostarczyła Ukrainie dwie morskie łodzie patrolowe, co umożliwi jej zabezpieczenie ważnych linii morskich i ochronę jej wód. Ponadto w wywiadzie dla The Sunday Times minister obrony Wielkiej Brytanii Grant Shapps stwierdził, że Włochy dostarczyły Ukrainie rakiety Storm Shadow. Rząd włoski nie jednak potwierdził tej informacji.
Ukraina wycofała swoje czołgi M1A1 Abrams bezpośrednio ze służby na linii frontu po dwóch miesiącach akcji. Urzędnik Departamentu obrony USA powiedział, że wycofanie było spowodowane atakami rosyjskich dronów, które utrudniały czołgom manewrowanie niezauważonymi w terenie. Dzień później ukraińska 47 Brygada Zmechanizowana odrzuciła doniesienia, z których wynikało, że siły ukraińskie wycofały z frontu dostarczone przez USA czołgi Abrams, stwierdzając na Telegramie, że:  „Czołgi spisują się świetnie na polu bitwy i na pewno nie będziemy ukrywać przed wrogiem tego, co sprawia, że się ukrywają. Co więcej, nie pozostawimy naszej piechoty bez potężnego wsparcia ogniowego”.
Według eksperta wojskowego Markusa Reisnera zatwierdzona kilka dni wcześniej amerykańska pomoc wojskowa pomagala ukraińskiej armii jedynie w utrzymaniu linii frontu, ale nie w wyzwoleniu okupowanych terytoriów. Według Reisnera: „Aby przejść do ofensywy, Ukraina potrzebowałaby znacznie większego wsparcia, które nie jest uwzględnione w 60 miliardach dolarów”. 
Prezydent Wołodymyr Zełenski po ponad miesiącu sprawowania urzędu odwołał generała brygady Ołeksandra Jakowca ze stanowiska dowódcy Sił Wsparcia ukraińskiej armii i przeniósł go na szefa Państwowej Służby Specjalnej Transportu, zastępując na tym stanowisku Bohdana Bondara.
W internecie pojawiło się sześć zdjęć zrobionych gdzieś w Rosji, które najwyraźniej przedstawiały rozbity lekki samolot Swift 2 wyposażony w pojedynczą bombę OFAB-100-120 wraz z innym wyposażeniem pozwalającym mu stać się „zdalnie pilotowanym bombowcem”.

### 27 kwietnia
Rzecznik ukraińskiego Zgrupowania „Chortyca” Nazar Wołoszyn powiedział, że wojska rosyjskie próbowały zająć pozycje i zdobyć przyczółek we frontowej wsi Oczeretyne w obwodzie donieckim. W opinii ISW wojska rosyjskie mogą znacznie poszerzyć swoje zdobycze na froncie, chcąc wykorzystać fakt, że Ukraina nadal oczekiwała na dotarcie pomocy ze Stanów Zjednoczonych. Według ekspertów „przybycie pomocy z USA w najbliższych tygodniach pozwoli Ukraińcom rozwiązać bieżące braki materiałowe i ograniczyć postępy działań ofensywnych agresora, z kolei Rosjanie wydawali się intensyfikować swoje wysiłki, aby zdestabilizować obronę ukraińską i osiągnąć zdobycze terytorialne” przed jej dotarciem. Tempo rosyjskiej ofensywy było wówczas wyższe na kierunku Awdijwki niż w okolicach Czasiw Jaru, gdyż siły rosyjskie skupiały się na wykorzystaniu sytuacji taktycznej niesprzyjającej wojskom ukraińskim na północny zachód od Awdijwki. Tymczasem siły rosyjskie dokonały potwierdzonych postępów na północ od Awdijiwki i na zachód od Doniecka.
Ukraiński Sztab podał, że kontynuowano utrzymywanie przyczółku w obwodzie chersońskim na lewym brzegu Dniepru. Rosja atakowała w kierunkach Kupiańska, Łymanu, Bachmutu, Awdijiwki, Nowopawłowska i Zaporoża, gdzie doszło do 88 starć. W ciągu dnia wojska rosyjskie przeprowadziły 32 ataki rakietowe, 64 naloty i 60 ostrzałów na pozycje ukraińskie i obszary zaludnione (odnotowano ofiary wśród cywilów i zniszczoną infrastrukturę). Ponad 110 miejscowości w dziewięciu obwodach znalazło się pod ostrzałem artyleryjskim. Lotnictwo ukraińskie dokonało 16 nalotów na miejsca koncentracji, natomiast artyleria uderzyła w punkt kontrolny i dwie stacje radarowe.
Siły Powietrzne Ukrainy poinformowały, że w nocy Rosja przeprowadziła masowy atak rakietowy na Ukrainę, używając dziewięciu rakiet manewrujących Ch-101/Ch-555 (wystrzelonych z Tu-95MS), dziewięciu kierowanych rakiet lotniczych Ch-59/Ch-69 (z obwodu biełgorodzkiego i Morza Azowskiego), dwóch rakiet przeciwlotniczych S-300 (z obwodu biełgorodzkiego), czterech rakiet manewrujących Iskander-K (z Krymu), czterech rakiet hipersonicznych Kindżał (z samolotów MiG-31K z obwodów riazańskiego i tambowskiego) i ośmiu rakiet manewrujących Kalibr (z Morza Czarnego). Atak trwał ponad dwie godziny. Ukraińska obrona przeciwlotnicza zniszczyła 21 z 36 rosyjskich rakiet. W wyniku ataku poważnie uszkodzono cztery elektrownie cieplne DTEK w obwodach dniepropietrowskim, iwanofrinkowskim i lwowskim, powodując przerwy w dostawie prądu. Dwie osoby zostały ranne w Krzywym Rogu. Ukraina stwierdziła, że dwie rakiety S-300 trafiły w Regionalny Szpital Psychiatryczny w Charkowie, raniąc jedną osobę.
W godzinach nocnych Ukraina przeprowadziła atak dronów na Kraj Krasnodarski w Rosji, powodując pożary w rafineriach ropy naftowej w Ilskim i Sławiańsku nad Kubaniem; w tym 10 dronów zaatakowało rafinerię i wytwórnię bitumu „Słowiańsk-EKO” w Sławiańsku nad Kubaniem. Pojawiły się także doniesienia o atakach dronów na lotnisko Kuszczowskaja, gdzie zlokalizowano dziesiątki samolotów wojskowych, stację radarową i sprzęt walki elektronicznej. Rosyjskie Ministerstwo Obrony stwierdziło, że zestrzeliło 66 dronów nad Krajem Krasnodarskim i dwa nad okupowanym Krymem. Zgłoszono także uszkodzenie kolumny destylacyjnej rafinerii w Sławiańsku nad Kubaniem, co zmusiło ją do częściowego zawieszenia działalności. Wywiad ukraiński podał, że wraz z 15 Samodzielną Brygadą Rozpoznania Artylerii zaatakowano rosyjski radar Podlet-K1 używany do koordynowania systemów rakietowych S-300/S-400.
Podczas wizyty we Lwowie minister obrony Australii Richard Marles ogłosił pakiet pomocy wojskowej dla Ukrainy o wartości 65 mln dolarów, który obejmował drony, mobilne systemy przeciwlotnicze krótkiego zasięgu, precyzyjną amunicję lotniczą i inny „sprzęt o wysokim priorytecie”. Premier Alexander De Croo powiedział, że Belgia jeszcze w 2024 roku wyśle myśliwce F-16 na Ukrainę, stwierdzając, że „Sytuacja jest bardzo trudna, Ukraina potrzebuje pomocy natychmiast. W ten sposób robimy duży krok, pomagając Ukrainie bronić się przed coraz bardziej nasilającymi się rosyjskimi atakami”. Minister obrony Ludivine Dedonder poinformowała, że jeszcze przed końcem roku na Ukrainę trafią cztery myśliwce.
Minister sił zbrojnych Wielkiej Brytanii Leo Docherty oświadczył, że od rozpoczęcia inwazji na Ukrainę 24 lutego 2022 roku „ok. 450 tys. rosyjskich wojskowych zostało zabitych lub rannych, a dziesiątki tysięcy kolejnych zdezerterowało”, z kolei „liczba zabitych służących w rosyjskich prywatnych firmach wojskowych nie jest jasna”. Docherty odniósł się także do rosyjskich strat w sprzęcie, stwierdzając, że ponad 10 tys. pojazdów opancerzonych, w tym prawie 3 tys. czołgów, 109 samolotów, 136 śmigłowców, 346 dronów, 23 okręty wojenne wszystkich typów i ponad 1500 systemów artyleryjskich wszystkich typów zostało zniszczonych, porzuconych lub przejętych przez Ukrainę.

### 28 kwietnia

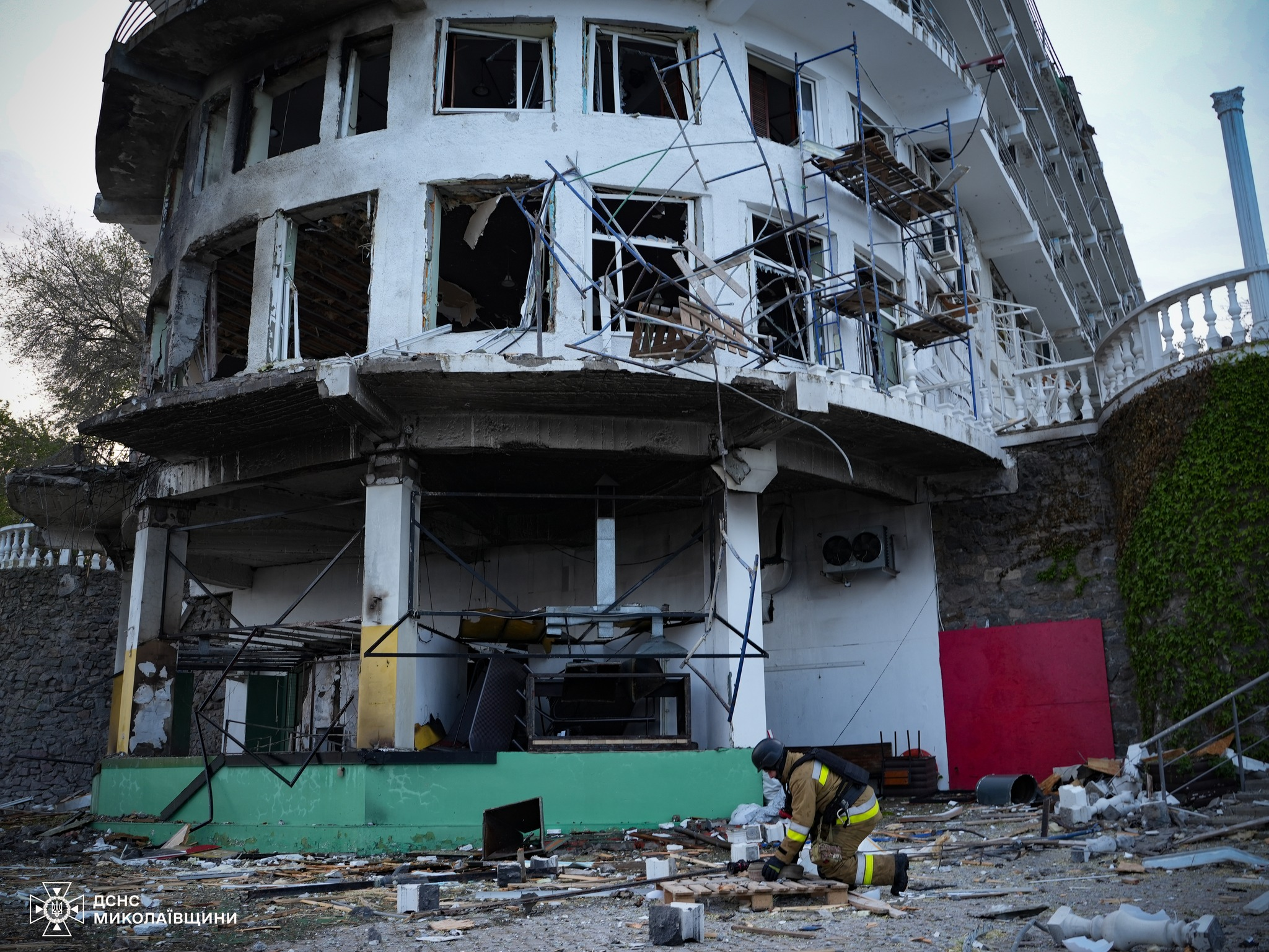
Hotel w Mikołajowie po nocnym rosyjskim ataku rakietowym.

Ministerstwo Obrony Rosji podało, że wojska rosyjskie zajęły wieś Nowobachmutiwka, 10 km na północ od Awdijiwki. Naczelny dowódca armii ukraińskiej generał Ołeksandr Syrski potwierdził, że siły ukraińskie wycofały się ze wsi Berdyczi, Semeniwka i Nowomychajliwka w obwodzie donieckim na lepiej przygotowane i chronione pozycje w celu ochrony personelu. Powiedział także, że siły ukraińskie odzyskały kontrolę nad wyspą Nestryha w delcie Dniepru w obwodzie chersońskim. ISW podało, że ukraińscy żołnierze doświadczyli „niekorzystnej sytuacji kadrowej w stosunku jeden do trzech na północny zachód od Awdijiwki”. Według analityków niedawne postępy rosyjskie na północny zachód od Awdijwki skłoniły Ukraińców do wycofania się z innych pozycji wzdłuż linii frontu na zachód od Awdijwki, chociaż nie ułatwiło to rosyjskich zdobyczy taktycznych. Było mało prawdopodobne, aby Rosjanie osiągnęli w najbliższej perspektywie głębszą, znaczącą operacyjnie penetrację tego obszaru. Kontynuacja rosyjskiej stabilizacji wysuniętego przyczółku stawiała rosyjskie dowództwo przed wyborem kontynuowania ataku na zachód w kierunku w Pokrowska lub próby skierowania się na północ w celu przeprowadzenia uzupełniających ofensyw z siłami rosyjskimi wokół Czasiw Jaru. Tymczasem siły rosyjskie zrobiły nieznaczne postępy w pobliżu Swatowego.
SG Ukrainy oświadczył, że kontynuowano utrzymywanie przyczółku w obwodzie chersońskim na lewym brzegu Dniepru, gdzie odparto pięć ataków. Rosja atakowała w kierunkach Kupiańska, Łymanu, Bachmutu, Awdijiwki, Nowopawłowska i Zaporoża, gdzie doszło do 131 starć. W ciągu 24h wojska rosyjskie przeprowadziły jeden atak rakietowy, 82 naloty i 108 ostrzałów na pozycje ukraińskie i obszary zaludnione (odnotowano ofiary wśród cywilów i zniszczoną infrastrukturę). Ponad 120 miejscowości w dziewięciu obwodach znalazło się pod ostrzałem artyleryjskim. Lotnictwo ukraińskie dokonało 13 nalotów na miejsca koncentracji, natomiast artyleria uderzyła w obszar koncentracji i punkt kontrolny.
Ukraińskie Siły Powietrzne poinformowały, że w nocy Rosja zaatakowała Ukrainę za pomocą dziewięciu dronów, w tym czterech dronów Shahed 136/131 (z Krymu) i pięciu dronów nieznanego typu (z okupowanego obwodu chersońskiego) oraz jednej rakiety S-300 (z obwodu biełgorodzkiego). Ukraińska obrona przeciwlotnicza zniszczyła wszystkie drony Shahed w obwodach kijowskim, winnickim, chmielnickim i kirowohradzkim oraz jeden dron nieokreślonego typu w obwodzie mikołajowskim. Gubernator Witalij Kim powiedział, że Mikołajów został zaatakowany przez drony, w wyniku czego lokalny hotel został „poważnie” uszkodzony i zapalił się. Ponadto w ataku uszkodzono infrastrukturę ciepłowniczą, samochody i inny hotel. W ciągu doby wojsko rosyjskie przeprowadziło ostrzał artyleryjski Stanisława w obwodzie chersońskim. Uszkodzony został dom prywatny i ranna została 21-letnia kobieta. W Kozackim siły rosyjskie zaatakowały cywilny samochód za pomocą drona kamikadze, raniąc trzech mężczyzn. Rosjanie ostrzelali także 35 razy obwód sumski, gdzie trafienia odnotowano w 10 hromadach. Wojska rosyjskie ostrzelały obszary zaludnione w obwodzie zaporoskim 346 razy, w tym przeprowadzono atak rakietowy na Zaporoże, w wyniku którego jedna osoba została ranna. Ok. 15 miejscowości w obwodzie charkowskim zostało ostrzelanych przez artylerię i moździerze. Odnotowano kilka ofiar wśród ludności cywilnej oraz zniszczenia domów prywatnych. W obwodzie odeskim po raz pierwszy w czasie wojny samolot szkolny Jak-52 został strącony przez rosyjski dron rozpoznawczy Orłan-10, który przeprowadzał rozpoznanie nad miastem.
Według rosyjskiej administracji okupacyjnej obwodu zaporoskiego w wyniku ukraińskiego ostrzału zginęło dwóch cywilów. Prorosyjski gubernator Jewgienij Bałitski podał, że w ataku na Połohy ranne zostały jeszcze dwie osoby, matka i jej dziecko. W ataku jeden dom został zniszczony, a pięć uszkodzonych. Rosyjskie Ministerstwo Obrony stwierdziło, że w nocy zestrzelono 17 ukraińskich dronów nad obwodami biełgorodzkim (2), kurskim (3), kałuskim (3) i briańskim (9). Gubernator obwodu kałuskiego Władysław Szapsza powiedział, że trzy drony „spadły” w pobliżu składów ropy w mieście Ludinowo. Nie zgłoszono żadnych ofiar ani szkód. Wywiad ukraiński poinformował, że w Orenburgu i Władykaukazie nieznane osoby podpaliły dwie rosyjskie lokomotywy spalinowe. Rosyjscy blogerzy wojenni stwierdzili, że ukraiński atak ATACMS zniszczył baterię S-400 na półwyspie Tarchankuckim na Krymie. Strona rosyjska i ukraińska nie skomentowały tych doniesień. W mediach pojawiły się także doniesienia o ataku dronów na terytorium Krymu.
Według eksperta wojskowego Marcusa Keuppa tempo produkcji sprzętu w Rosji nie nadąża za tempem wyczerpywania się. Rosyjska wojna staje się „coraz gorsza technologicznie”. Według Keuppa rosyjskie rezerwy liczące prawie 3 tys. czołgów zostały wyczerpane. Keupp stwierdził, że Rosja z pewnością mogłaby kontynuować wojnę w latach 2024 i 2025, ale „coraz częściej napotykałaby problem czasowy”. Według niego ukraińskie tajne służby opublikowały w kwietniu 2024 roku raport, z którego wynikało, że „przy obecnym tempie ubytku zasoby skończą się mniej więcej do połowy 2026 roku”, zanim Rosja nie będzie już w stanie zgromadzić technologii wojskowej. W dłuższej perspektywie Rosja „nie ma szans w starciu z potencjałem przemysłowym państw zachodnich (...) USA, Korei Południowej, Pakistanu, całej Europy Zachodniej”.
Ukraina złożyła do Rady Europy wniosek o częściowe odstąpienie od przestrzegania Europejskiej konwencji praw człowieka. Dokument stanowi, że w czasie stanu wojennego prawa człowieka przewidziane w szeregu artykułów konstytucji mogą zostać czasowo ograniczone.

### 29 kwietnia

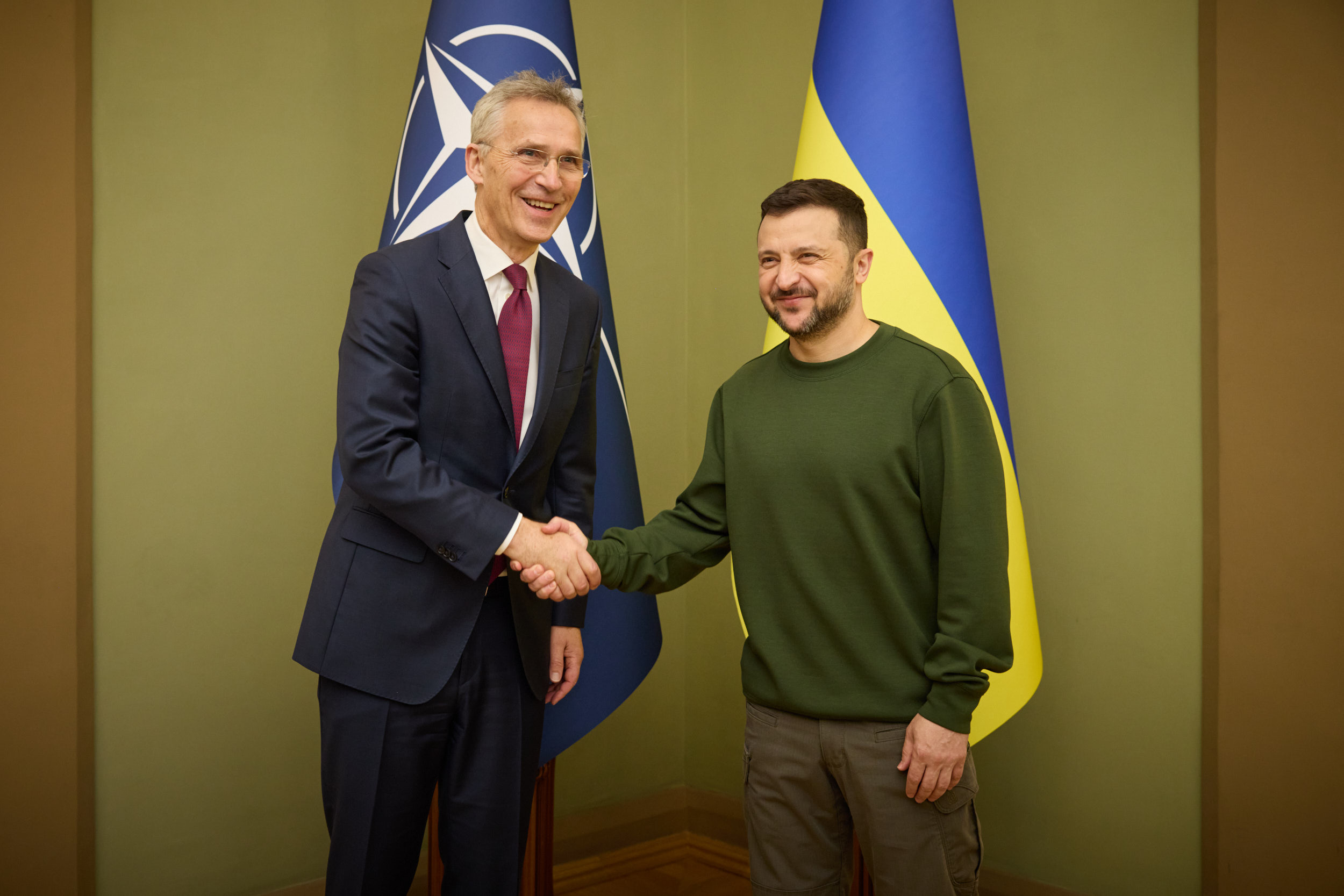
Spotkanie prezydenta Zełenskiego z Sekretarze Generalnym NATO Jensem Stoltenbergiem.

Ministerstwo Obrony Rosji podało, że wojska rosyjskie zajęły wieś Semeniwka, 5 km na zachód od Awdijiwki. Naczelny dowódca armii ukraińskiej generał Ołeksandr Syrski stwierdził, że armia rosyjska atakowała na całej linii frontu, ale były obszary, w których skoncentrowała więcej zasobów. W szczególności Rosjanie aktywnie działali w kierunku Kupiańska, w pobliżu wsi Stelmachiwka i Berestowe. „Walki w Kiśliwce trwały, wróg nie przestawał naciskać, jednak wieś nie została zdobyta”. W kierunku Siewierska siły rosyjskie posuwały się w rejonie Biłohoriwki i Rozdoliwki, gdzie próbowali się przebić i zablokować Siewiersk, aby stworzyć warunki do kontynuowania ofensywy na Słowiańsk. W ocenie ISW siły rosyjskie zrobiły marginalne postępy taktyczne na północny i południowy zachód od Awdijiwki, ale w ciągu ostatnich 24h nie poczyniły znaczących postępów na tym odcinku. Tymczasem siły rosyjskie poczyniły potwierdzone postępy w pobliżu Awdijiwki i Doniecka. Ponadto ukraińscy urzędnicy w dalszym ciągu donosili, że władze rosyjskie zmuszali Ukraińców na okupowanych obszarach do wstąpienia do rosyjskiej armii.
Ukraiński Sztab podał, że kontynuowano utrzymywanie przyczółku w obwodzie chersońskim na lewym brzegu Dniepru, gdzie odparto trzy ataki. Rosja atakowała w kierunkach Kupiańska, Łymanu, Bachmutu, Awdijiwki, Nowopawłowska i Zaporoża, gdzie doszło do 115 starć. W ciągu doby wojska rosyjskie przeprowadziły pięć ataków rakietowych, 47 nalotów i 90 ostrzałów na pozycje ukraińskie i obszary zaludnione (odnotowano ofiary wśród cywilów i zniszczoną infrastrukturę). Ponad 110 miejscowości w dziewięciu obwodach znalazło się pod ostrzałem artyleryjskim. Lotnictwo ukraińskie dokonało pięciu nalotów na miejsca koncentracji, natomiast artyleria uderzyła w obszar koncentracji i dwie stacje radarowe.
Gubernator Ołeh Kiper poinformował, że w wieczornym rosyjskim ataku rakietowym na Odessę co najmniej pięć osób zginęło, a ok. 32 zostały ranne, w tym dwoje dzieci i ukraiński polityk Serhij Kiwałow. W wyniku ataku uszkodzonych zostało kilka budynków mieszkalnych i infrastruktura cywilna, w tym Pałac Studentów Odeskiej Akademii Prawa, gdzie doszło do dużego pożaru. Według wstępnych doniesień ukraińskiej prokuratury w Odessie użyto rakiety balistycznej z amunicją kasetową. Gubernator Ołeksandr Prokudin podał, że siły rosyjskie zaatakowały obszary mieszkalne w wiosce Kizomys w obwodzie chersońskim, zabijając 60-letniego mężczyznę. Gubernator Ołeh Siniehubow poinformował, że zmodyfikowanymi bombami lotniczymi zaatakowano miasto Charków, gdzie dwóch cywilów zostało rannych, a wielopiętrowy budynek mieszkalny został uszkodzony.
Sekretarz generalny NATO Jens Stoltenberg przybył z niezapowiedzianą wizytą do Kijowa, gdzie spotkał się z prezydentem Zełenskim. Podczas spotkania negocjowano utworzenie 5-letniego specjalnego funduszu dla Ukrainy o łącznej wartości 100 miliardów euro i omawiano proces przystąpienia Ukrainy do NATO. Stoltenberg podkreślił, że Ukraina przystąpi do Sojuszu we właściwym czasie. Wygłosił także przemówienie przez parlamentem Ukrainy, stwierdzając, że Chiny, Iran i Korea Północna dostarczyły Rosji komponenty do produkcji broni na potrzeby wojny na Ukrainie oraz skrytykował państwa członkowskie NATO za niewypełnienie swoich zobowiązań w zakresie pomocy wojskowej oraz nieterminowe dostarczanie amunicji i broni, co spowodowało, że armia ukraińska zapłaciła na polu bitwy wysoką cenę. Prezydent Zełenski i Jens Stoltenberg odwiedzili Kijowski Uniwersytet Obrony Narodowej. Zełenski oświadczył podczas sesji pytań i odpowiedzi, że Ukraina przystąpi do NATO dopiero po zakończeniu wojny z Rosją.
Wywiad ukraiński ogłosił, że z Południowego Okręgu Wojskowego zdezerterowało ok. 18 tys. żołnierzy rosyjskich, w tym 2 tys. żołnierzy kontraktowych i 10 tys. zmobilizowanych z 8 Armii Ogólnowojskowej oraz ok. 2,5 tys. z 58 Armii Ogólnowojskowej.
Stany Zjednoczone zakupiły od Kazachstanu 81 radzieckich myśliwców (MiG-27, MiG-29, Su-24) po ok. 18 tys. euro za samoloty. Jednakże ich dysze były zepsute i ich naprawa była nieopłacalna. Myśliwce mogą posłużyć jednak jako magazyn części zamiennych dla Ukrainy, gdyż posiada ona w służbie te same samoloty bojowe. Alternatywnie zakupione odrzutowce mogłyby posłużyć jako atrapy mające na celu siły rosyjskie.
Łotwa, Litwa i Estonia oskarżyły Rosję o tłumienie sygnałów GPS na Morzu Bałtyckim. Minister spraw zagranicznych Estonii Margus Tsahkna dodał, że państwa bałtyckie uważają zakłócanie sygnałów GPS za „atak hybrydowy Federacji Rosyjskiej”, który stwarza zagrożenie dla ich obywateli. „Zdecydowanie omówimy to z naszymi sojusznikami”.

### 30 kwietnia

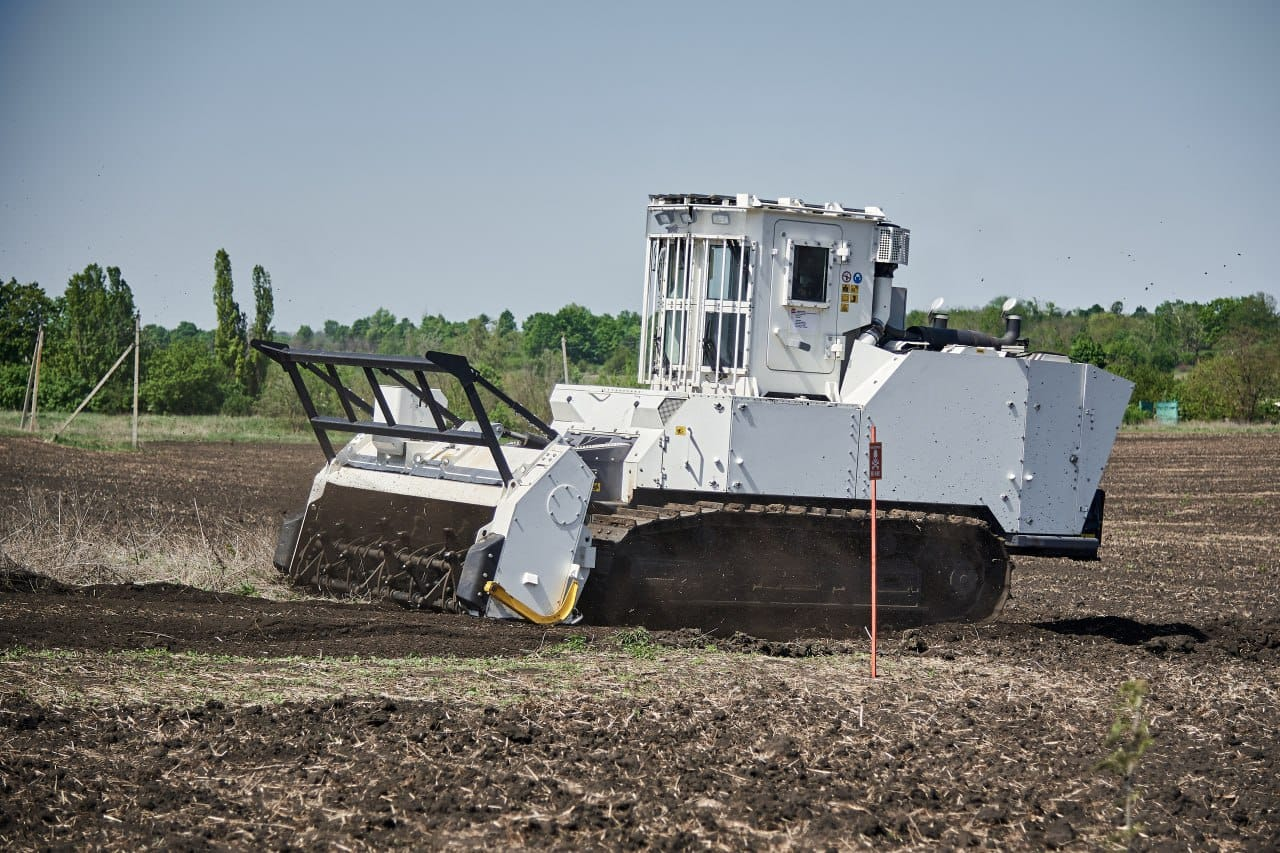
Rozminowywanie w obwodzie charkowskim przy użyciu zdalnie sterowanego pojazdu MV 370 Platform.

Według ISW po raz pierwszy od kilku dni wojska rosyjskie nie dokonały żadnego potwierdzonego postępu w rejonie Awdijiwki, natomiast źródła ukraińskie podawały, że Rosjanie przeprowadzili o kilka ataków więcej w kierunku Bachmut–Czasiw Jar niż w pobliżu Awdijiwki. Zdaniem ekspertów siły rosyjskie mogą pójść w kierunku Torećka w obwodzie donieckim, szykując się do ofensywy na Czasiw Jar; ”Siły rosyjskie mogą zdecydować o pójściu z klina na północ od Awdijiwki w kierunku Torećka, aby uzupełnić rosyjskie działania ofensywne koło Czasiw Jaru, co zapewne wymagałoby od Rosjan przerwy taktycznej przed skoncentrowaniem sił”. Tymczasem wojska rosyjskie poczyniły potwierdzone postępy w pobliżu Kreminnej, Czasiw Jaru i Robotyne.
SG Ukrainy oświadczył, że kontynuowano utrzymywanie przyczółku w obwodzie chersońskim na lewym brzegu Dniepru, gdzie odparto dwa ataki. Rosja atakowała w kierunkach Kupiańska, Łymanu, Bachmutu, Awdijiwki, Nowopawłowska i Zaporoża, gdzie doszło do 122 starć. W ciągu doby wojska rosyjskie przeprowadziły osiem ataków rakietowych, 61 nalotów i 129 ostrzałów na pozycje ukraińskie i obszary zaludnione (odnotowano ofiary wśród cywilów i zniszczoną infrastrukturę). Ponad 120 miejscowości w dziewięciu obwodach znalazło się pod ostrzałem artyleryjskim. Lotnictwo ukraińskie dokonało 12 nalotów na miejsca koncentracji, natomiast artyleria uderzyła w obszar koncentracji i kompleks rakiet przeciwlotniczych.
Gubernator Ołeh Kiper podał, że w rosyjskim ataku (za pomocą rakiet balistycznych) na Odessę zginęły trzy osoby, a trzy zostały ranne. Atak uszkodził infrastrukturę cywilną; Rosja stwierdziła, że uderzyła w kwaterę ukraińskiego Dowództwa Operacyjnego Południe w mieście. Mer Ihor Terekhow poinformował, że w wyniku rosyjskiego nalotu na dzielnice mieszkalne Charkowa zginęła jedna osoba, a co najmniej dziewięć zostało rannych. Gubernator Ołeh Siniehubow poinformował, że Rosjanie prawdopodobnie zaatakowali miasto przy użyciu bomb lotniczych KAB, natomiast później prokuratura wyjaśniła, że Rosja zaatakowała trzema bombami szybującymi UMPB D-30SN. Podczas ataku zniszczono dwa budynki cywilne oraz uszkodzono budynek administracyjny i ponad 40 prywatnych garaży.
W nocy armia ukraińska zaatakowała rakietami ATACMS lotnisko wojskowe Dżankoj, na którym stacjonuje pułk śmigłowców armii rosyjskiej. W wyniku ataku pięciu żołnierzy zostało rannych. Ponadto, według źródeł Astry w Ministerstwie Sytuacji Nadzwyczajnych, rakiety zaatakowały trzy jednostki obrony powietrznej we wsi Donśke (według doniesień nieokreślona liczba żołnierzy została ranna), a także w rejonach sackim i czornomorskim (w tym drugim przypadku czterech zostało rannych żołnierzy). Urzędnicy rosyjscy na południu Ukrainy podali, że w nocy obrona przeciwlotnicza nad krymskimi miastami Dżankoj i Symferopol zestrzeliła kilka ukraińskich rakiet. W rezultacie tego Most Krymski został tymczasowo zamknięty. Prorosyjski urzędnik w obwodzie zaporoskim, Władimir Rogow stwierdził, że siły ukraińskie użyły do ataku rakiet ATACMS, jednak obrona przeciwlotnicza zniszczyła je. Koordynator ds. komunikacji w Radzie Bezpieczeństwa Narodowego USA John Kirby, powiedział, że Stany Zjednoczone nie mają dowodów na to, że rosyjskiemu wojsku udało się zestrzelić wyprodukowany przez USA pocisk taktyczny ATACMS wystrzelony przez Ukrainę.
Według OSW wojska rosyjskie pogłębiły wyłom w zgrupowaniu ukraińskim w rejonie Oczeretynego, zajmując leżące na południe od niego Sołowjowe i Nowobachmutiwkę. Opanowały także Nowokałynowe, tworząc pomiędzy oboma miastami „worek”, w którym znajdowały się pozostałe w tym rejonie siły ukraińskie. Najbliższy punkt obrony Ukraińców stanowiło Archanhelśke, leżące na północ od wymienionych miejscowości. W rejonie Oczeretynego Rosjanie mieli trzykrotną przewagę liczebną, ok. 10 tys. Rosjan przypadało na 3 tys. Ukraińców. W Krasnohoriwce Rosjanie opanowali większość rejonu przemysłowego na południu miasta, a walki przeniosły się do jego centrum. Na północno-wschodnich obrzeżach miasta siły rosyjskie przełamały obronę, a na zachód od Awdijiwki wyparły obrońców z wsi Semeniwka i Berdyczi, umacniając się na zachodnim brzegu rzeki Durna. Po wielotygodniowej przerwie Rosjanie rozpoczęli ataki na granicy obwodów charkowskiego i ługańskiego. Na południowy wschód od Kupiańska Ukraińcy zostali wyparci z części pozycji, z kolei na południowy zachód od Swatowego Rosjanie osiągnęli obrzeża Makijiwki. Na południe od Orichiwa jednostki rosyjskie miały wyprzeć obrońców z Robotynego, nadal jednak trwały walki na jego północnych obrzeżach. Nie przyniosły rezultatu rosyjskie ataki w rejonie Czasiw Jaru, do którego Ukraińcy skierowali kolejne wzmocnienia.
Niemcy ogłosiły nowy pakiet pomocy wojskowej dla Ukrainy, który obejmował: 10 BWP Marder 1, system przeciwlotniczy Skynex, rakiety do IRIS-T SLM, amunicję do czołgów Leopard 2, 30 tys. pocisków do systemów Gepard, 7,5 tys. pocisków artyleryjskich 155 mm, system radarowy TRML-4D, 3 tys. granatników przecipancernych RGW 90, dziewięć systemów do usuwania min, dziewięć przeczep do transportu czołgów Oshkosh M1070, czołg do układania mostów Beaver, pojazd inżynieryjny Dachs, amunicję do broni strzeleckiej i 100 tys. apteczek. Premier Łotwy Evika Siliņa zadeklarowała kolejny pakiet pomocy wojskowej dla Ukrainy, który obejmował działa przeciwlotnicze i taktyczne drony obserwacyjne. Premier Jonas Gahr Stoere powiedział, że Norwegia przekaże Ukrainie pomoc o wartości 630 mln dolarów, z czego większość zostanie przeznaczona na dostawy amunicji przeciwlotniczej i artyleryjskiej. Premier Ukrainy Denys Szmyhal zapowiedział zwiększenie o kilkaset milionów euro wydatków na rozwój i produkcję dronów. Dzięki tym środkom 300 tys. dronów zostanie dostarczonych dla armii ukraińskiej.
Prezydent Litwy Gitanas Nausėda i premier Ingrida Šimonytė ogłosili swoje wsparcie dla repatriacji ukraińskich mężczyzn w wieku poborowym w celu zmobilizowania. Według szefa ukraińskiej Państwowej Straży Granicznej Andrija Demczenko od rozpoczęcia wojny w 2022 roku ok. 30 Ukraińców zginęło, próbując uniknąć powołania do wojska w wyniku nielegalnej ucieczki za granicę. Według straży granicznej 24 mężczyzn zginęło podczas próby przekroczenia rzeki Cisy na granicy ukraińsko-rumuńskiej. Codziennie dochodziło do prób nielegalnego przekroczenia granicy, z których większość miała miejsce poza przejściami granicznymi na granicy z Mołdawią i Rumunią. Najwięcej prób ucieczki z fałszywymi dokumentami odnotowano się na granicy z Polską. Ministerstwo Spraw Zagranicznych Ukrainy poinformowało, że zakaz korzystania z usług konsularnych przez ukraińskich mężczyzn w wieku od 18 do 60 lat oraz w wieku poborowym ma charakter tymczasowy i nie dotyczy osób, które zaktualizowały swoje dane w wojskowej bazie danych.